# Virgen con Niño

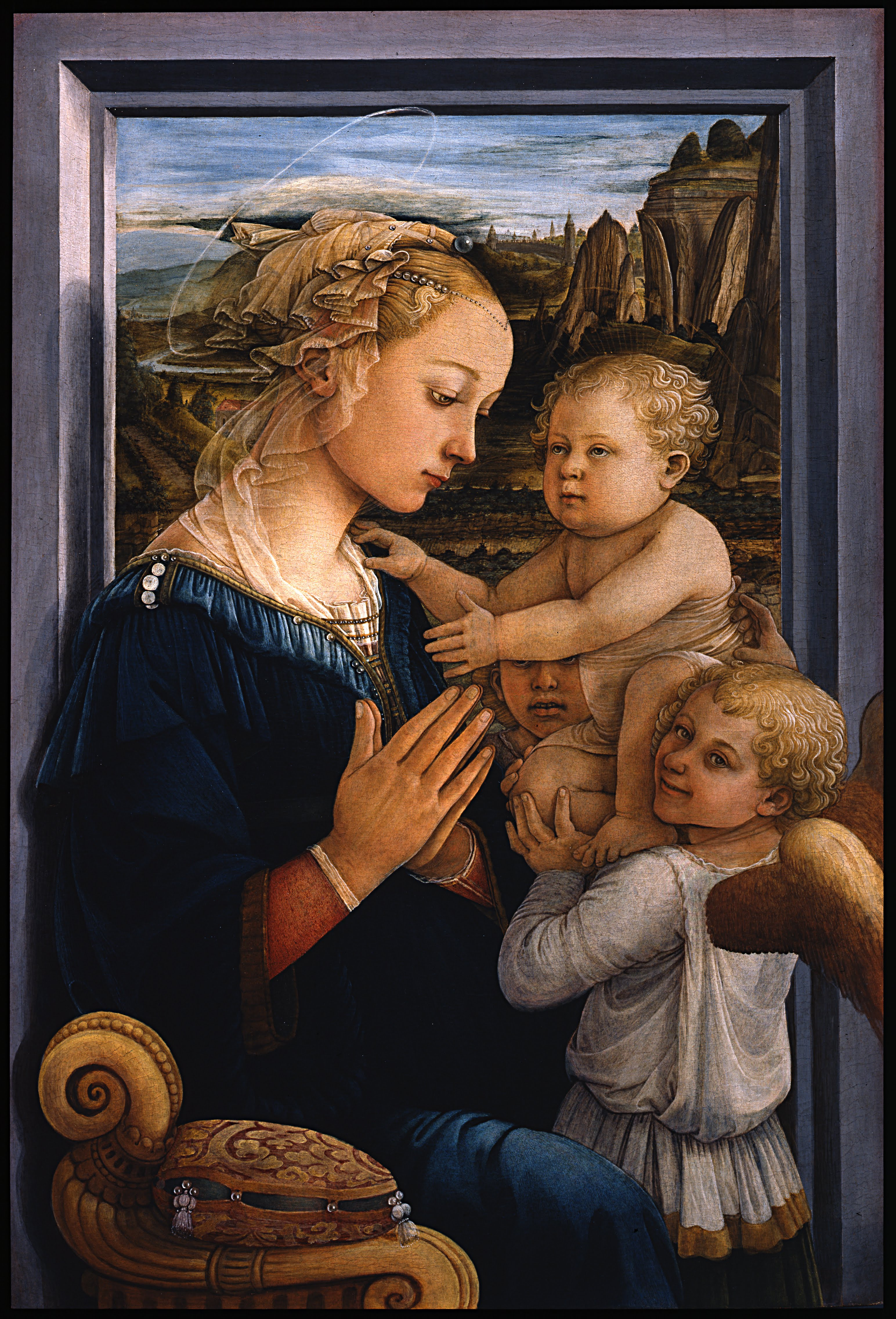
Madonna con el Niño y dos ángeles, llamada Lippina, de Fra Filippo Lippi, ca. 1465. Boticelli hizo varias composiciones muy semejantes, prácticamente réplicas.

Virgen con el Niño o Madonna son las denominaciones convencionales para designar el tema artístico más frecuente en la iconografía del arte mariano y uno de los más tratados en todo el arte cristiano: la representación de la Virgen María junto con el Niño Jesús, su hijo.
Después de cierta resistencia y controversia inicial, la fórmula «Madre de Dios» (Theotokos) fue adoptada oficialmente por la iglesia cristiana en el Concilio de Éfeso, 431. La primera representación de Virgen con Niño que se conserva puede ser la pintura mural en la Catacumba de Priscila, Roma, en la que aparece la Virgen sentada amamantando al Niño, quien a su vez vuelve la cabeza para mirar al espectador.

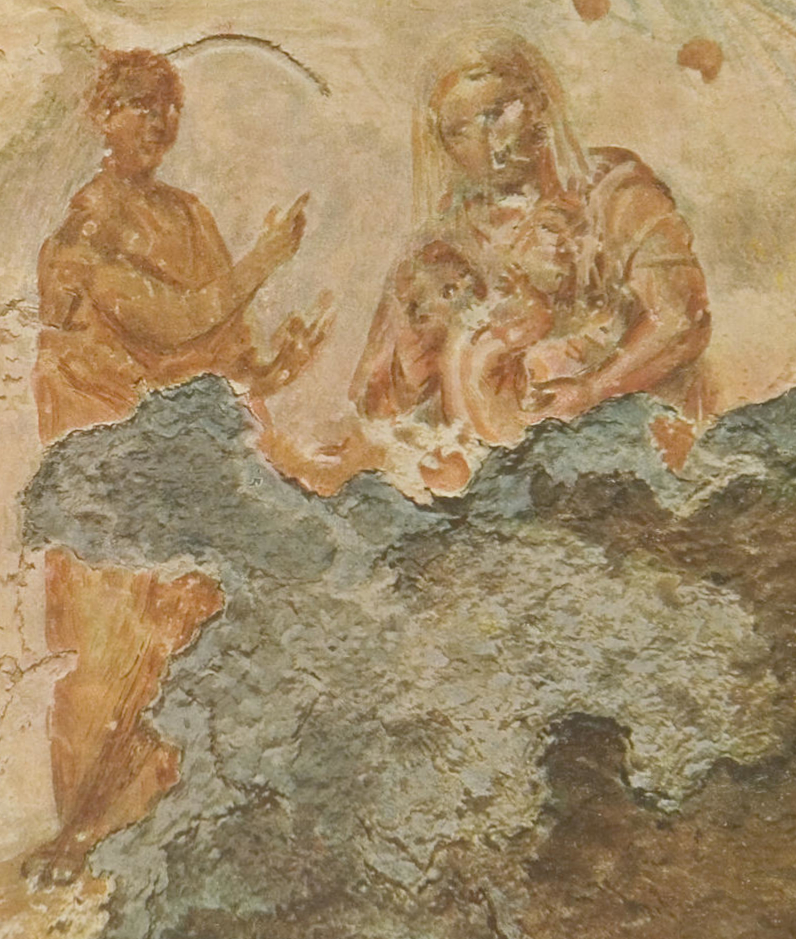
Mural en las catacumbas de Priscila.

Las primeras representaciones consistentes de la Virgen Madre con su Hijo se desarrollaron en el Imperio de Oriente, donde, a pesar de la tendencia iconoclasta en la cultura que rechazaba las representaciones físicas como «ídolos», el respeto por imágenes veneradas (muchas consideradas milagrosas, algunas de ellas la tradición las suponía pintadas San Lucas) se expresaba en la repetición de una estrecha gama de tipos muy convencionales, los "iconos" (en griego «imagen»). En una visita a Constantinopla en el año 536, el papa Agapito I fue acusado de oposición a la veneración de la Theotokos y a la representación de su imagen en las iglesias. Los ejemplos orientales muestran a la Virgen entronizada (Nikopoia), incluso portando la cerrada corona bizantina incrustada de perlas con colgantes, con el Niño Jesús en su regazo, como en los fragmentos de fresco de la Basílica de San Clemente inferior, en Roma.
En Occidente, los hieráticos modelos bizantinos fueron seguidos estrechamente en la Edad Media, pero con la creciente importancia del culto a la Virgen en los siglos XII y XIII se desarrollaron una más amplia variedad de tipos para satisfacer la corriente de unas formas de piedad más intensamente personales. En las fórmulas usuales góticas y renacentistas, la Virgen María se sienta con el Niño Jesús en su regazo, o lo abraza. En las primeras representaciones la Virgen se encuentra entronizada (Maestà, Sedes sapientiae), y el Niño, plenamente consciente de su divinidad, alza su mano ofreciendo una bendición.
Esculturas góticas tardías de la Virgen con el Niño pueden mostrar a una Virgen en pie con el Niño en brazos. La iconografía varía entre imágenes públicas e imágenes privadas proporcionadas en una escala menor y que se pretendía que se dedicaran a la devoción personal en las habitaciones particulares: las representaciones de la Virgen amamantando al Niño («Virgen de la Leche») solían limitarse a esos iconos devocionales privados.
A menudo María y Jesús están rodeados por otros personajes, como San José (en este caso se habla de una Sagrada Familia). En una variación italiana del siglo XV se añade a la imagen un san Juanito (San Giovannino en italiano) mirándolos, esto es, San Juan Bautista de niño, puesto que era casi coetáneo de Jesús. También pueden aparecer otros parientes de la Virgen María como santa Isabel o santa Ana, o incluso otros santos (en sacra conversazione) elegidos por razones variadas, por ejemplo los santos tutelares de los comitentes de la obra, fuera un particular, una familia noble o regia, una institución religiosa o laica, o una ciudad.

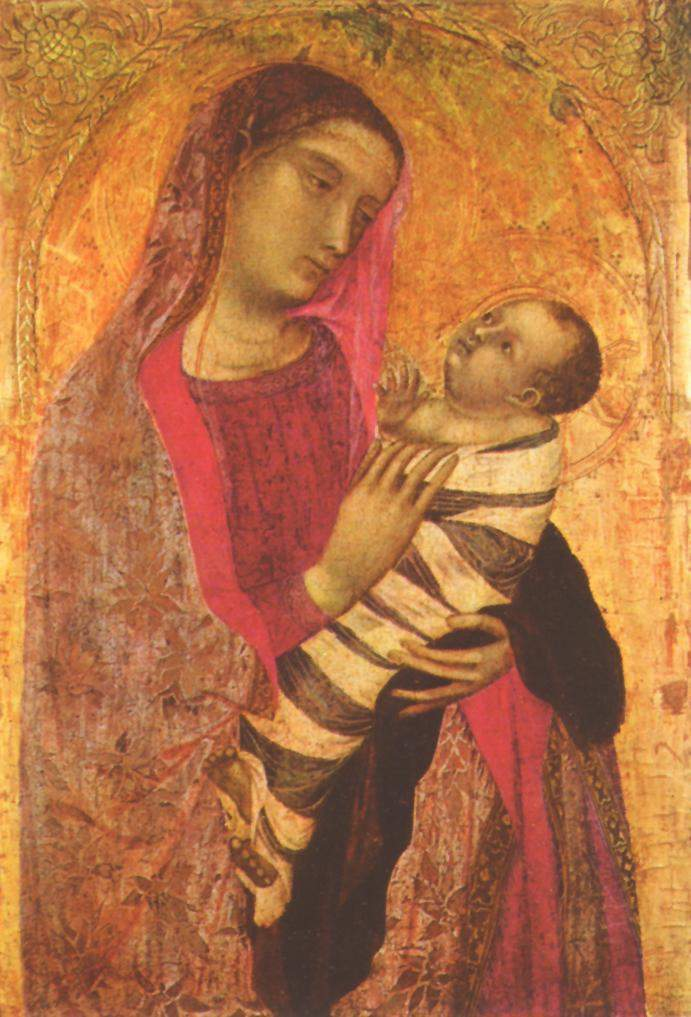
Virgen con Niño, de Ambrogio Lorenzetti, 1319, tabla, 85 × 57 cm, Pinacoteca de Brera, Milán.

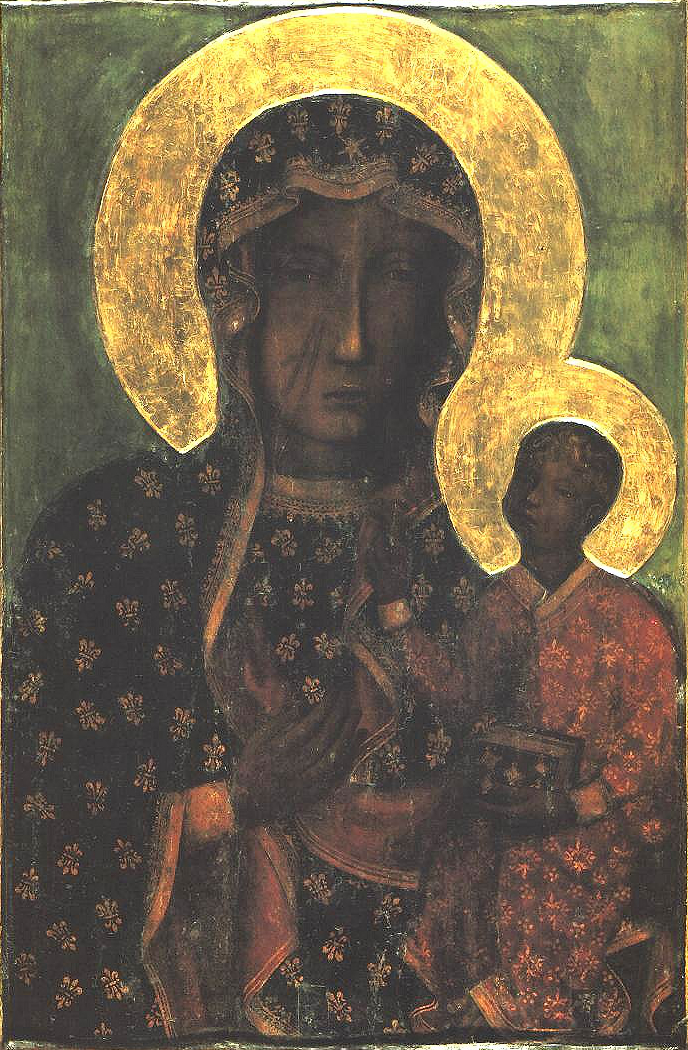
Madonna de Częstochowa (Czarna Madonna o Matka Boska Częstochowska en polaco), icono que, según la tradición, fue pintado por el evangelista San Lucas sobre una tabla de ciprés tomada de la casa de la Sagrada Familia.

## Madonna

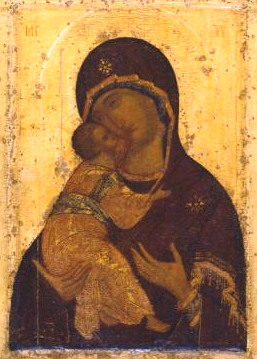
Virgen de Vladímir de Andréi Rubliov, ca. 1410.

Madonna (palabra italiana utilizada directamente en la mayor parte de los casos, aunque el DRAE recoge como palabra castellana "madona") es un término italiano medieval para designar a una mujer de la nobleza o destacada por alguna razón. En la tradición cristiana del arte occidental esta palabra se utiliza para los trabajos que representan a la Virgen María como madre de Jesús. La palabra también ha sido adoptada por el inglés y otros idiomas europeos.
Madonna (desde el latín mea domina -"mi señora", "señora mía"-), es el término italiano usado comúnmente en referencia a las imágenes de María, traduciéndose como “Mi señora”. En la tradición católica es un término utilizado extensamente. En lengua francesa se expresa como Notre Dame y en lengua castellana como "Nuestra Señora". La gran difusión de estos tratamientos señalan la importancia creciente del culto a la Virgen y la prominencia de las representaciones de la misma desde el arte medieval.
Durante el siglo XIII, por la influencia del código de caballería y de la cultura aristocrática en la poesía, canción y artes plásticas, la Madonna se representa como la reina del cielo, a menudo coronada.
En sentido estricto, el término Madonna se puede restringir exclusivamente a las obras de la escuela italiana, pero es muy habitual extenderlo a cualquier otra escuela nacional.

### Origen paleocristiano y bizantino
Aunque muy pocas de las primeras imágenes de la Virgen María se conservan, es posible rastrear las raíces de la Madonna en el arte de las comunidades cristianas más antiguas de Europa, el norte de África y Oriente Medio. Muy importantes para la tradición italiana son los iconos bizantinos, especialmente los de Constantinopla, ciudad capital del más largo y duradero imperio de la civilización del Medioevo; estos iconos tuvieron gran importancia en la vida civil y fueron celebrados como milagrosos. El Imperio bizantino se veía a sí mismo como la verdadera Roma, aunque de lengua griega. Bizancio era un estado cristiano con colonias de italianos viviendo entre sus ciudadanos, participando en cruzadas en las fronteras de su territorio y además, saqueando las iglesias, palacios y monasterios de muchos de sus tesoros.
|  |  |

Posiblemente, esa fue una de las maneras en que los iconos bizantinos llegaron a ser conocidos en la península itálica, sin embargo, la relación entre los iconos bizantinos y las Madonnas italianas es mucho más rica y complicada. El arte bizantino jugó un amplio e importante papel en la Europa occidental, especialmente cuando los territorios bizantinos incluían parte de Europa oriental, Grecia y la mayor parte de la misma península itálica. Los manuscritos bizantinos, lujosos pergaminos aderezados con incrustaciones de oro y plata, fueron distribuyéndose hacia el Oeste. En Bizancio se desarrollaron los conceptos teológicos (mariológicos y cristológicos) que reconocían a la Virgen María como la "Madre de Dios" (Theotokos), identificando el momento clave de la salvación con la Encarnación: el consentimiento de la "Llena de Gracia" al mensaje divino de la Anunciación. Iconográficamente, la condición de la Virgen como "Madre de Dios" se plasma mediante su representación con el "Niño Dios" en sus brazos.

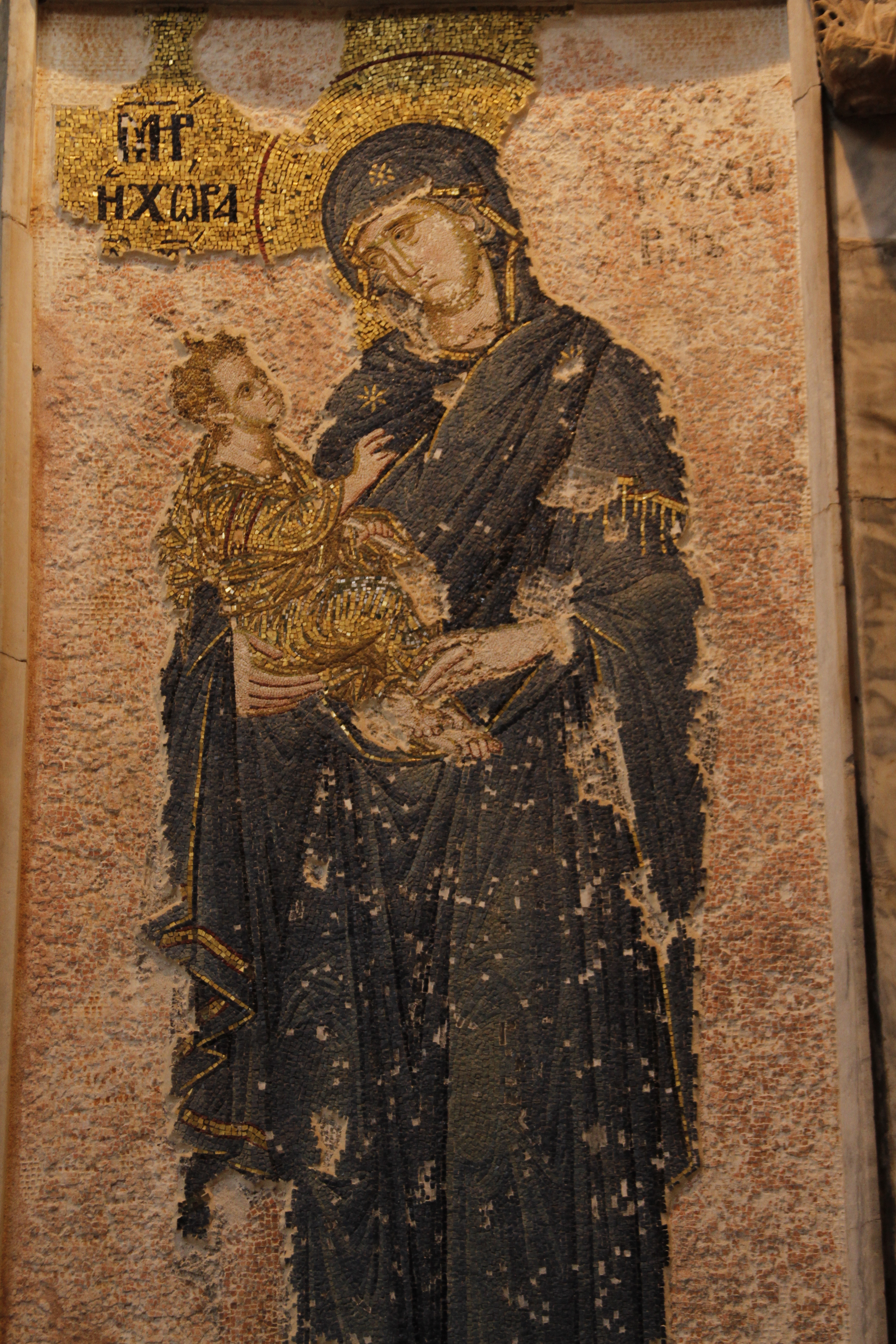
Hodegetria del mosaico de la Theotokos en la iglesia de San Salvador de Cora.
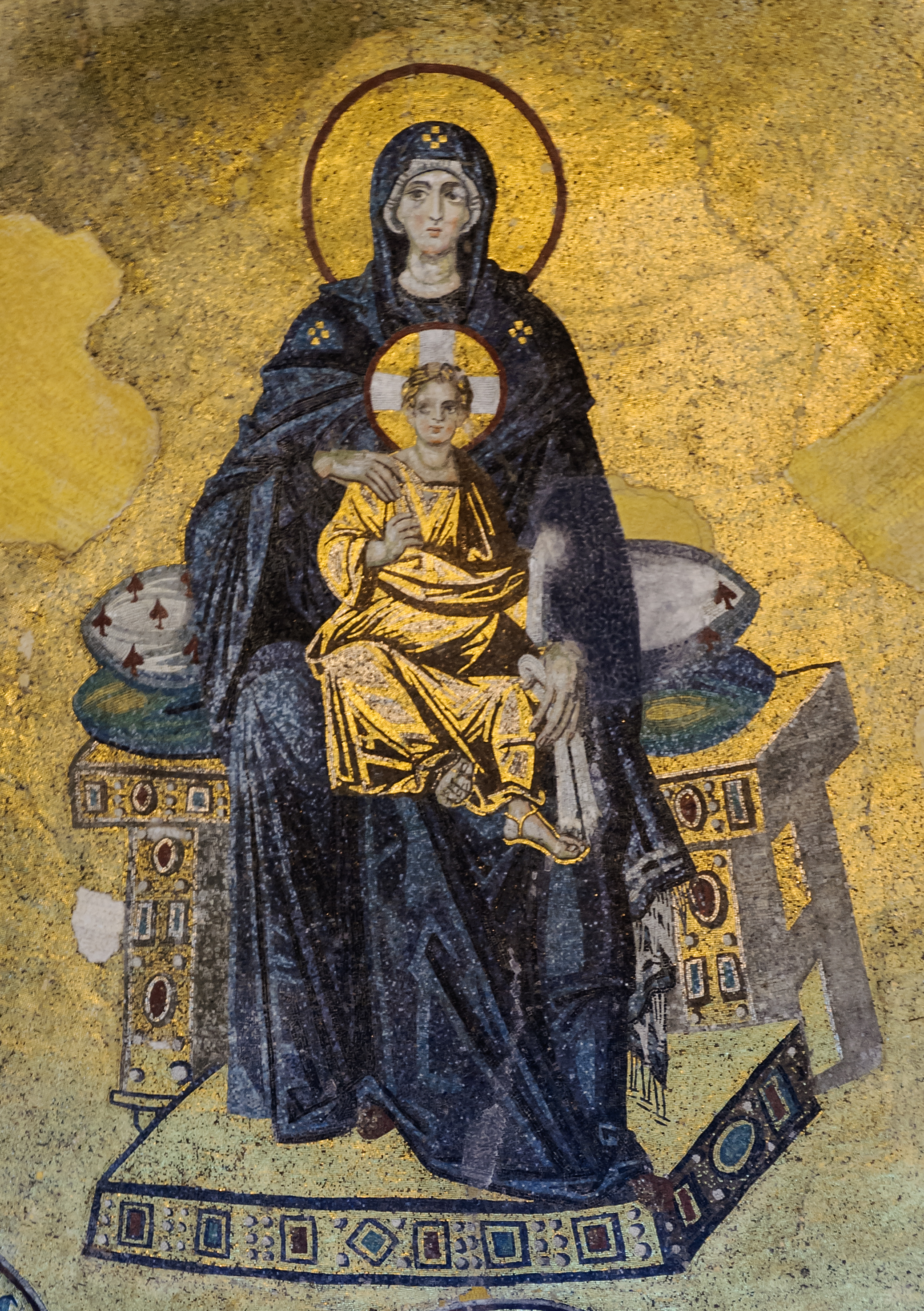
Mosaico del ábside de Santa Sofía.
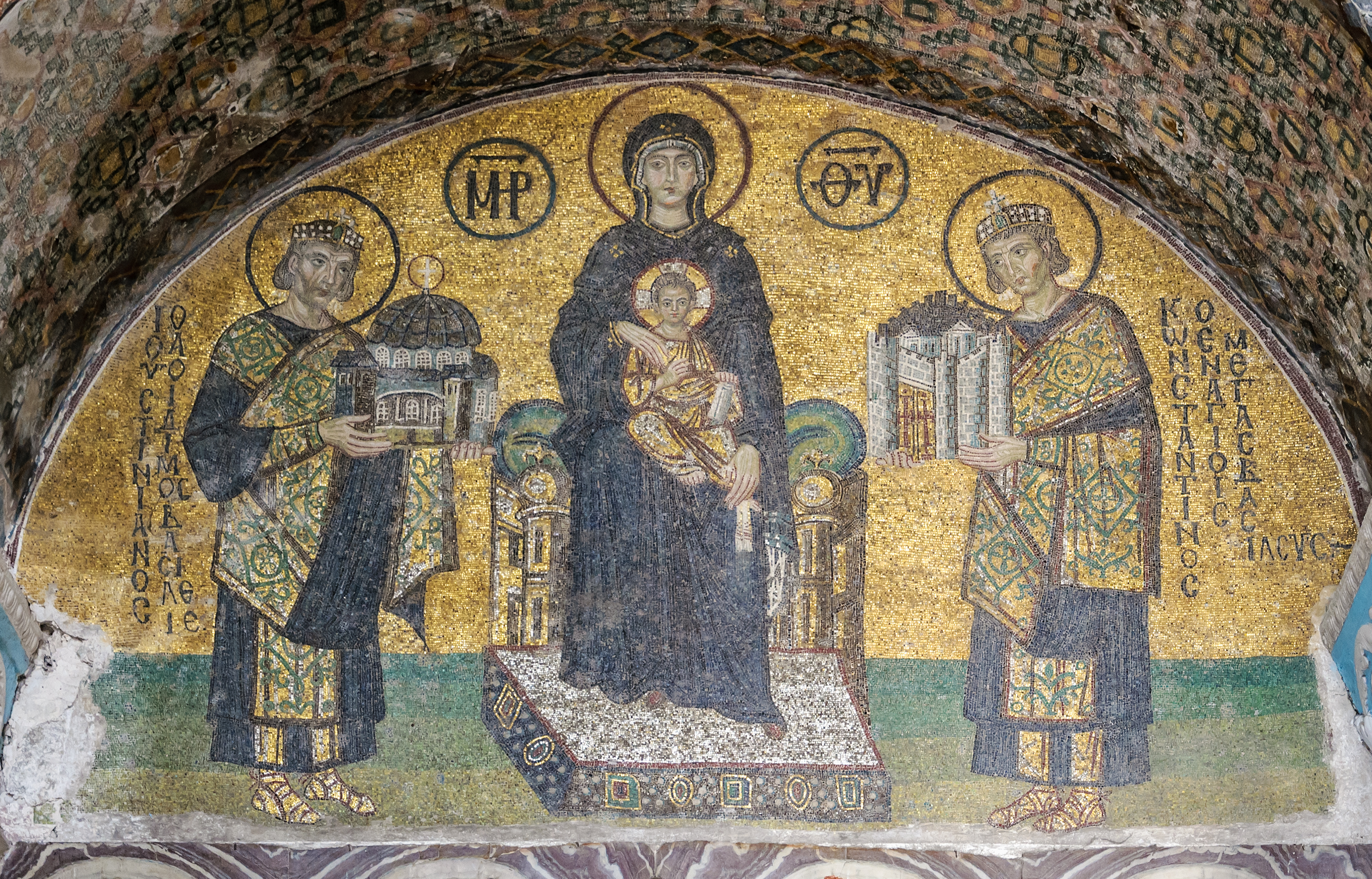
Mosaico de la luneta del acceso meridional al nártex de Santa Sofía.
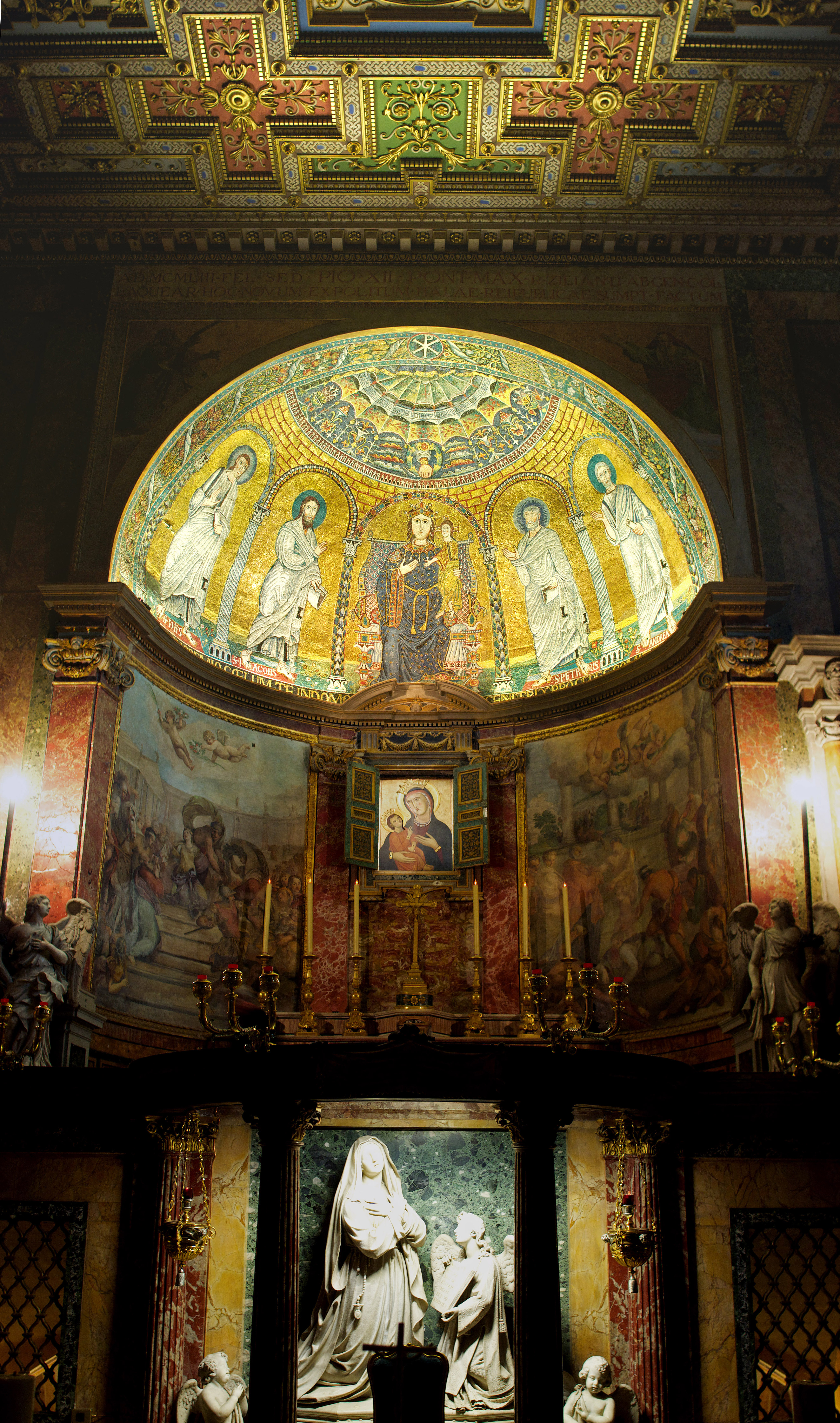
Altar mayor de Santa Francesca Romana.

La herencia de los iconos bizantinos en las representaciones italianas de la Virgen María es doble:
- En cuanto a la técnica y materiales: fueron pintadas originalmente en témpera (yema de huevo y los pigmentos de la tierra) en paneles de madera. A este respecto, comparten la herencia romana antigua de los iconos bizantinos. Las imágenes más tempranas de la Virgen María se encuentran en Roma, el centro del cristianismo en el Occidente medieval. Una es una representación valorada de Santa María en Trastevere, una de las muchas iglesias romanas dedicadas a la Virgen María. Otra, una imagen soprepintada sobre otra versión más antigua, es venerada en el Pantheon, la gran maravilla arquitectónica del antiguo Imperio romano, que fue rededicado a María como expresión del triunfo de la Iglesia frente a las persecuciones de la Roma pagana.

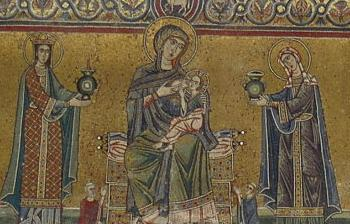
Madonna en Santa Maria in Trastevere, Roma.

- En cuanto al estilo y contenido, es decir, la iconografía: cada imagen destaca el papel maternal que María desempeña, representándola en relación con su hijo infante. Es difícil calibrar las fechas del racimo de estas imágenes anteriores, sin embargo, parecen ser en su totalidad trabajos de los siglos VII y VIII.

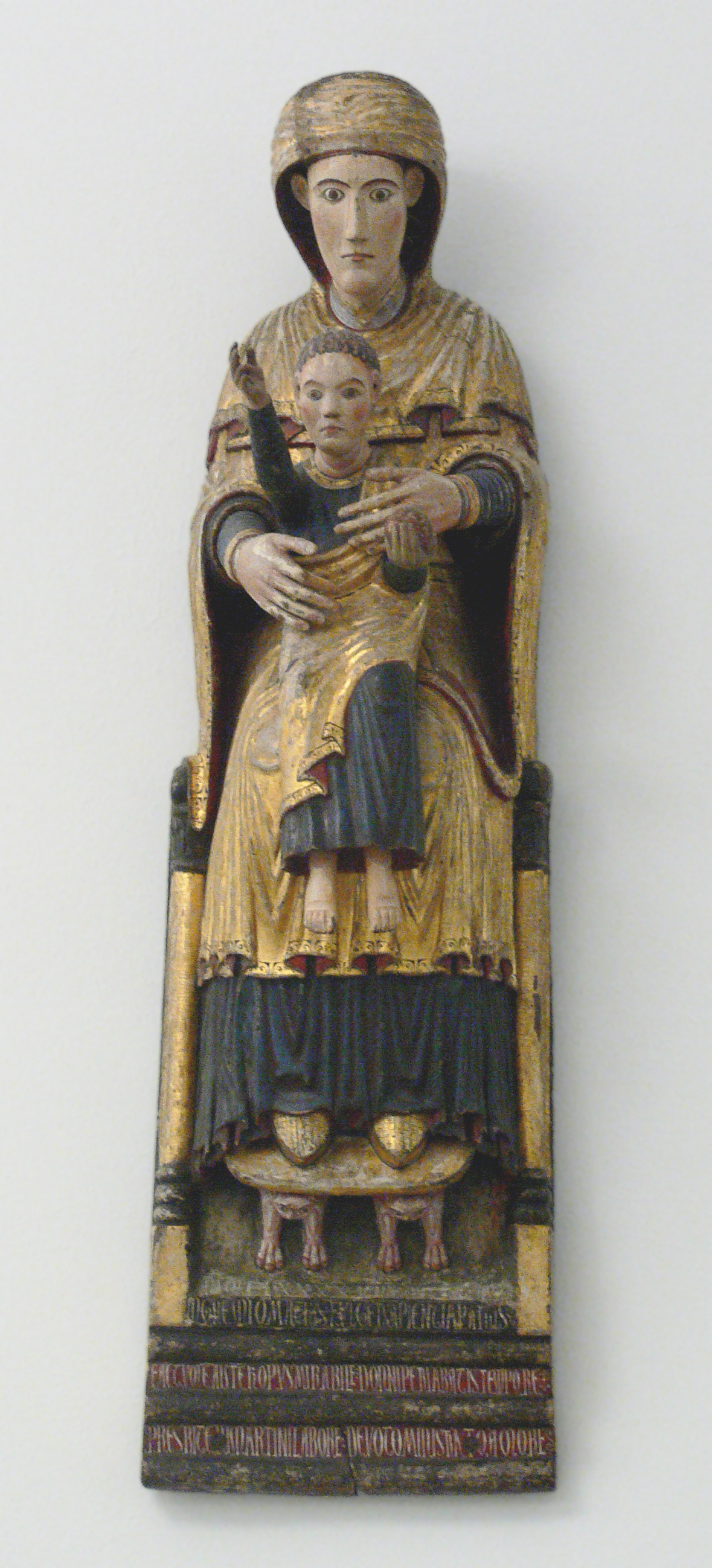
Talla realizada en 1199 por el presbítero Marinus para la abadía camaldulense de Borgo San Sepolcro.

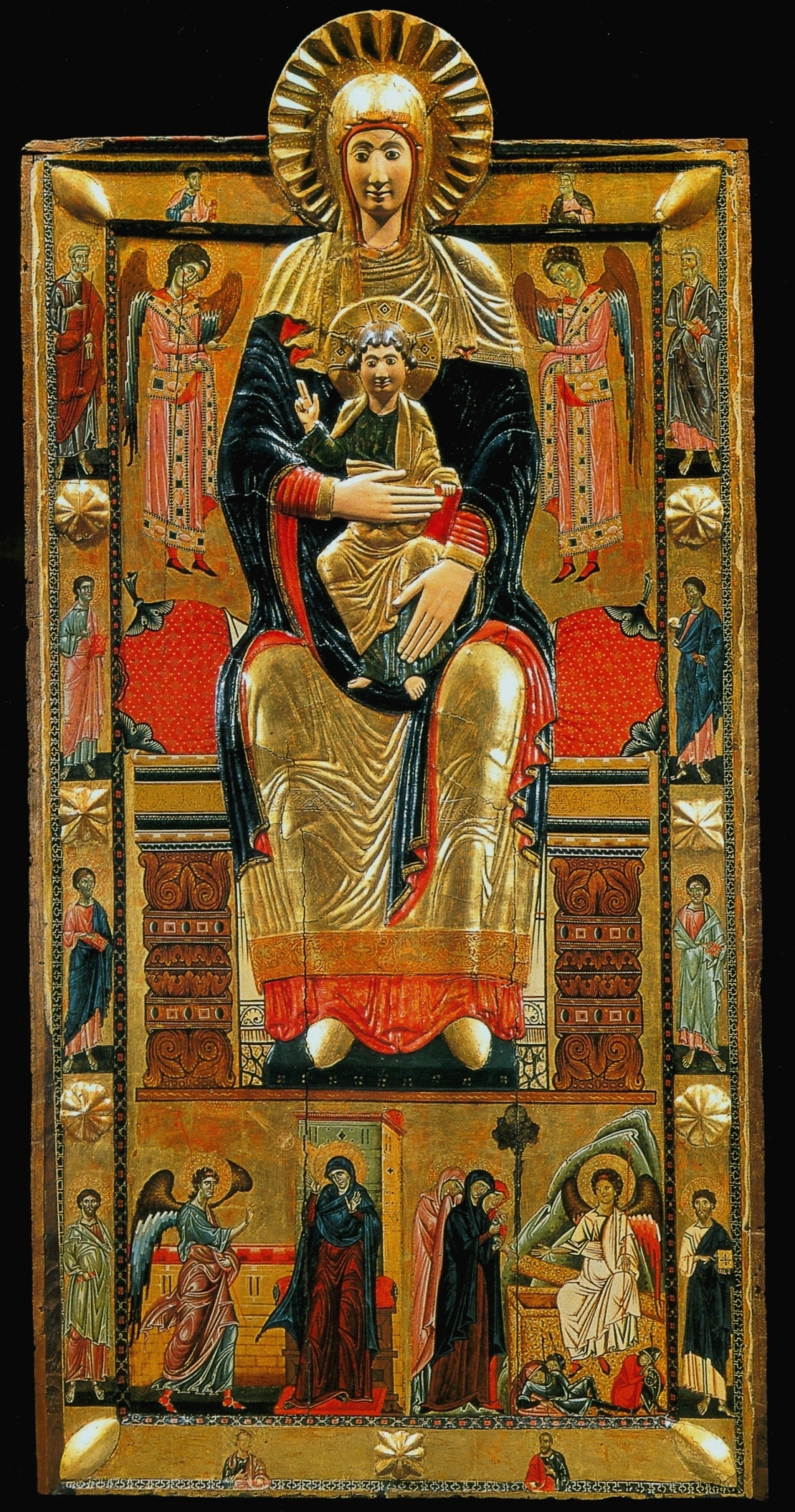
Madonna-relicario de Santa Maria Maggiore,. Atribuida tradicionalmente a Coppo di Marcovaldo, se han propuesto otras posibilidades, incluyendo la importación bizantina.

### Románico final y Gótico
No fue hasta el reavivamiento de la pintura monumental en panel en Italia durante los siglos XII y XIII que la imagen de la Madonna ganó prominencia fuera de la Ciudad Eterna, especialmente en la Toscana.
Cuando miembros de las órdenes de frailes mendicantes, como los franciscanos y dominicos, fueron los primeros en encargar la pintura de paneles con la representación de la Virgen María como Madre de Dios, este tipo de pinturas se volvió rápidamente popular en monasterios, iglesias parroquiales y casas. Algunas imágenes de la Madonna fueron pintadas por organizaciones laicas conocidas como cofradías, cuyos miembros solían cantar alabanzas a la Virgen en capillas pertenecientes a espaciosas iglesias nuevas o reconstruidas, a veces dedicadas a María.
Pagar por pinturas como las anteriormente mencionadas también pudo haber sido una forma de devoción. Hay un amplio registro del uso de delgadas láminas de oro puro en todas las partes de los paneles que no estaban cubiertas con pintura, un efecto visual análogo a las costosas orfebrerías que decoraban los altares de las iglesias medievales, pero estos paneles estaban iluminados por velas y lámparas de aceite. Aún más preciosa era la capa de brillo azul confeccionada con lapislázuli, una piedra importada de Afganistán.

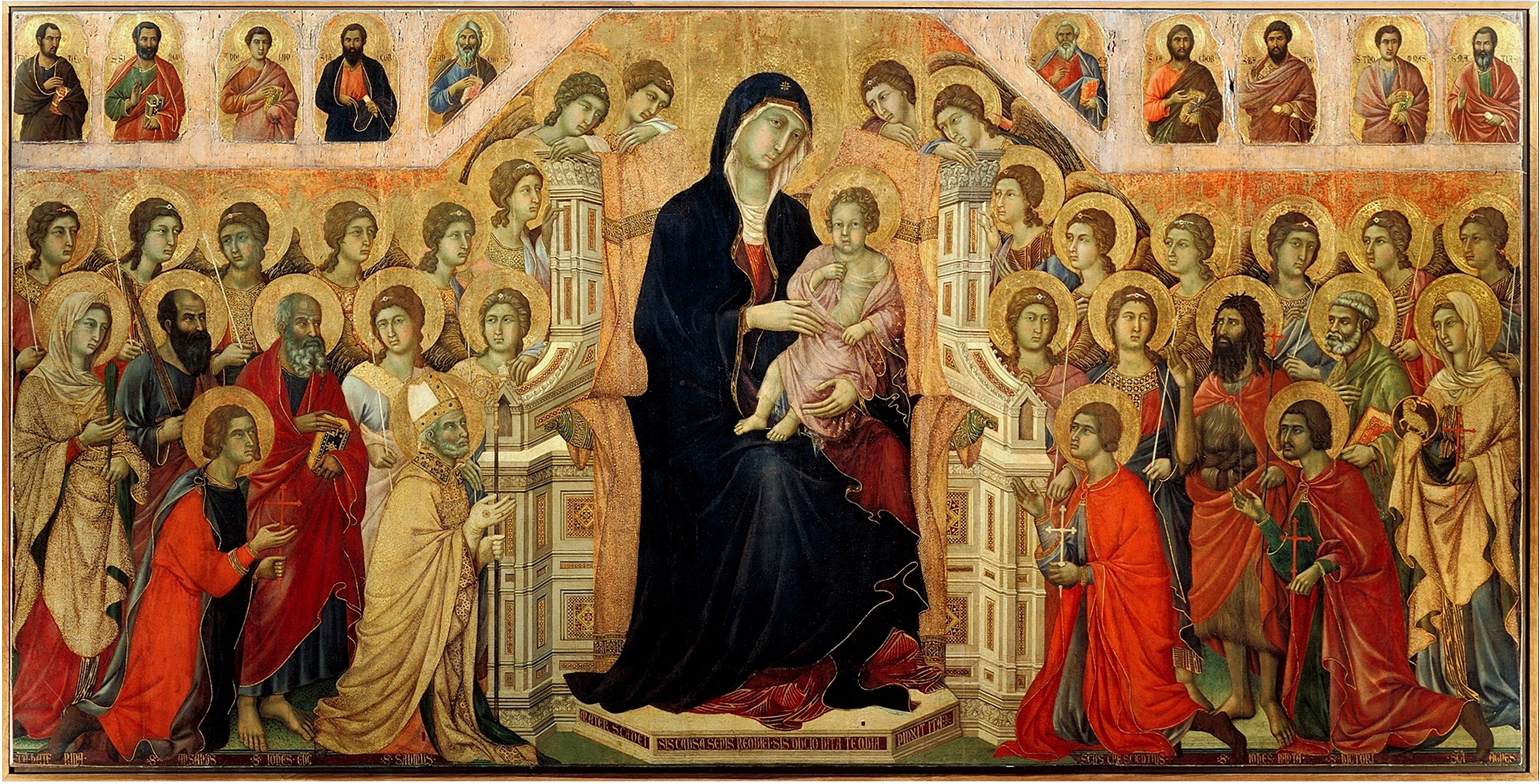
Maestá de Duccio.

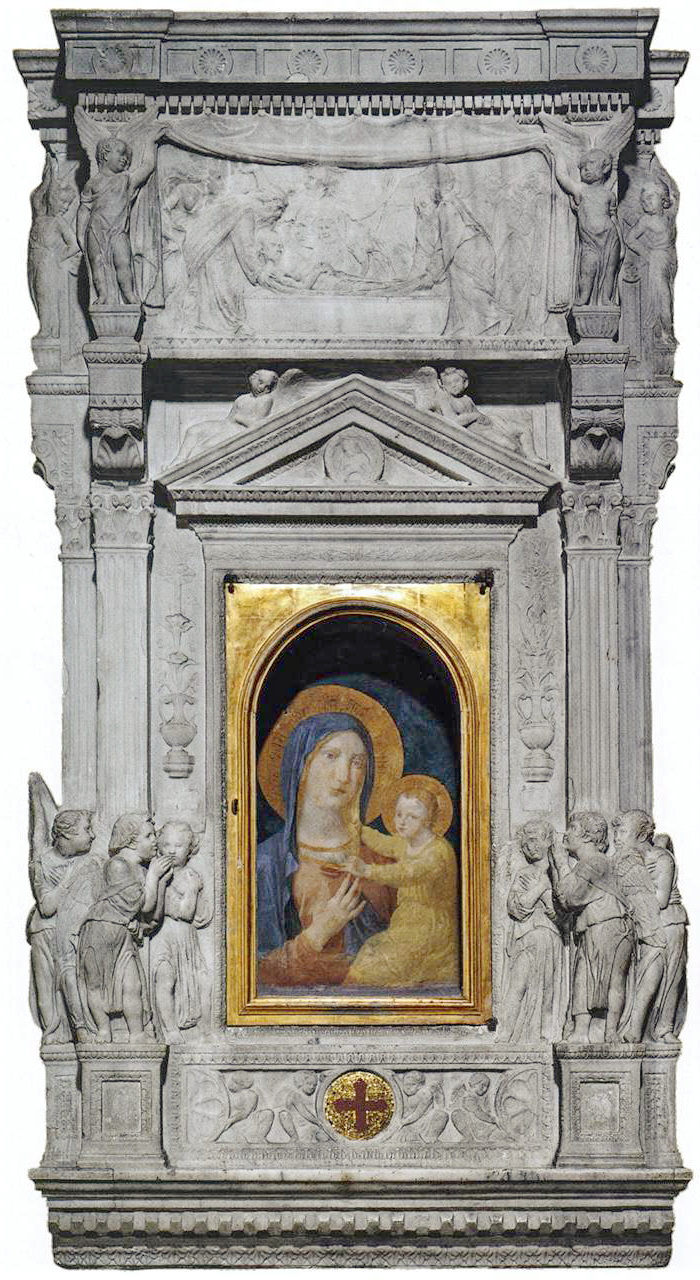
Madonna della febbre, del, en el Tabernáculo del Sacramento eucarístico de Donatello (1432-1433).

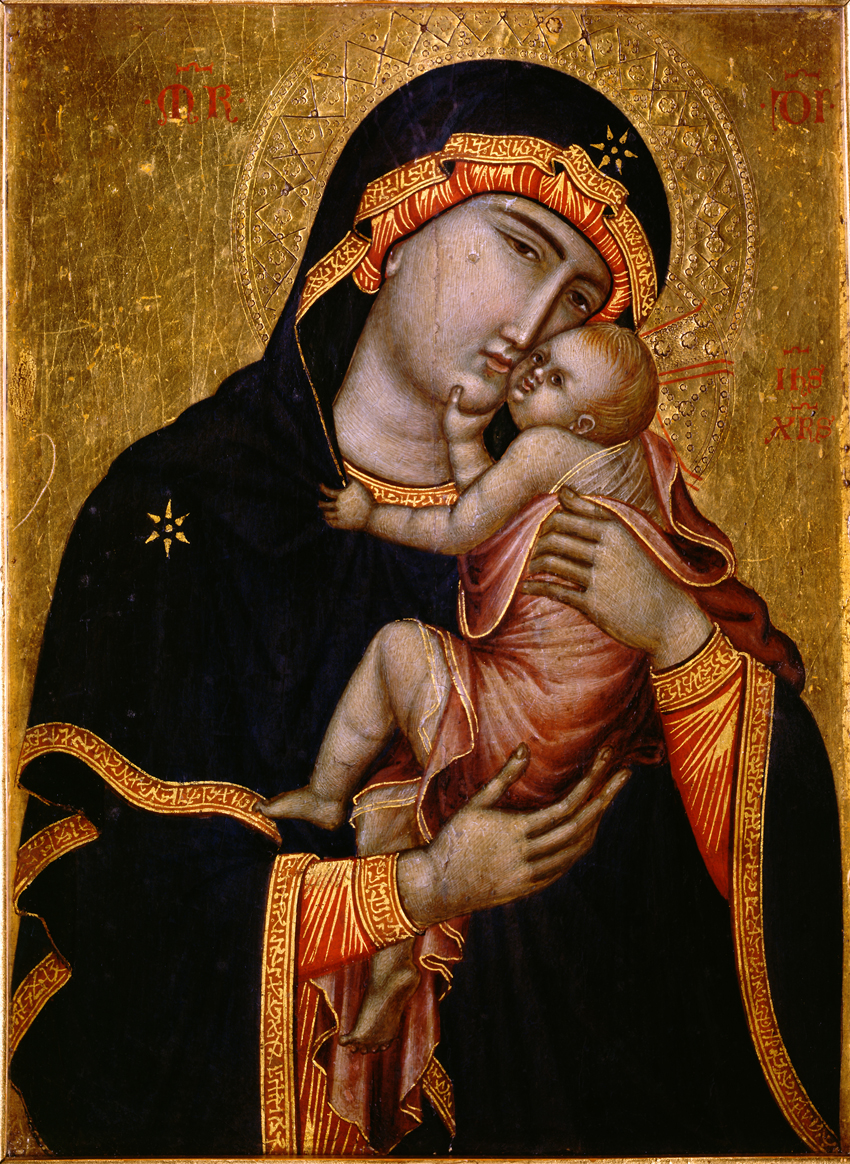
Madonna Cambrai, una Eleoúsa italo-bizantina (escuela sienesa), ca. 1340. Cuando se llevó a Cambrai, en 1450, tenía fama de haber sido pintada por San Lucas. Fue muy imitada.

Este es el caso de uno de los más famosos, innovadores y monumentales trabajos que Duccio ejecutó para la Iglesia de Santa María Novella en Florencia. Frecuentemente, el tamaño de la pintura indica con gran exactitud su función original. Duccio realizó una de las más grandes imágenes de la Madonna entronizada sobre el altar mayor de la catedral de Siena, su ciudad natal, conocida como la Maestá (1308-1311). Muchas Madonnas eran trabajos encargados por personas adineradas a artistas renombrados, para su uso en sus oratorios privados.
Duccio y sus contemporáneos heredaron convenciones pictóricas antiguas que fueron mantenidas, en parte, para enlazar sus propias obras con la autoridad de la tradición. A pesar de todas las innovaciones de pintores de la Madonna durante los siglos XIII y XIV, María puede ser todavía reconocida por la forma de representar sus vestiduras.
Ordinariamente, es representada como una mujer joven con su hijo recién nacido que siempre viste un manto azul sobre una túnica roja. El manto cubre típicamente su cabeza, la que a veces se muestra cubierta de un velo de lino o seda casi transparentes. Ella carga al niño Jesús, el cual, al igual que su madre, es representado con una aureola y posiblemente diversos signos de realeza: corona, cetro, entre otros. Frecuentemente, sus miradas fijas son dirigidas al espectador, para dar la idea de intercesión o de escuchar las oraciones que los cristianos frecuentemente le dirigen a ella y a su hijo.
De cualquier modo, los artistas del Duecento y el Trecento (siglos XIII y XIV) también respetaron las tendencias pictóricas de los iconos bizantinos, pero desarrollando sus propios métodos para representar a la Madonna. Algunas veces, la complexión del rostro de la Madonna contrastado con su pequeño Niño forman un plano de intimidad, dulzura y dolor, donde los ojos de la Virgen están fijos en su hijo.
Mientras que la Madonna ocupa generalmente el foco de la pintura del panel, también es posible notar su imagen dentro de la decoración mural, en mosaicos o frescos en los interiores y exteriores de monasterios, iglesias y otras construcciones sagradas. Ella puede ser representada en lo alto del ábside. También puede representarse su figura en forma de una escultura, desde pequeñas esculturas para oratorios y capillas privadas, hasta grandes esculturas para el culto público o el ornato. Como participando en un drama sagrado, su imagen inspira uno de los más importantes ciclos de frescos de toda la pintura italiana: el de Giotto en la Capilla de la Arena, junto al palacio de la familia Scrovegni en Padua (primera década del siglo XIV).
Los artistas italianos del Quattrocento (siglo XV) fueron más allá de las tradiciones pictóricas establecidas en los dos siglos anteriores para la representación de la Madonna.

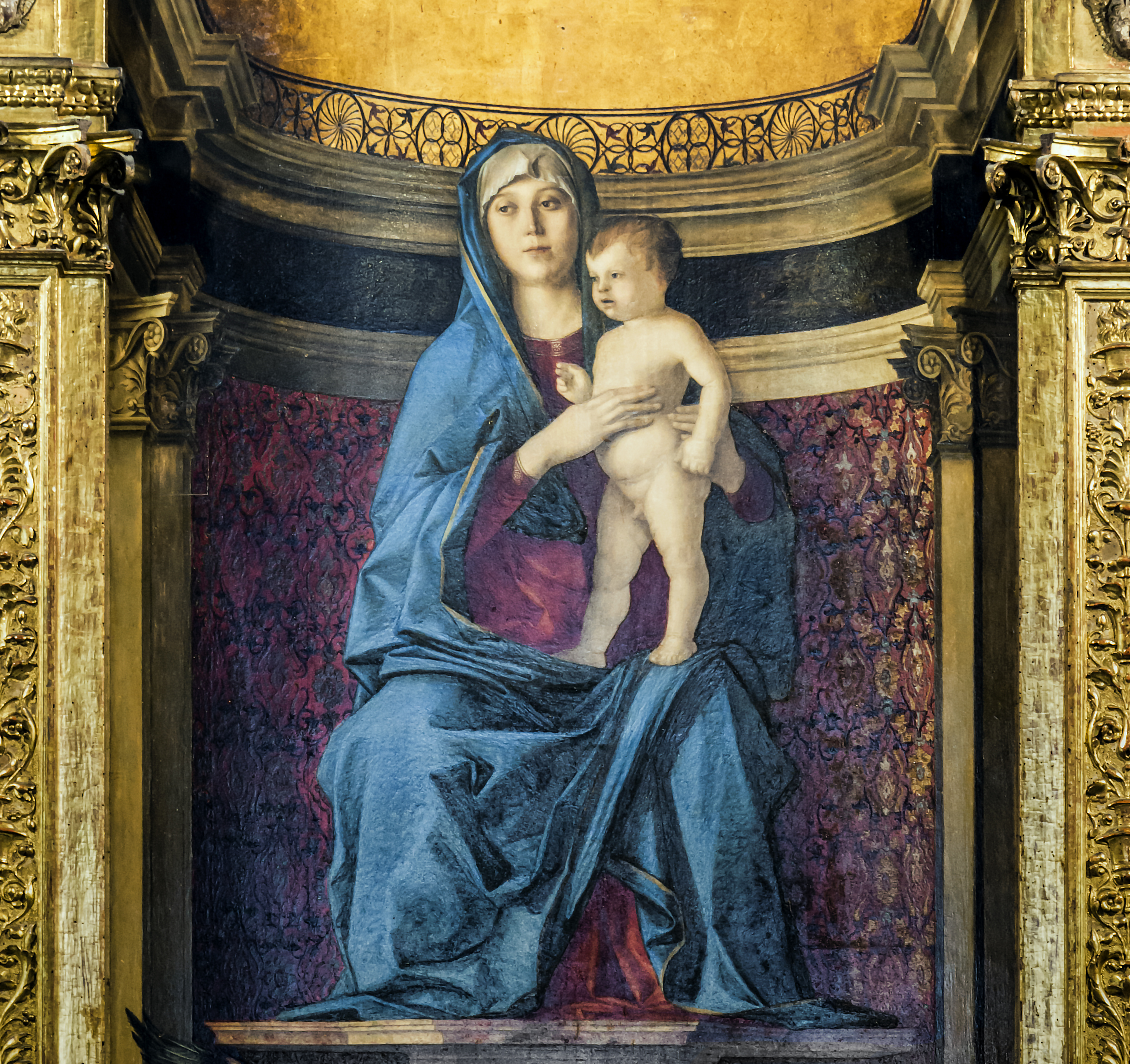
Panel central del Trittico dei Frari de Giovanni Bellini, 1488.

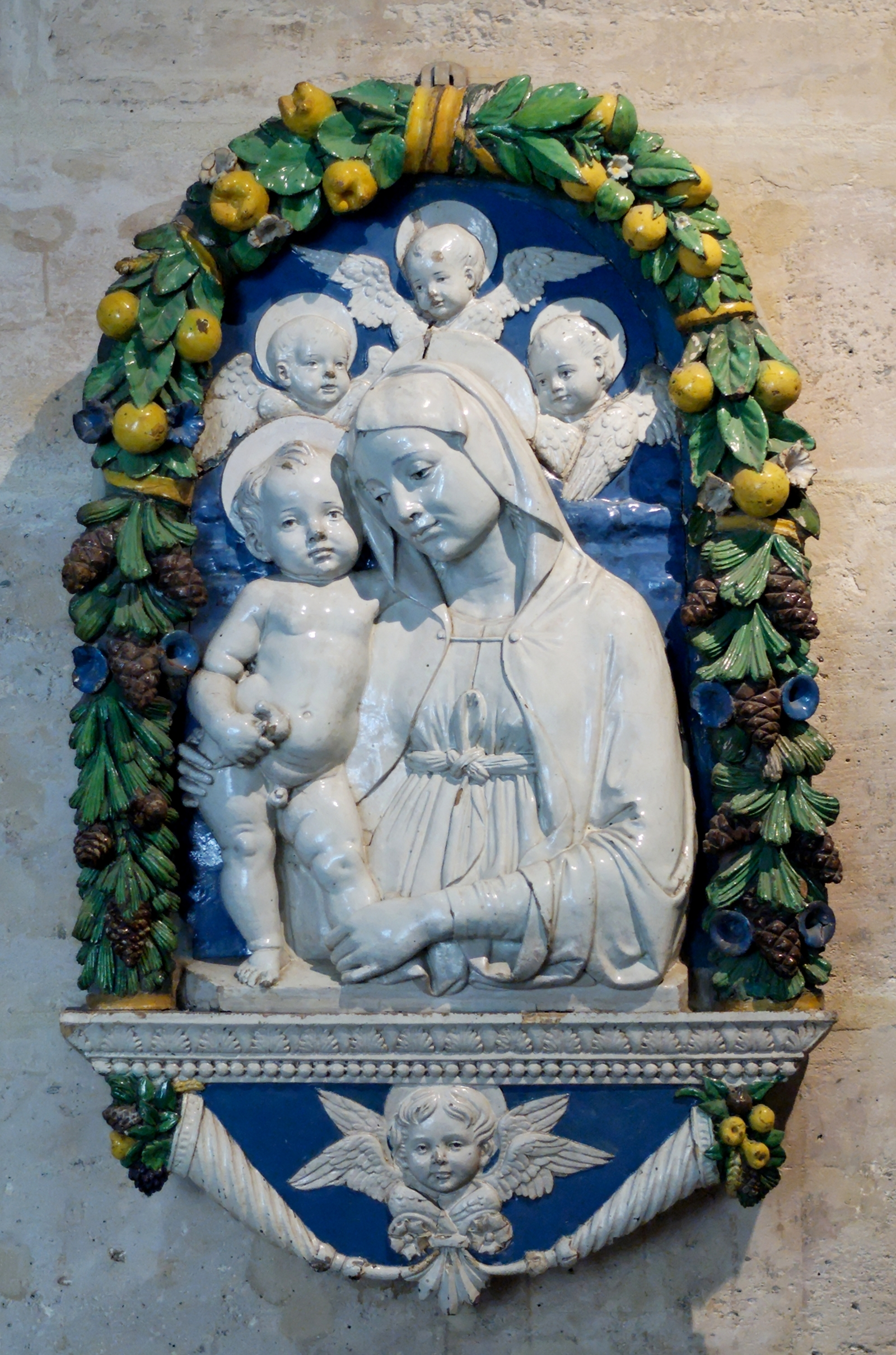
La Virgen con el Niño y querubines, en terracotta invetriata, de Andrea della Robbia.

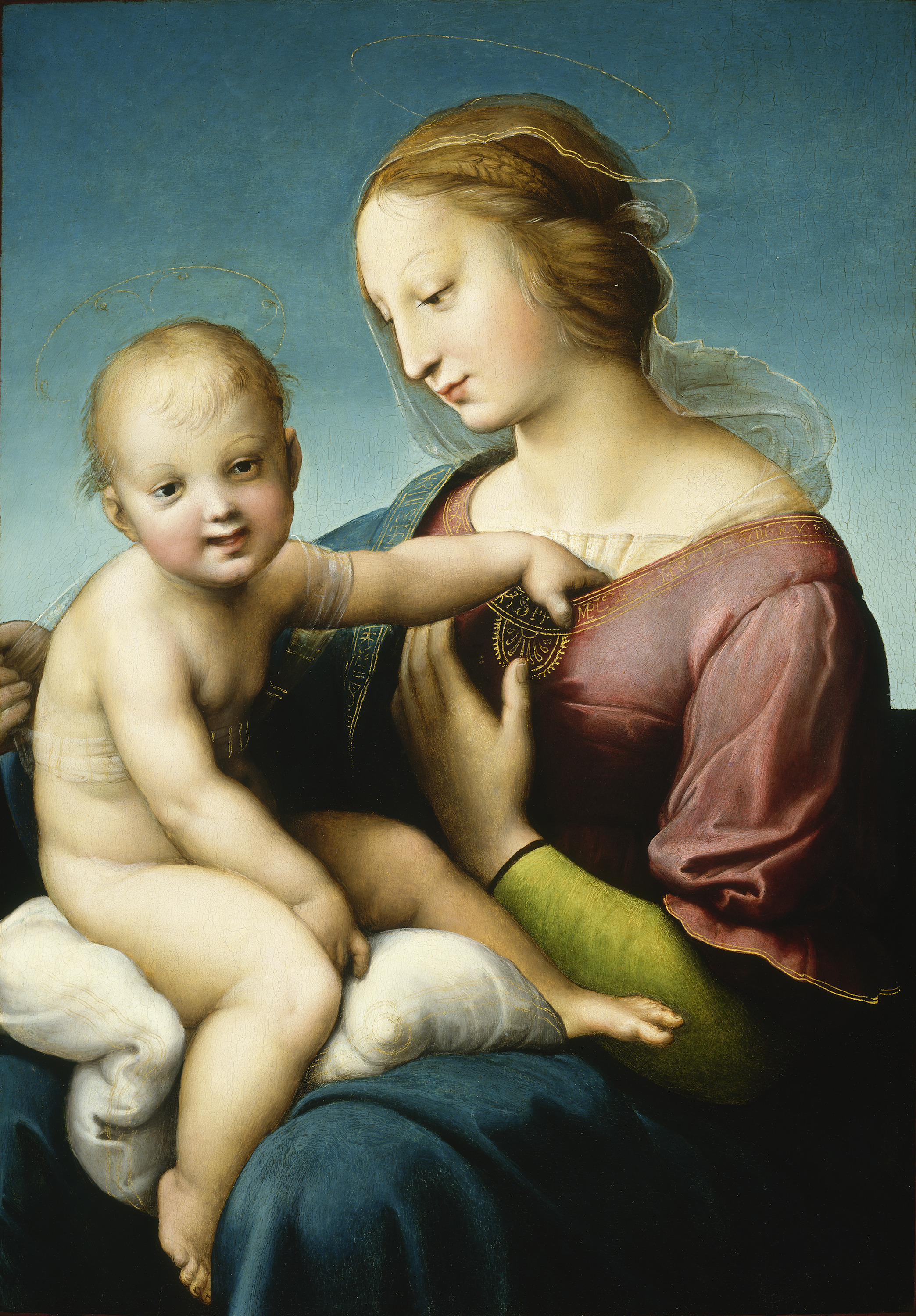
La llamada Madonna Niccolini, Gran Madonna Cowper o Madonna Niccolini-Cowper, de Rafael, 1508.

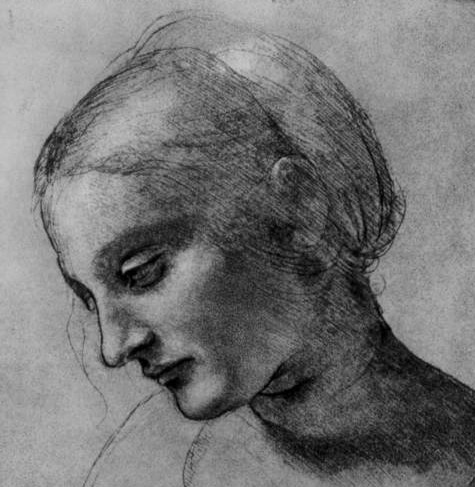
Rostro de la Madonna, boceto de Leonardo da Vinci.

### Renacimiento
Durante los siglos XV y XVI hubo un tiempo en que los pintores italianos expandieron su repertorio para incluir eventos históricos, retratos independientes y relatos mitológicos, pero el cristianismo mantuvo una fuerte influencia en su arte.
La mayoría de los trabajos artísticos de esta era fueron religiosos. El rango de tópicos religiosos incluidos en las obras podían abarcar desde el Antiguo Testamento hasta representaciones de los santos, pero la Madonna se mantuvo como un motivo importante de la iconografía del Renacimiento.
Algunos de los artistas más famosos en tratar este tópico fueron Leonardo, Miguel Ángel y Rafael, ellos, por ser los artistas más importantes de su época, tuvieron una gran influencia sobre los gustos del arte británico del siglo XIX. Igualmente importantes fueron las imágenes marianas de sus contemporáneos venecianos (Giorgione, Giovanni Bellini, Tiziano) o sus predecesores siglo XV (Fra Angelico, Fra Filippo Lippi, Mantegna y Piero della Francesca, entre otros).
La representación del aspecto maternal de la Virgen siguió siendo el tópico más importante del arte mariano, sin embargo, la doctrina de la Asunción propició las representaciones de la misma sin su hijo. 
Como una imagen conmemorativa, la Pietà se convirtió en un tópico importante, siendo representada más allá de su lugar tradicional en los círculos narrativos, en parte, por un desarrollo popular del uso de estatuas en la devoción en el Norte de Europa.
Tradicionalmente, la Madonna se representa de tal modo que infunda compasión, arrepentimiento y amor; usualmente es emocionalmente muy expresiva. Los trabajos con estas características fueron los más famosos. Los trabajos tempranos de Miguel Ángel asoman señales de luto. La dulzura de una madre ordinaria puede sentirse cuando su hijo amado es capturado, evocando el momento en que ella tuvo por vez primera en sus brazos a su hijo infante. El espectador se ve conminado a simpatizar, a sentir que comparte el dolor de la madre que tienen en sus brazos el cuerpo sin vida de su hijo crucificado.

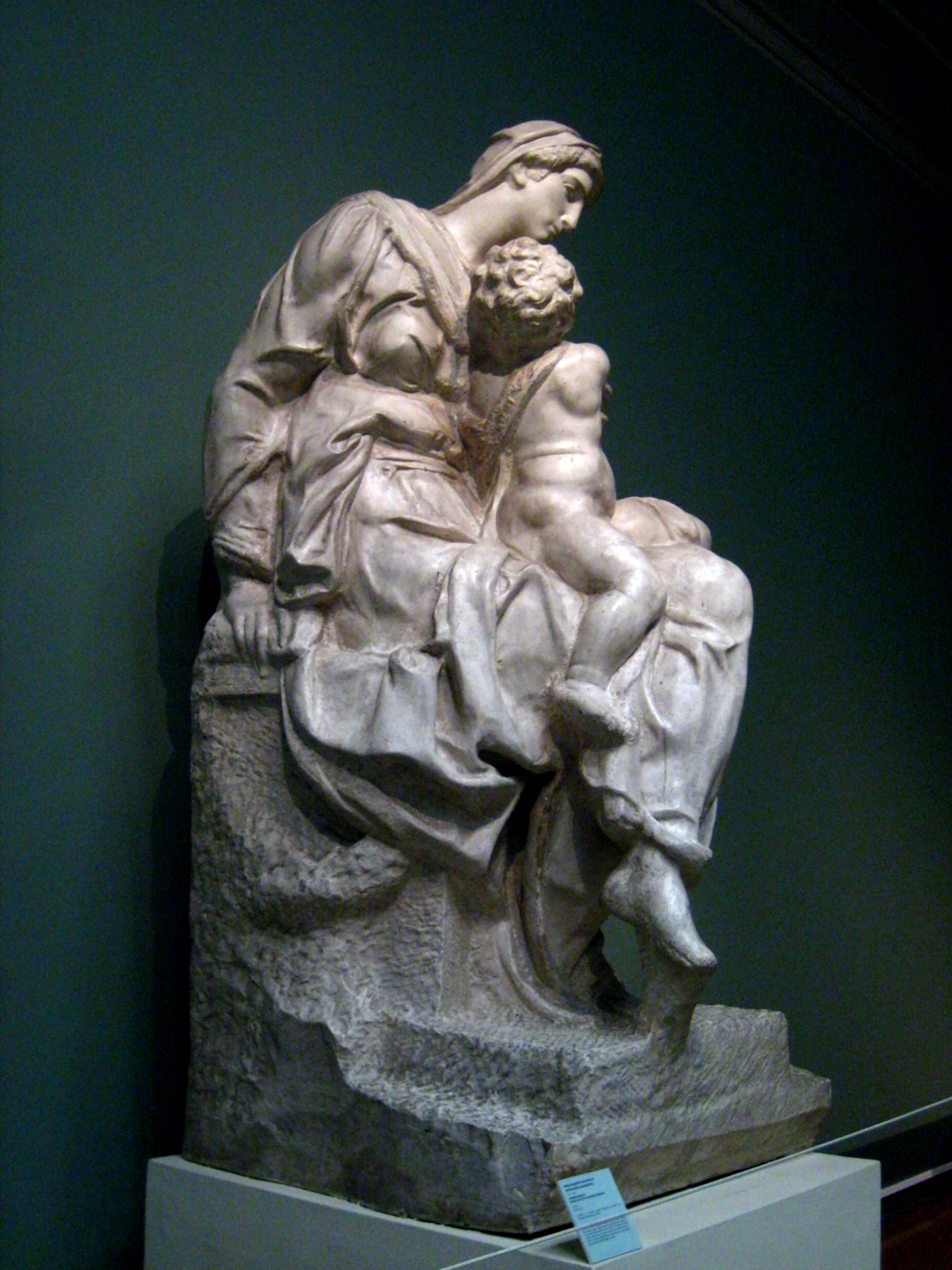
Madonna Medici[20] (1521-1534).
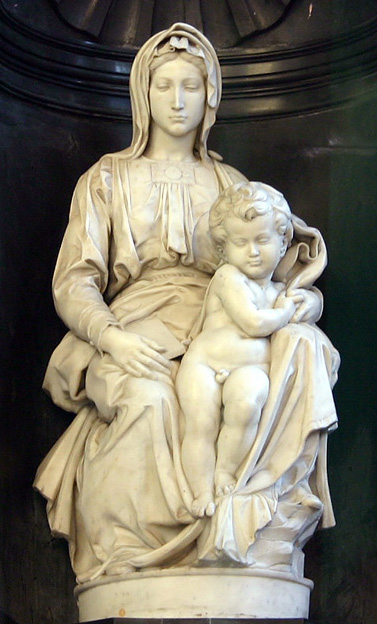
Madonna de Brujas (1504).
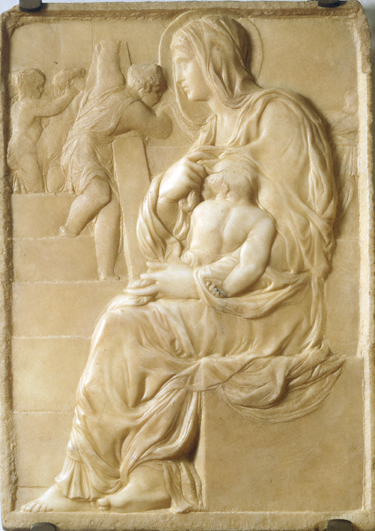
Virgen de la escalera (1491).

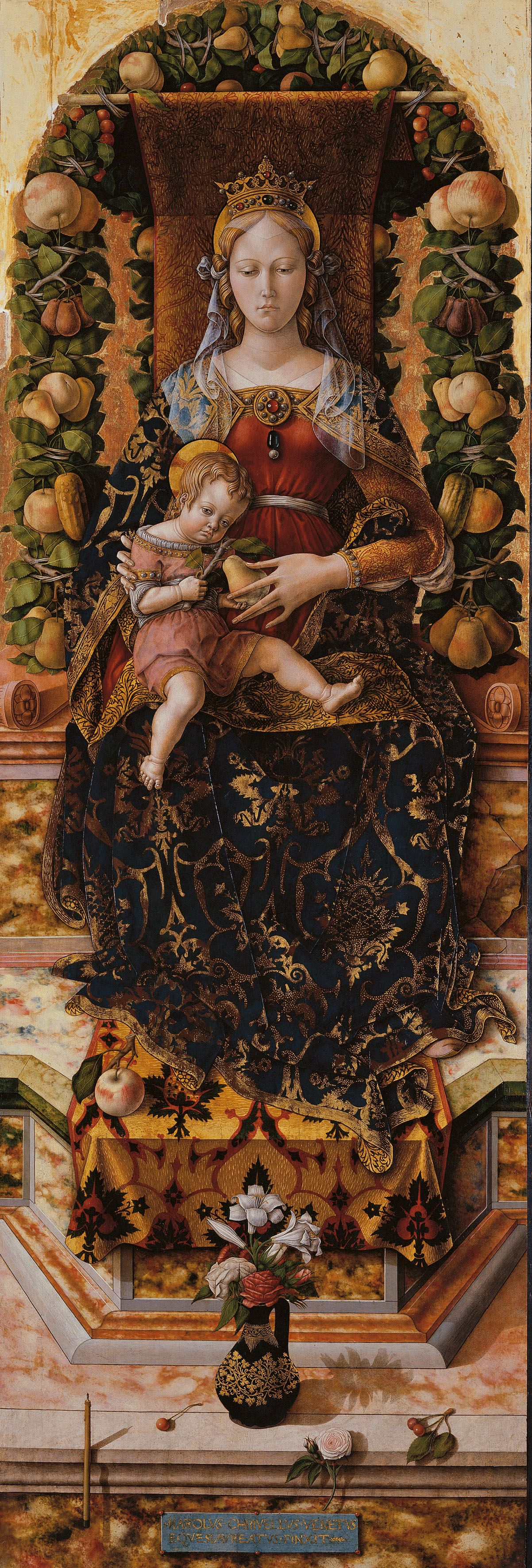
Madonna della Candeletta de Carlo Crivelli, ca. 1490.

Una obra representativa de las Madonnas en el renacimiento es la obra maestra del pintor italiano Fray Filippo Lippi, llamada Madonna con niño y dos ángeles. Esta pintura representa el canon de belleza de las mujeres en el renacimiento porque la virgen la pintaron joven, bella y rubia.
Esta pintura representa la historia de Cristo de una manera muy realista y humana.

## Escuelas italianas

### Famosas pinturas de Madonna con niño

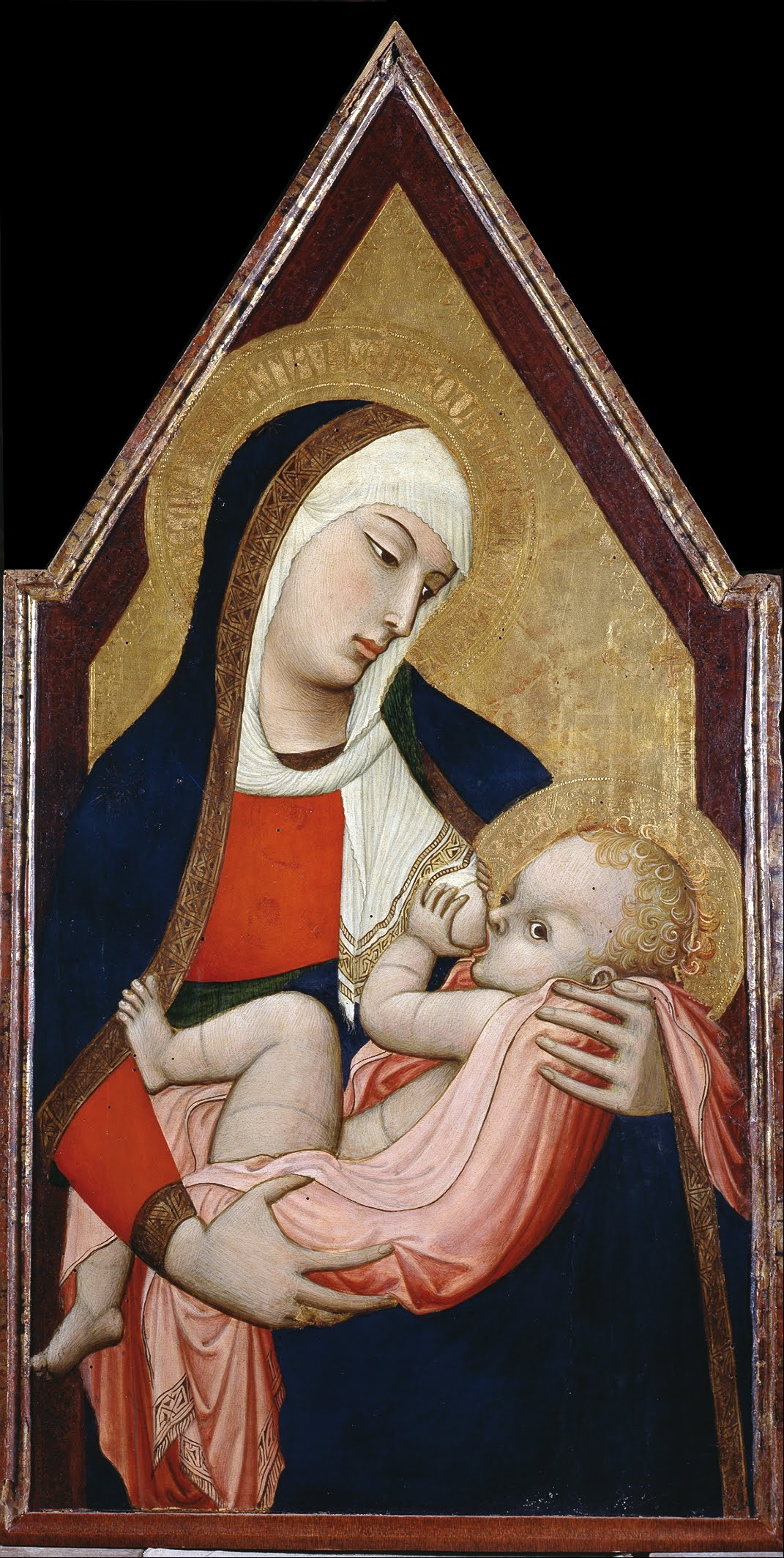
La Madonna de Leche de Ambrogio Lorenzetti
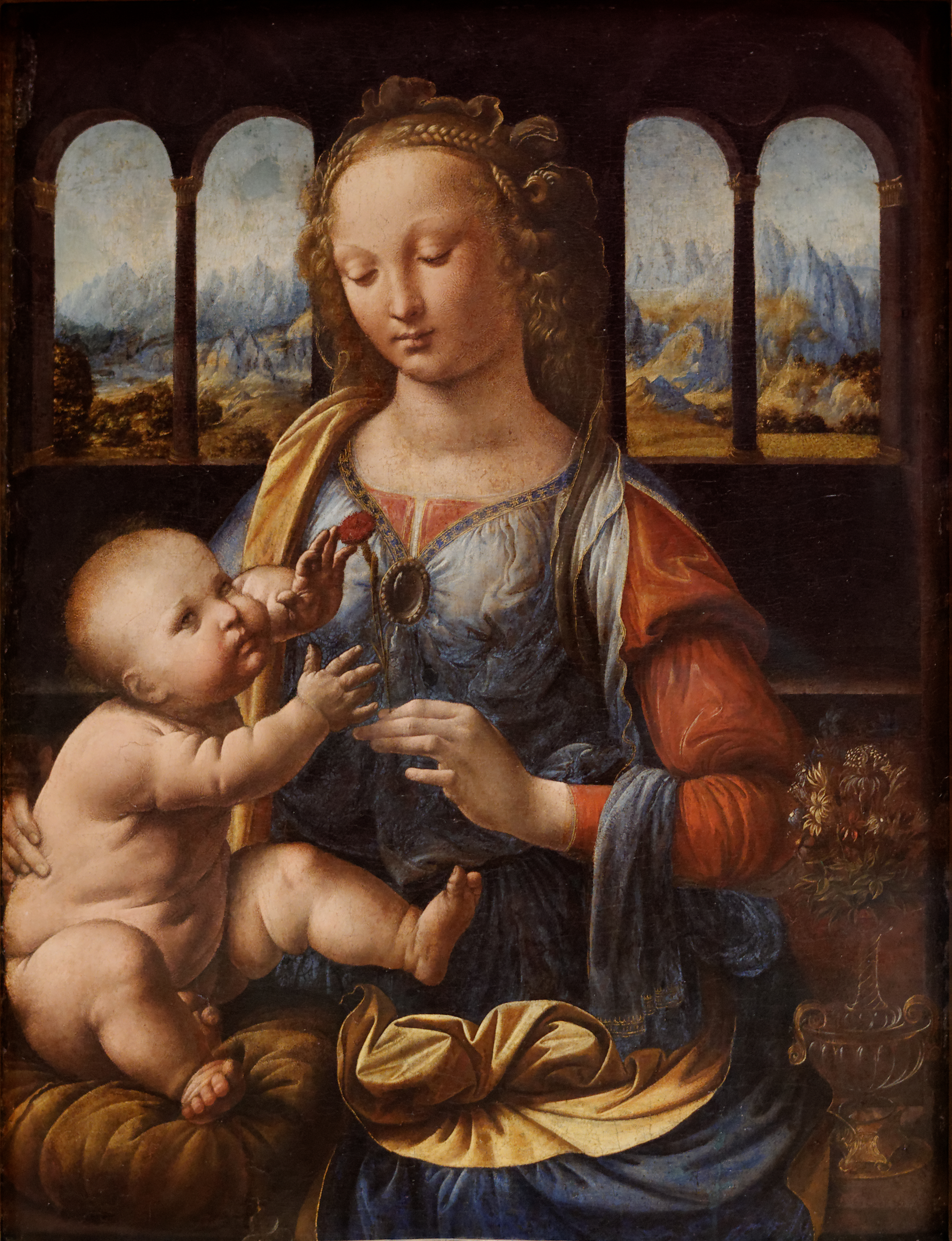
Virgen del clavel (1478) (Alte Pinakothek, Múnich, Alemania) de Leonardo da Vinci
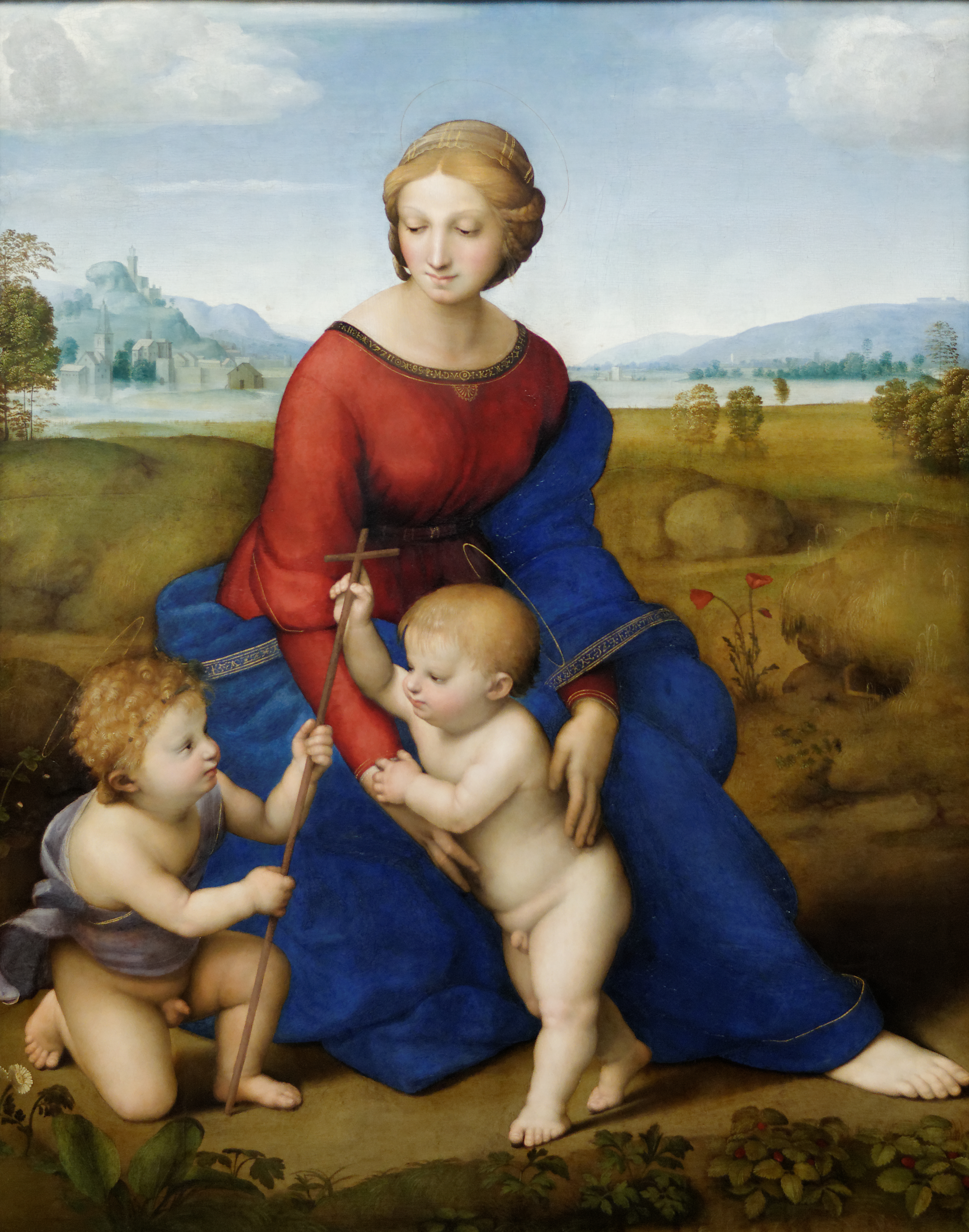
Virgen del prado (1505-06) Kunsthistorisches Museum de Viena, de Rafael
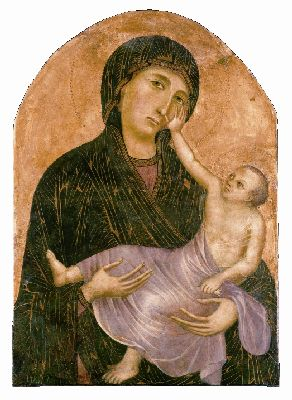
Madonna con niño de Cimabue
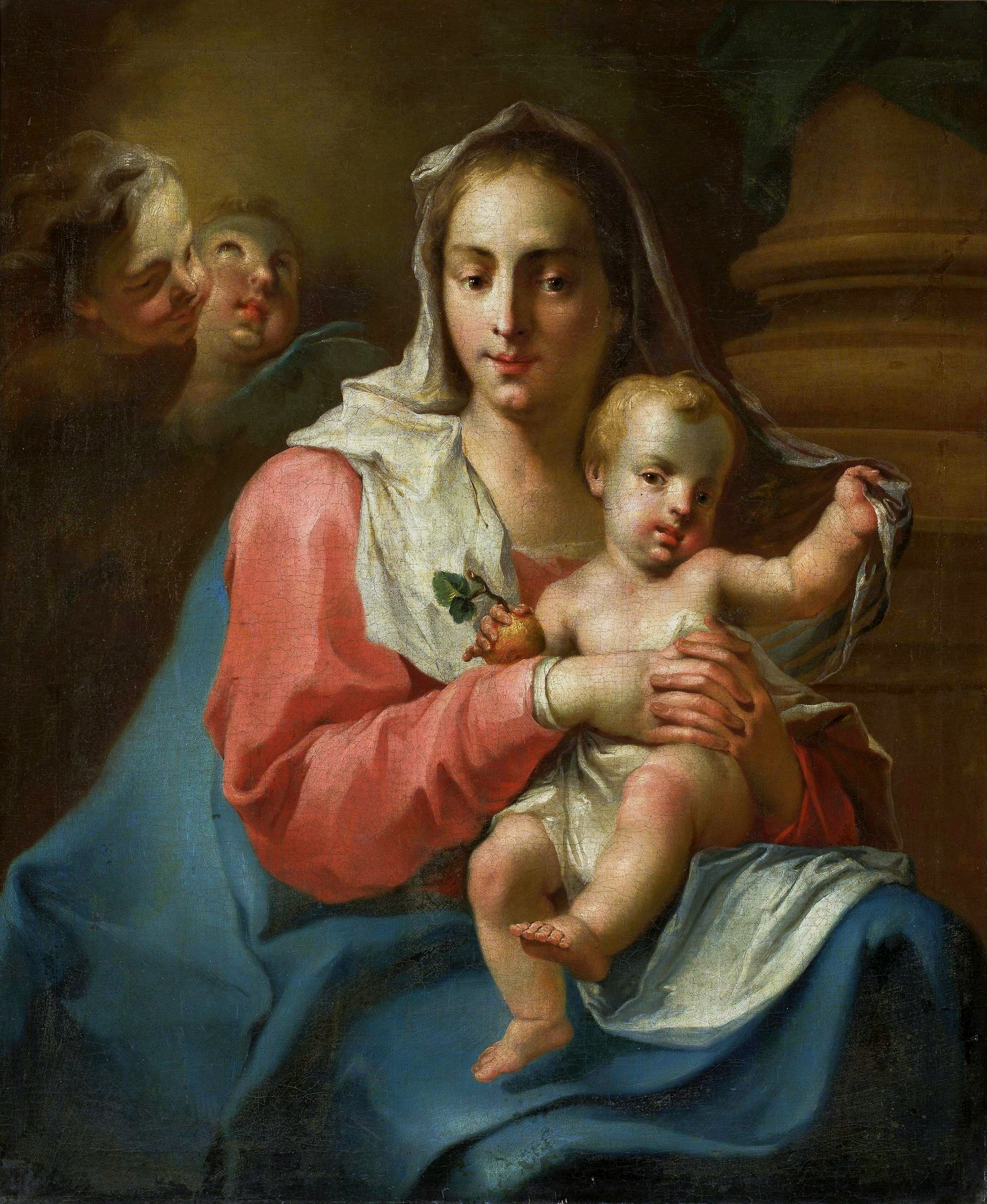
Madonna con niño y dos ángeles Museo Nacional de Varsovia de Giambattista Pittoni

Entre las más célebres Madonnas de escuelas italianas pueden citarse:
- La Madonna de Rovezano, del Maestro del mismo nombre (ca. 1200-1210).[21]
- La Madonna de Casale, del Maestro de Greve (ca. 1210-1215).[22]
- La Madonna Bardini, del Maestro del Bigallo (ca. 1215).[23]
- La Madonna del Popolo o del Carmine, de la basílica del Carmen de Florencia, del Maestro de la Madonna del Carmine (1268).[24]
- Maestà de Florencia, de Cimabue (1285-1286).
- Maestà de la catedral de Siena, de Duccio di Buoninsegna (1308-1311). Del mismo son la Madonna y Niño[25] (1300) o la Madonna Ruccellai[26] (1285).
- Maestà di Ognissanti, de Giotto (ca. 1310), que trató el tema de la Madonna en otras ocasiones.[27]
- La Maestà del Palazzo pubblico de Siena, de Simone Martini (1315).[28]
- Las Madonnas de Ambrogio Lorenzetti, como la Madonna di Vico l'Abate (1319) o la Maestà di Massa Marittima (1335).[29]
- La tabla central del Políptico de Pisa, de Masaccio (1426).
- Madonna dell'Umiltà, de Domenico di Bartolo (1433).
- Madonna dell'Umiltà, de Fra Angelico (1433-1435), que pintó muchas otras Madonnas o Maestàs.[30]
- Las numerosas Madonnas de Andrea Mantegna: Pala di San Zeno (1457-1459), Madonna Butler (ca. 1460), Madonna delle Cave (1488-1490), etc.[31]
- Las Madonnas de Filippo Lippi y Filippino Lippi, como la llamada Lippina,[1] (de Filippo, ca. 1465)[32] la Madonna de Tarquinia[33] o la Madonna del Mare[34] (de Filippino, ca. 1477).[35]
- Las Madonnas de Piero della Francesca: Madonna de Senigallia (ca. 1470), Pala de Brera (1472), Madonna Williamstown (1475-1482).[36]
- Las numerosas versiones del tema de la mano de Sandro Boticelli: la Madonna del libro (1480-1482), la Madonna del pabellón (1493), la Madonna de la granada (1487), la Madonna del rosal (1469-1470), etc.
- Las Madonnas de Carlo Crivelli, como la Madonna della Candelletta, la Madonna de la manzana, Madonna Castiglione, Madonna Cook, Madonna Corridonia, etc.[37]
- Leonardo da Vinci pintó varias Vírgenes con Niño, como la Madonna Dreyfus (1475-1480), la Madona Benois (1478-1482), La Virgen de las Rocas (1483-1486) o la Madonna Litta (1490-1491). Sus discípulos, los llamados leonardeschi, encontraron en el tema de la Madonna un vehículo muy apropiado para la reproducción de los rasgos más conspicuos del estilo y la técnica de su maestro (los rostros amables y sonrientes, las formas suaves, el sfumato, la composición dinámica pero equilibrada), como en la Madonna del rosal, de Bernardino Luini (1510).[38]
- Las citadas esculturas de Miguel Ángel.
- Las Madonnas de Rafael[39] fueron particularmente apreciadas e imitadas: Madonna del Granduca (1505),  Pala Colonna (1504-1505), Madonna de los claveles (1506-1507), Madonna de la silla (1513-14), Madonna Sixtina (1513-1514), Madonna Alba (ca. 1511), etc.[40]
- Los Bellini, una larga familia de pintores venecianos, trataron mucho el tema: Madonna dell'Umiltà[41] (de Jacopo, 1440-1445), Madonna col Bambino al trono[42] (Gentile, ca. 1475-1485 -notable por incluir la representación de una alfombra oriental-), Trittico dei Frari[17] (Giovanni, 1488), Madonna dai Cherubini rossi,[43] (Giovanni, 1485), Madonna del Prato[44] (Giovanni, 1505), La Virgen y el Niño con santos (Giovanni, 1505), Madonna col Bambino benedicente[45] o "de Brera" (Giovanni, 1510), etc.
- Las Madonnas de Giorgione, como la Pala de Castelfranco o la Virgen lectora.[46]
- Las Madonnas de Tiziano, como la Madonna zingarella[47] ("gitana", 1512), la Madonna Bache[48] (también llamada Madonna Exeter, ca. 1510), la Madonna Lochis,[49] la Madonna Sciarra (1528),[50] etc.[51]
- Las Madonnas de Andrea del Sarto, como la Madonna de las arpías (1517), la Pala di Gambassi (1528),[52] la Madonna della Scala (1522-1523),[53] etc.[54]
- Madonna del cuello largo, de Parmigianino (1534-1540).
- Las Madonnas de Correggio, como la Madonna della Scodella ("Virgen de la escudilla", un Descanso en la huida a Egipto, 1530) o la Madonna de la Cesta (ca. 1524).[55]
- Las Madonnas de Veronés, entre ellas una curiosa Alegoría de Venecia adorando a la Madonna (1570-1580).[56]
- Las Madonnas de los Carracci, la familia de pintores boloñeses que protagonizó el final del Manierismo y el comienzo del Barroco italiano en su vertiente clasicista; como la llamada Carraccina (Ludovico, 1591) o la Madonna del silencio (Annibale, 1598).[57]
- Madonna del Rosario, de Caravaggio (1607).
- Las Madonnas de Domenichino, como la Madonna del silencio (1605), la Virgen con el Niño y San Francisco (1625) o la Madonna con ángeles músicos y santos (1629).[58]
- Las Madonnas de Bernardo Strozzi, como la Madonna de la Justicia (1630-1625) o la Madonna della pappa (una Virgen de las gachas).[59]
- Las Madonnas de Guido Reni, como la Madonna della Seggiola ("de la silla", 1624-1625).[60]
- Las Madonnas de Luca Giordano, como la Madonna con las ánimas del Purgatorio (ca. 1650), la Virgen del Rosario (1657) o la Sagrada Familia con ángeles haciendo jaulas (ca. 1680, una derivación del tema de la Huida a Egipto).[61]
- La La Virgen con el Niño y santos de Giambattista Pittoni (Museo Nacional de Varsovia)
- La Madonna con niño y dos ángeles de Giambattista Pittoni (Museo del Prado)
- Las Madonnas de Tiepolo, como la Madonna del jilguero, (1767-1770).[62]

## Otras escuelas nacionales
El término Madonna también se utiliza para representaciones de la Virgen que no corresponden al arte italiano.

### Edad Media

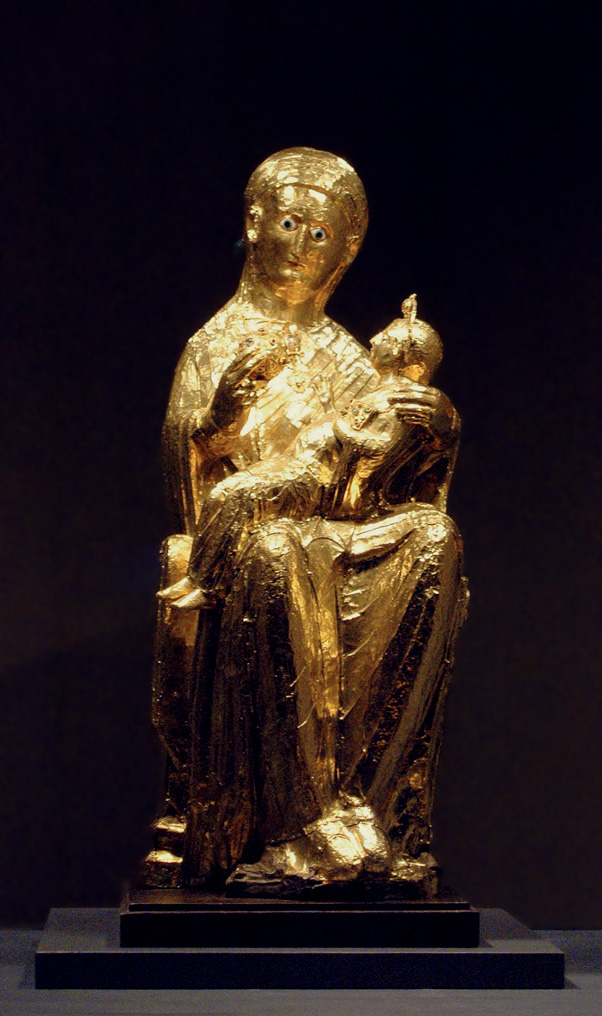
Madonna dorada de Essen.

- Madonna dorada de Essen, la más antigua escultura de la Virgen conservada en Europa occidental (ca. 980). Fue encargada para una abadía otoniana. Es de oro sobre una estructura de madera, pero su aspecto y dimensiones (74 x 27 cm) la hacen el antecedente de las esculturas procesionales de madera policromadas del Románico francés, un estilo conocido como Trono de la Sabiduría.
- La pintura y la escultura románica tiene como uno de sus motivos principales la Virgen con el Niño, especialmente a partir de la intensificación de la devoción mariana en el siglo XII. Como corresponde a las convenciones de la plástica románica, las figuras son hieráticas, rígidas, simétricas, planas, produciendo un efecto de intemporalidad y ubicuidad.

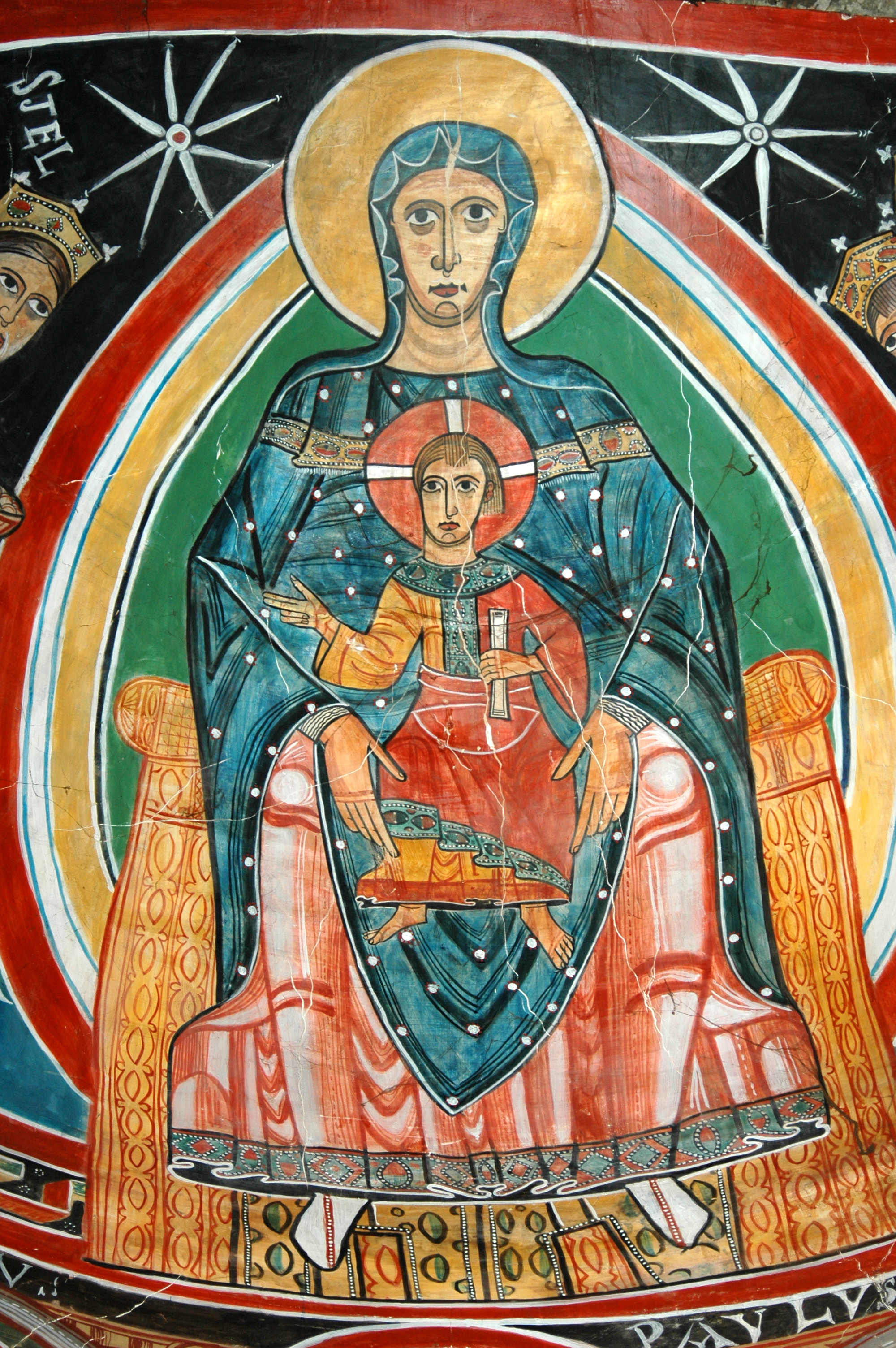
Detalle de los frescos del ábside de Santa María de Tahull.
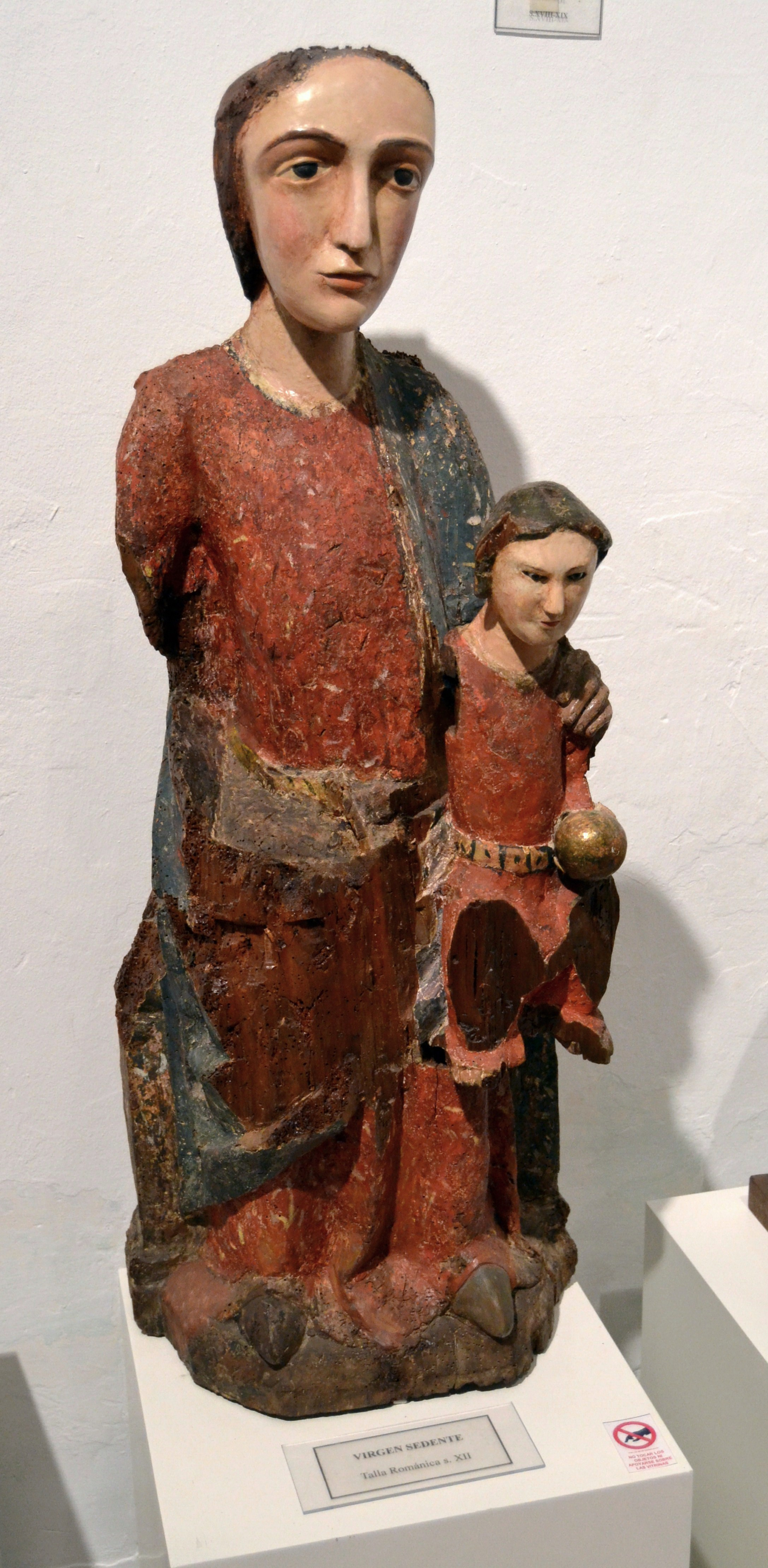
Talla en madera del siglo XII, Jérica.
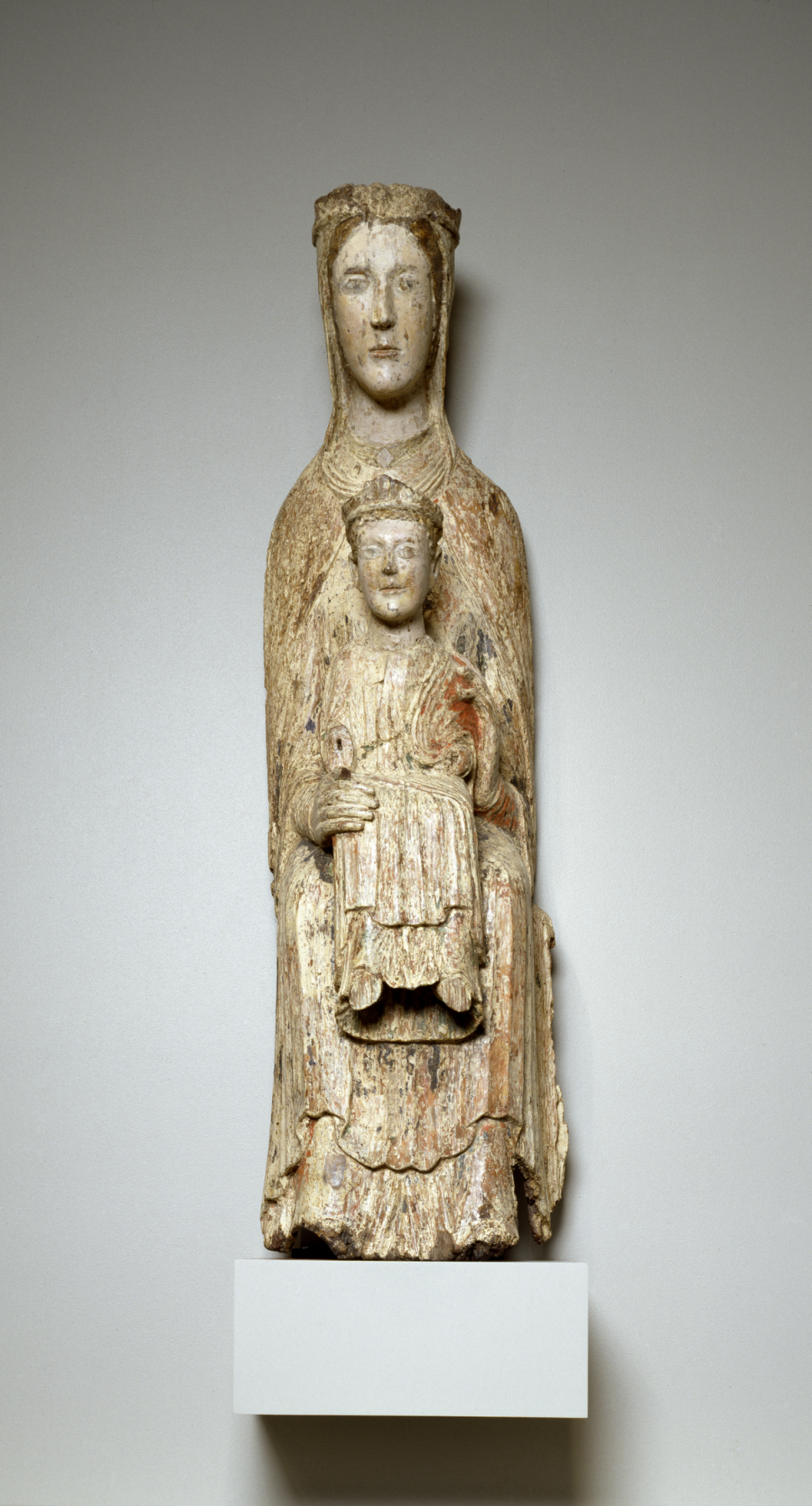
Talla en madera de finales del XII o comienzos del XIII, Précigné.

- Las representaciones en pintura y escultura gótica dulcifican el rostro y la postura tanto de la Virgen como del Niño; de modo que a partir de entonces las Vírgenes con Niño se identifican con la Mater amabilis (semejante a la bizantina Glycophilousa o "Virgen de la ternura")

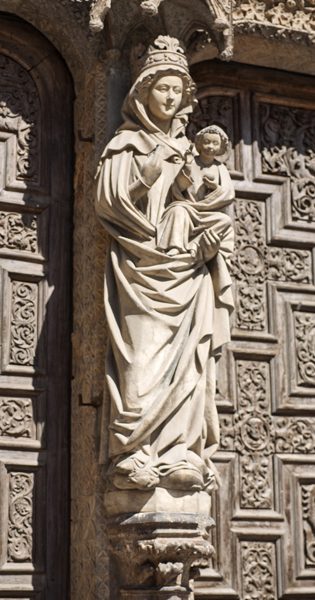
Virgen Blanca del parteluz de la Puerta del Juicio de la Catedral de León.
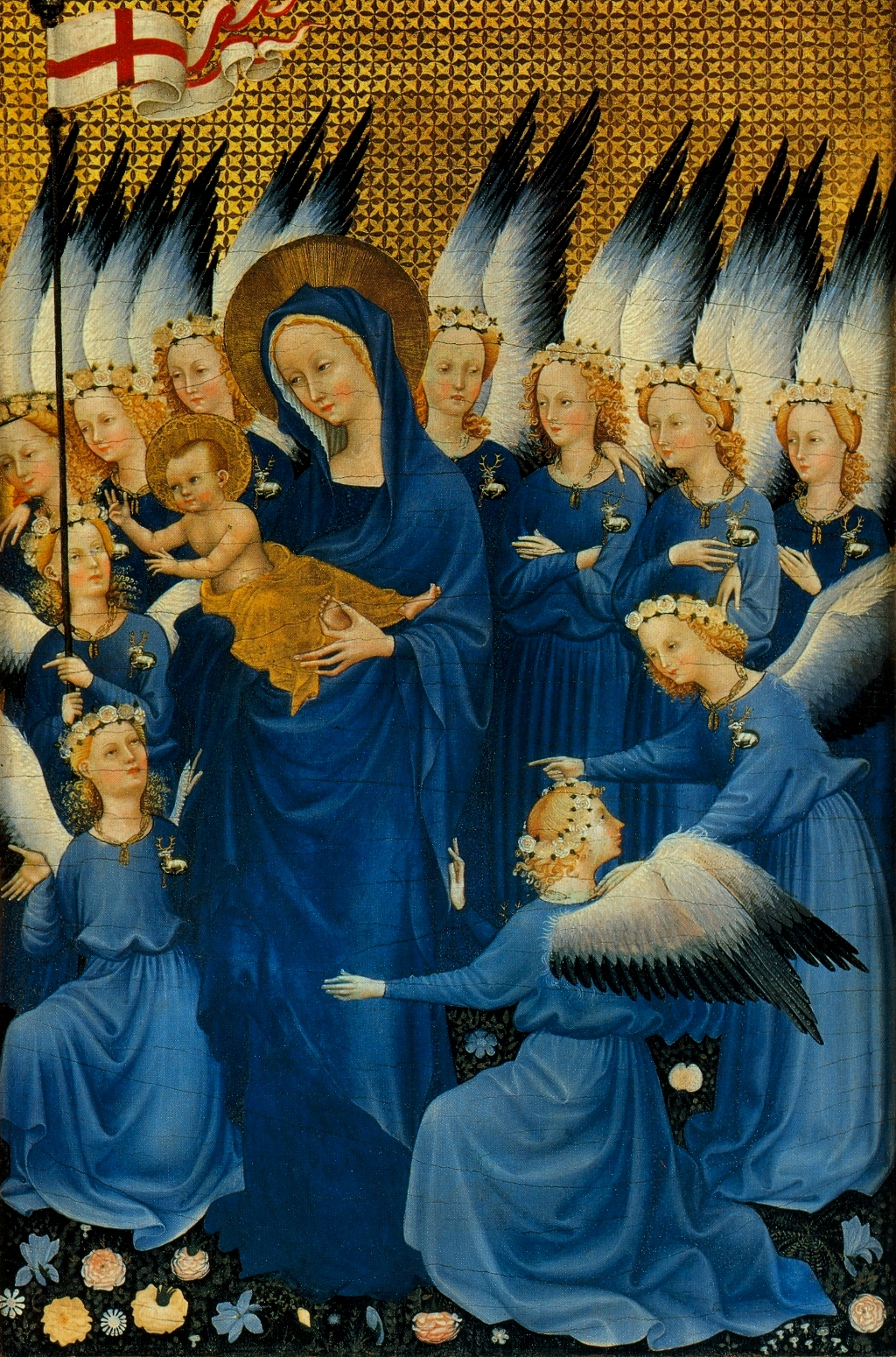
Panel derecho del Díptico de Wilton.
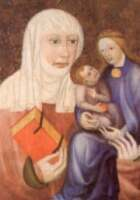
Santa Ana con la Virgen y el Niño, del Maestro Teodorico de Praga.
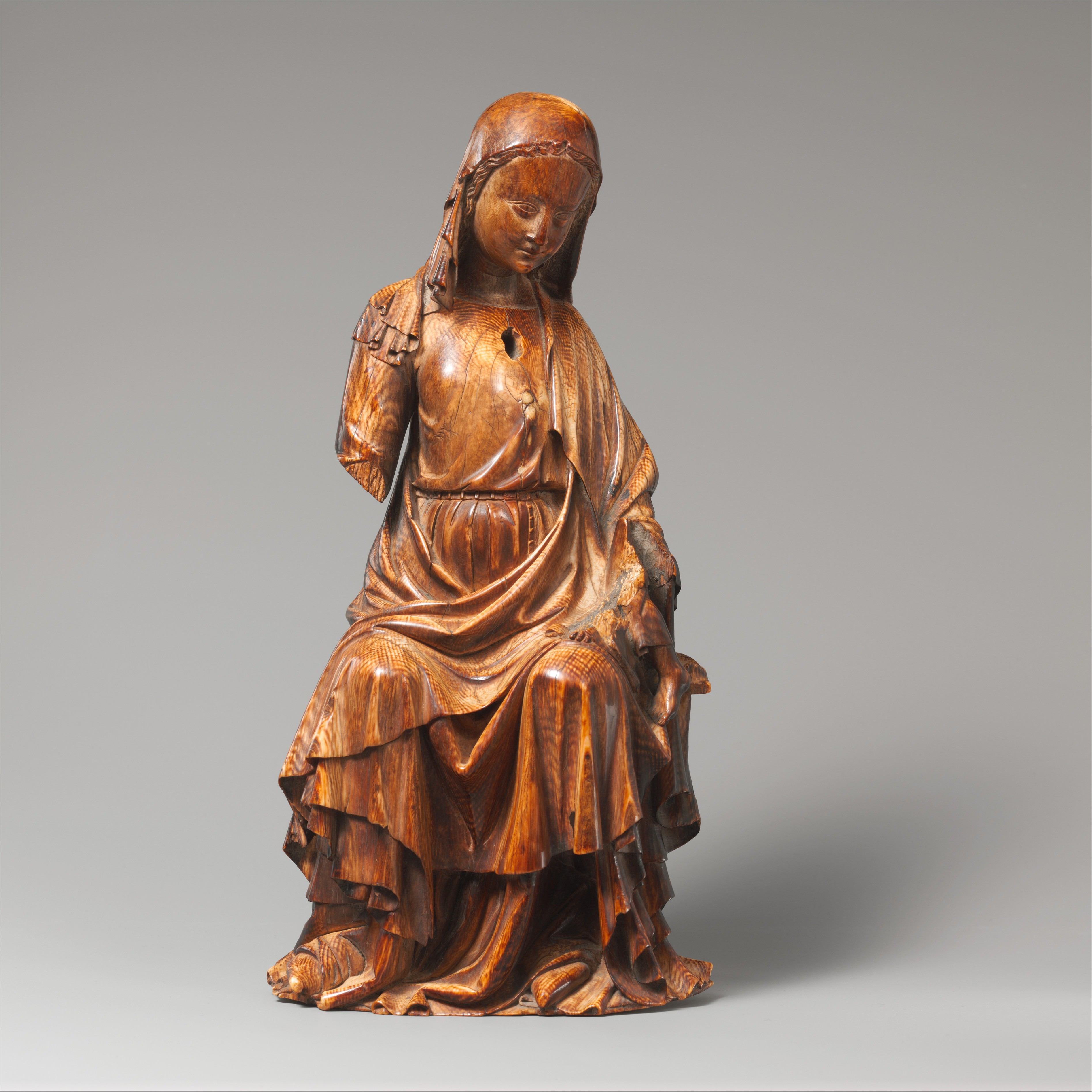
Virgen entronizada con el Niño,[63] 1290-1300, procedente de Inglaterra, actualmente en The Cloisters (Nueva York).

- A partir de finales del siglo XIV, el Gótico internacional es particularmente proclive a la representación de Madonnas de tierna sensibilidad, particularmente las representaciones al Weicher Stil ("estilo suave") de las Schönen Madonnen ("bellas Madonnas") del Gótico alemán en escultura y pintura.[64]

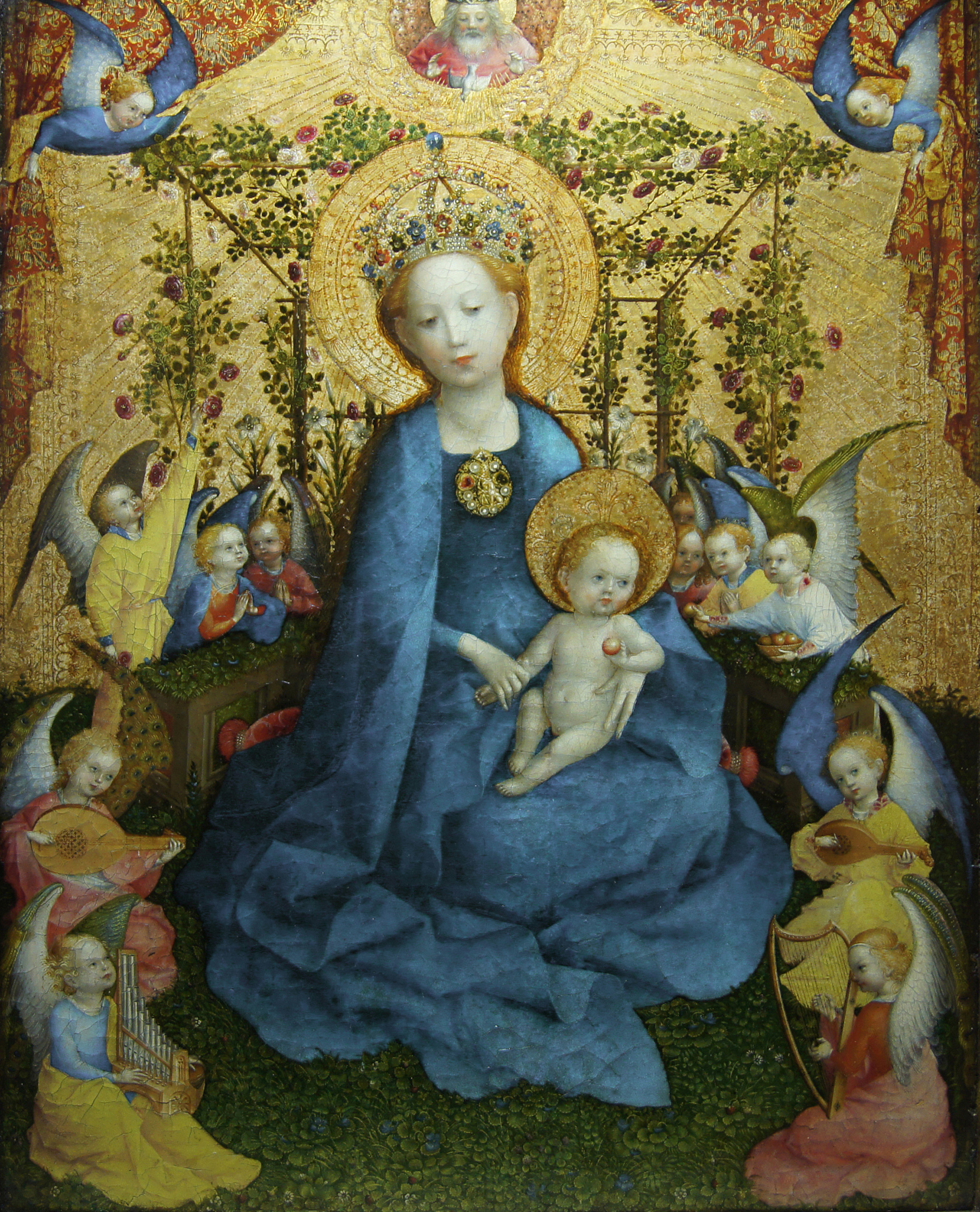
Madonna im Rosenhag ("Madonna del rosal"), versión de Stefan Lochner.
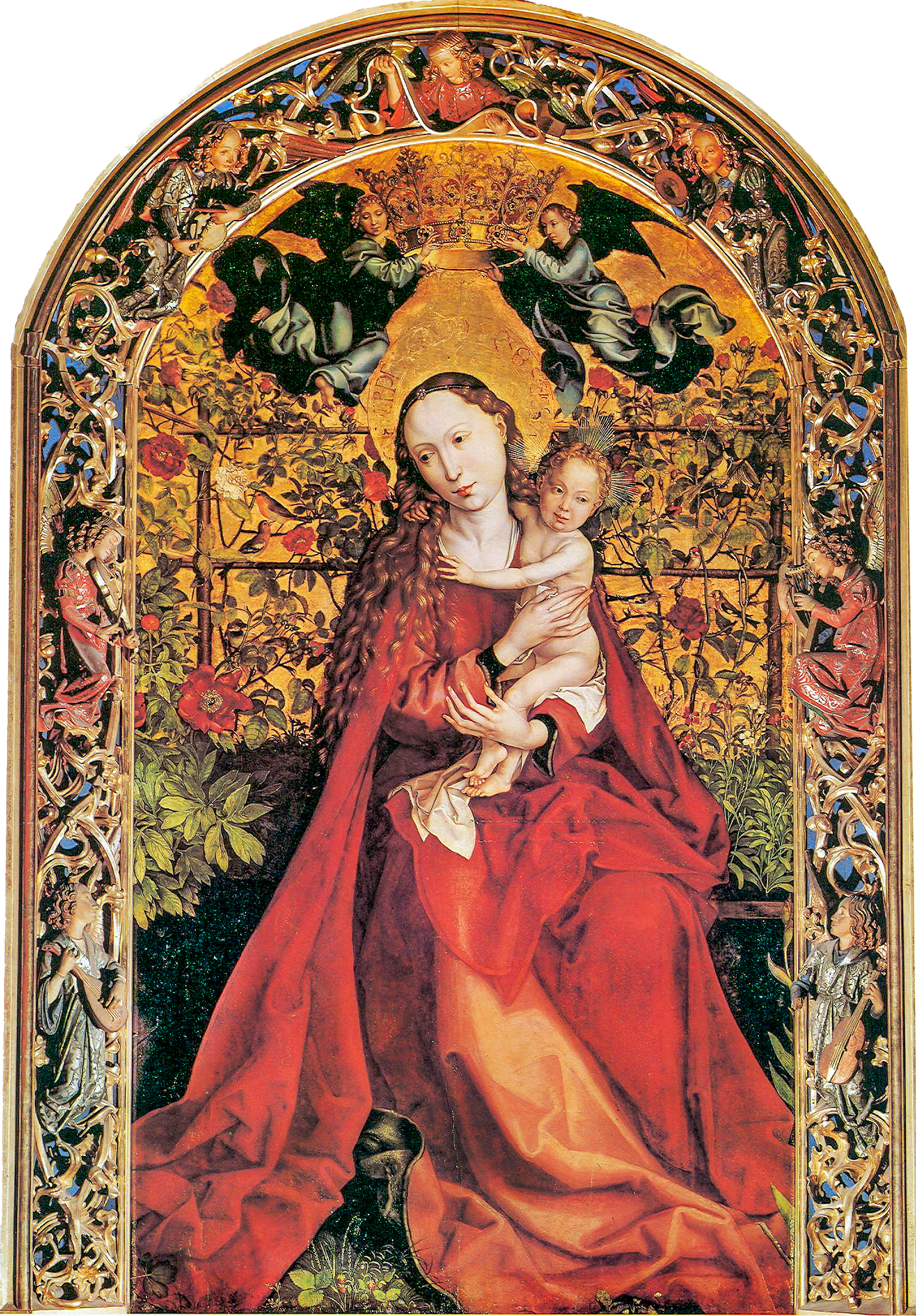
Ídem, versión de Martin Schongauer.
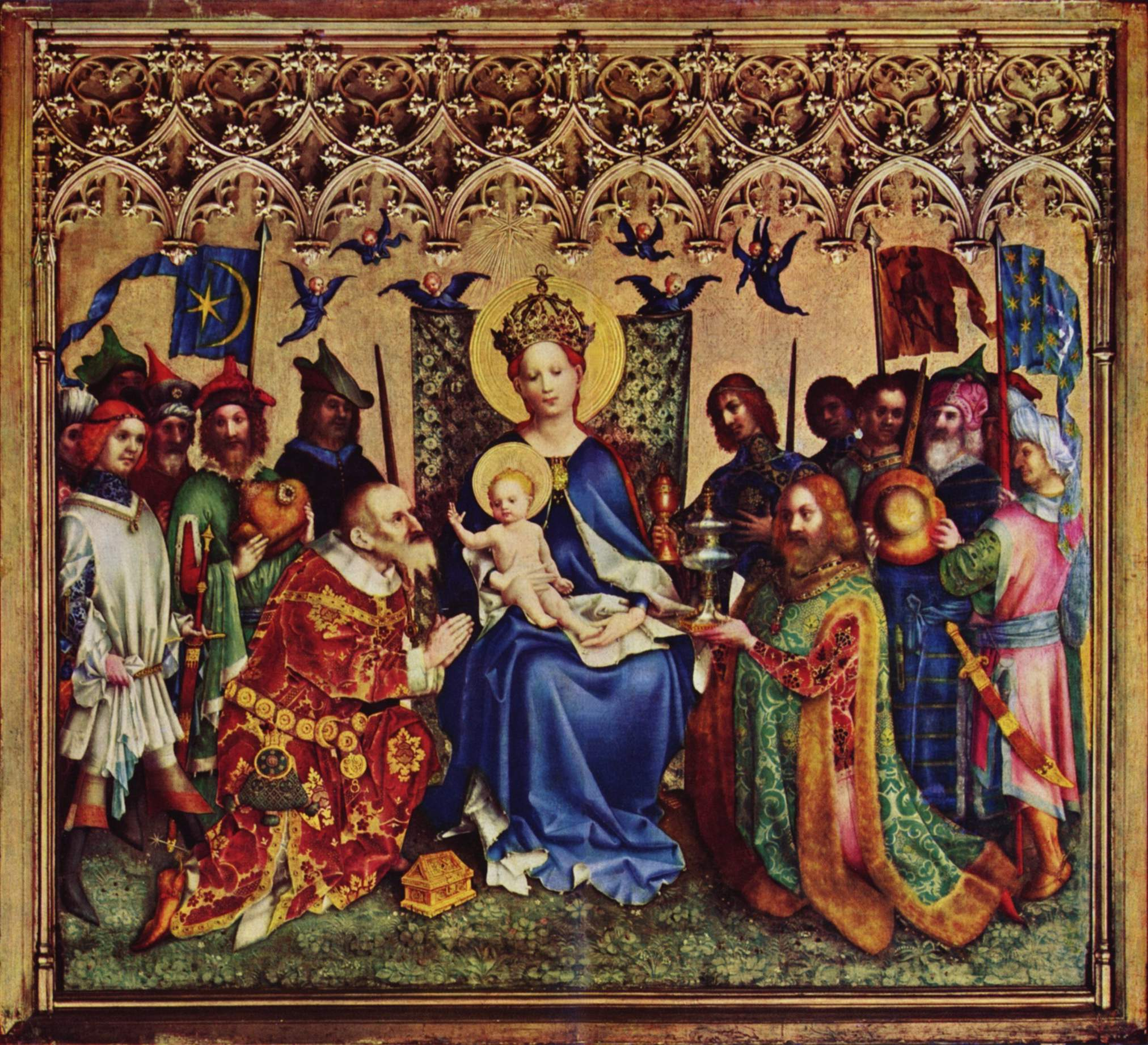
Panel central del Retablo de los patronos de Colonia,[66] de Lochner.

- Entre los primitivos flamencos realizaron abundantes versiones del tema tanto Jan van Eyck

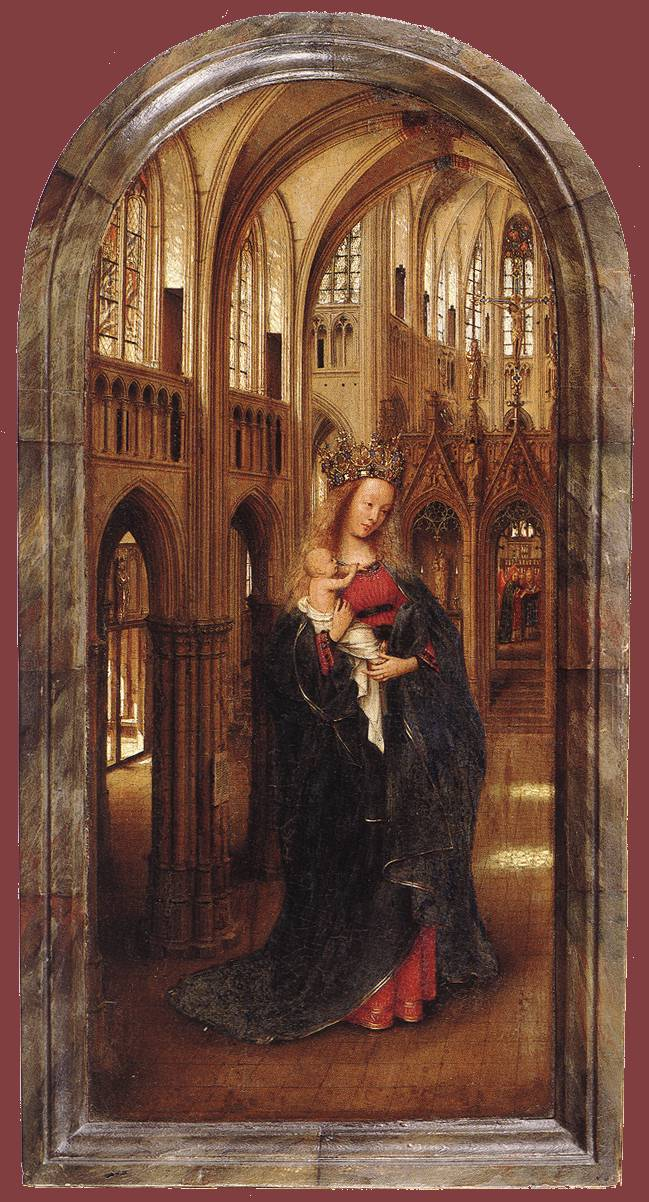
La Virgen en una basilica.
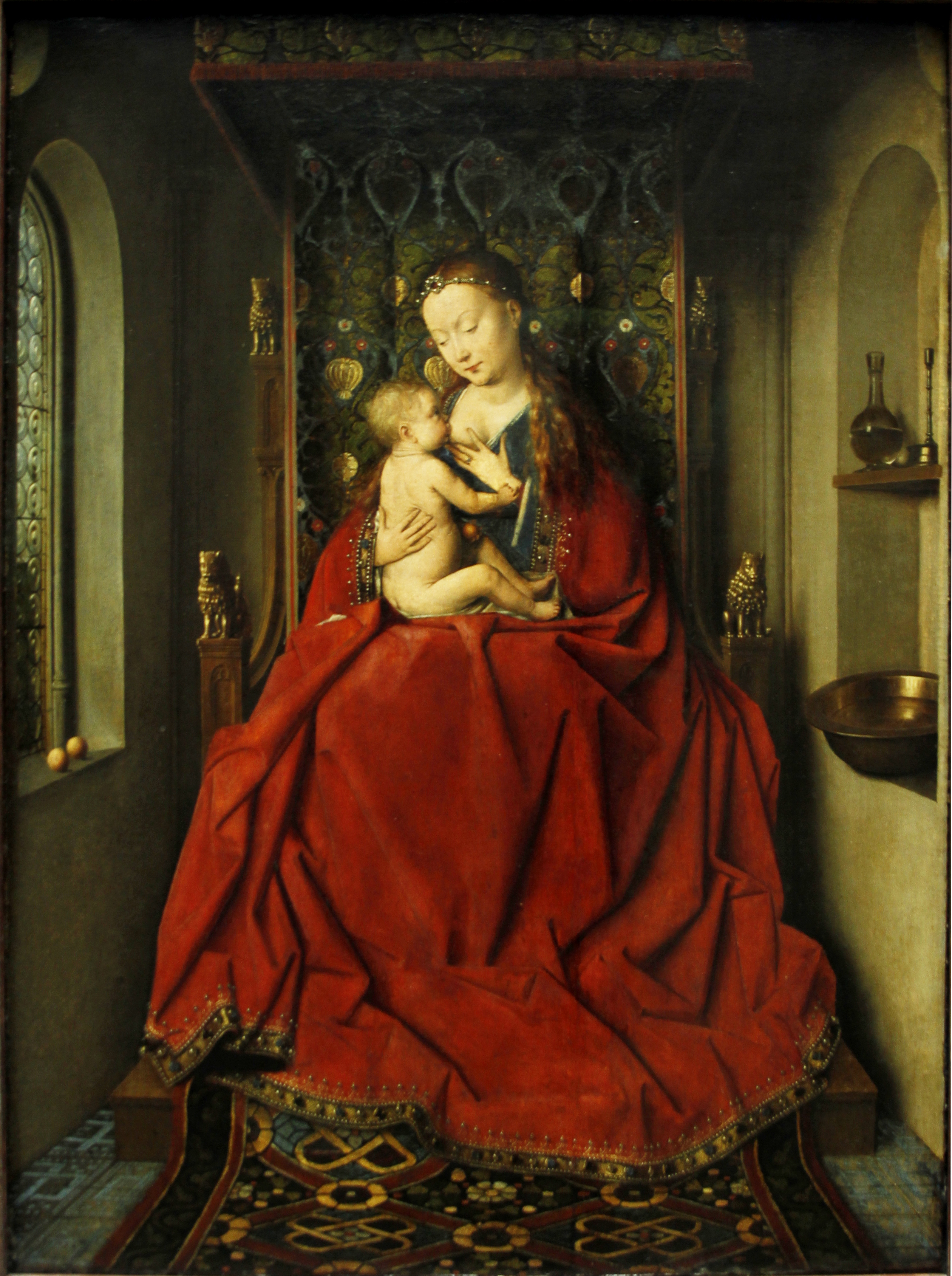
Madonna di Lucca
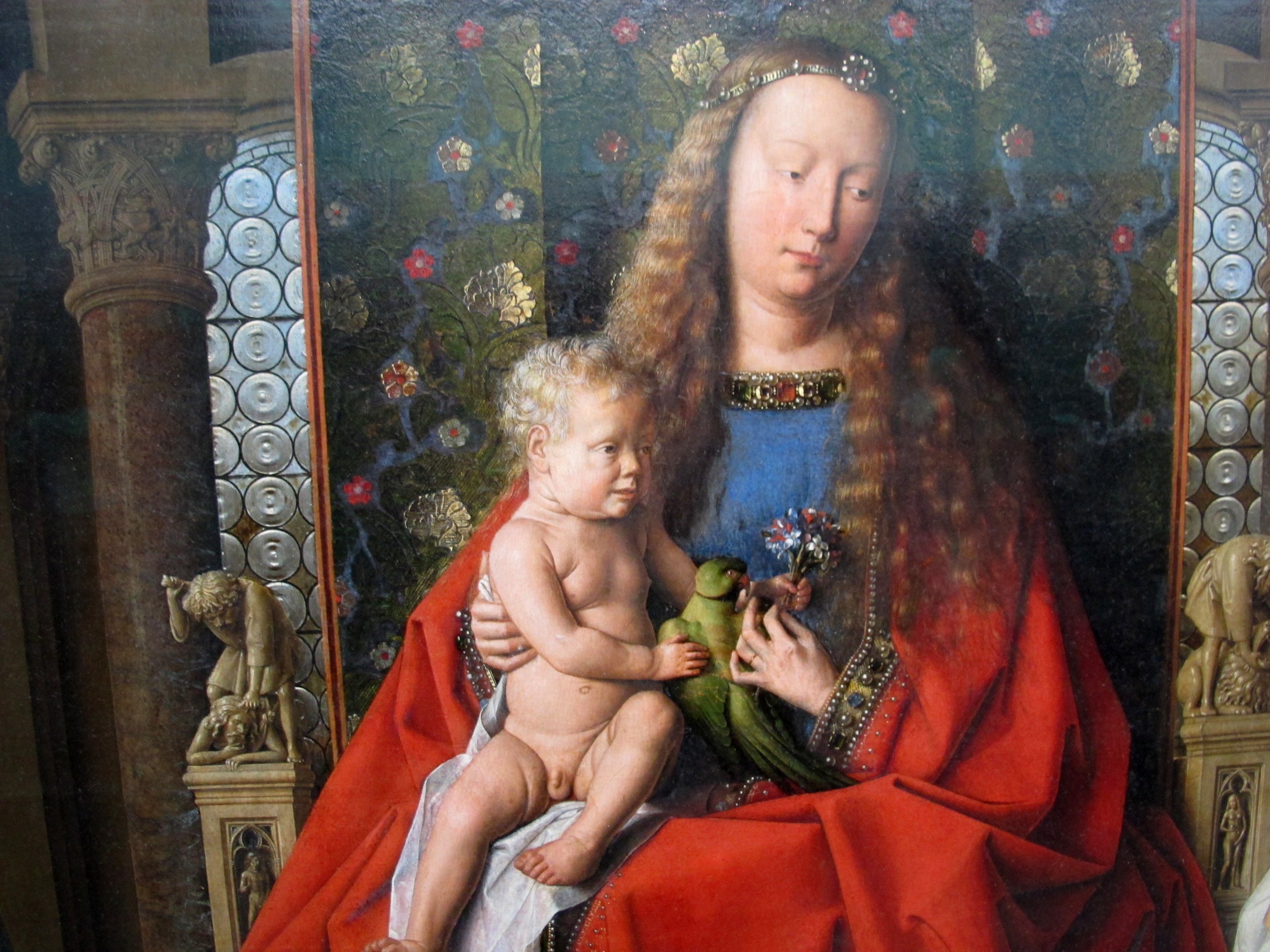
Detalle de la Virgen del canónigo Van der Paele.
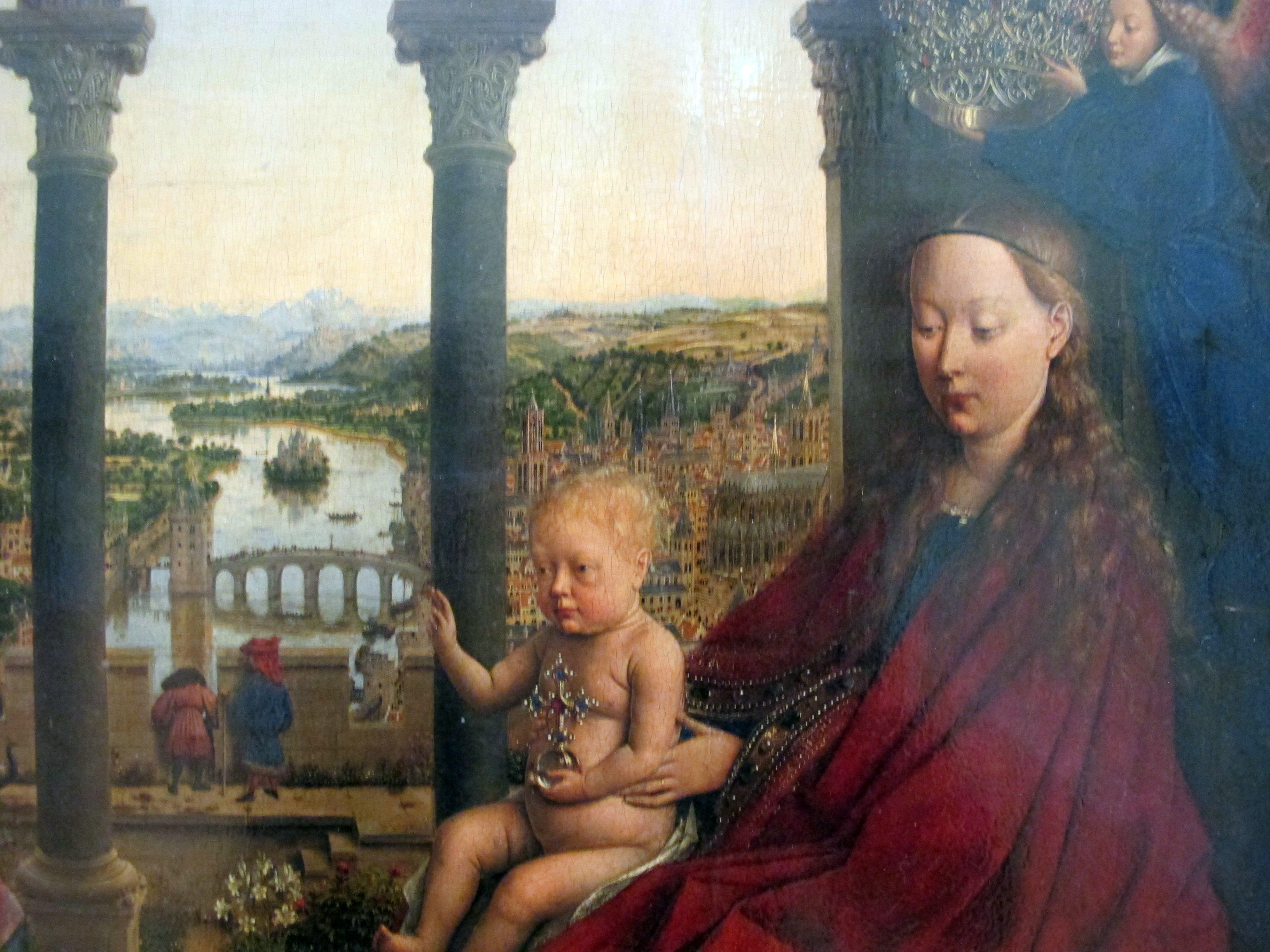
Detalle de la Virgen del canciller Rolin.

como Roberto Campin (que trató especialmente el tema de la Virgen de la leche)

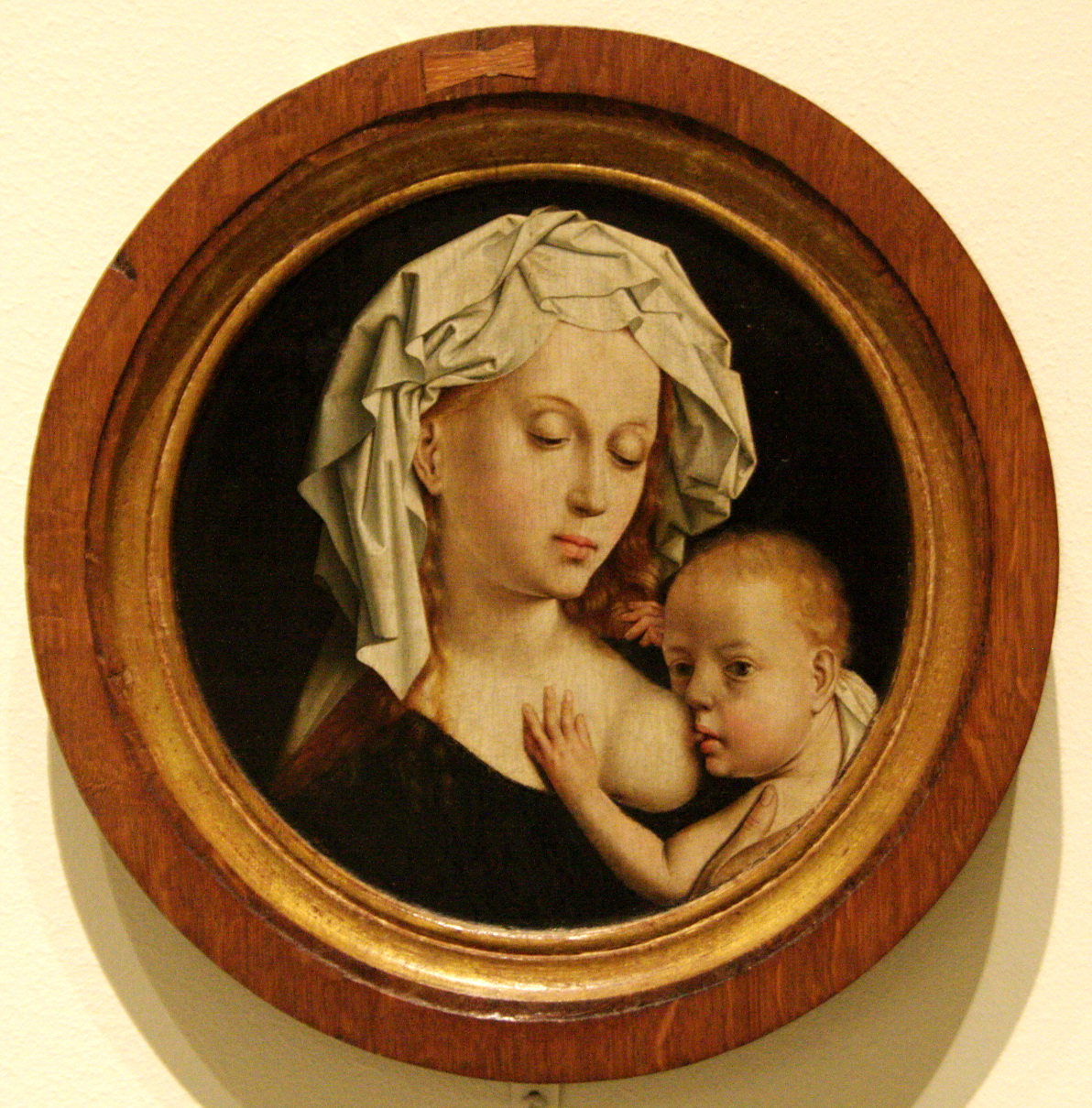
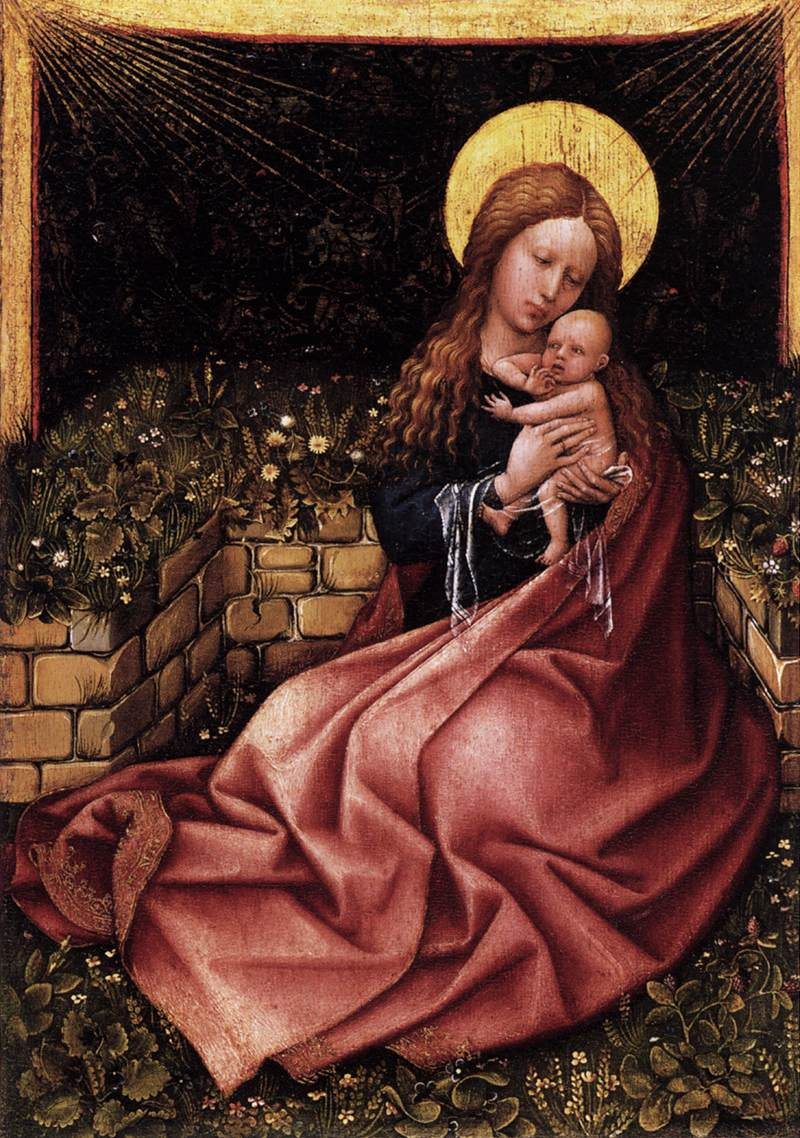
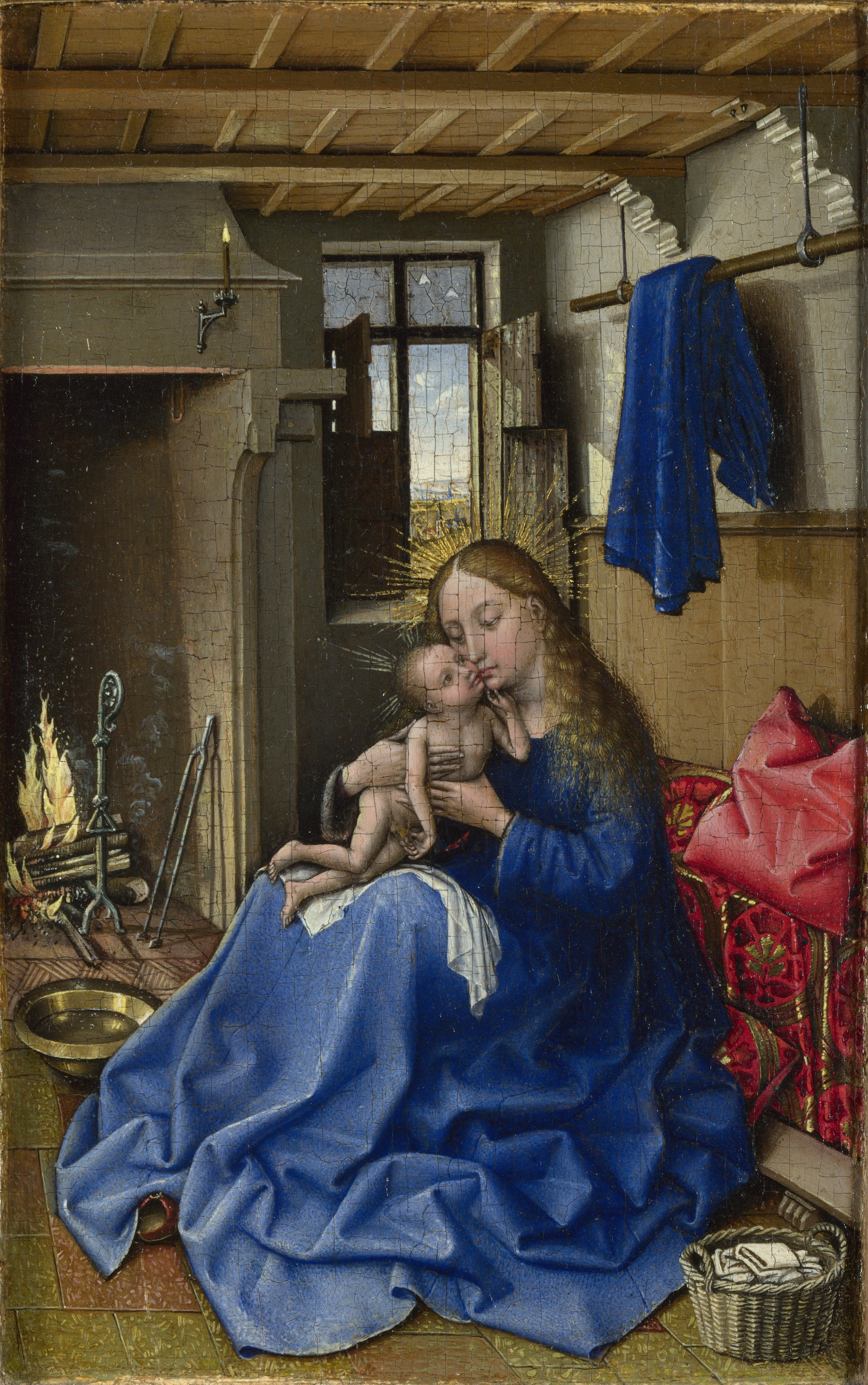
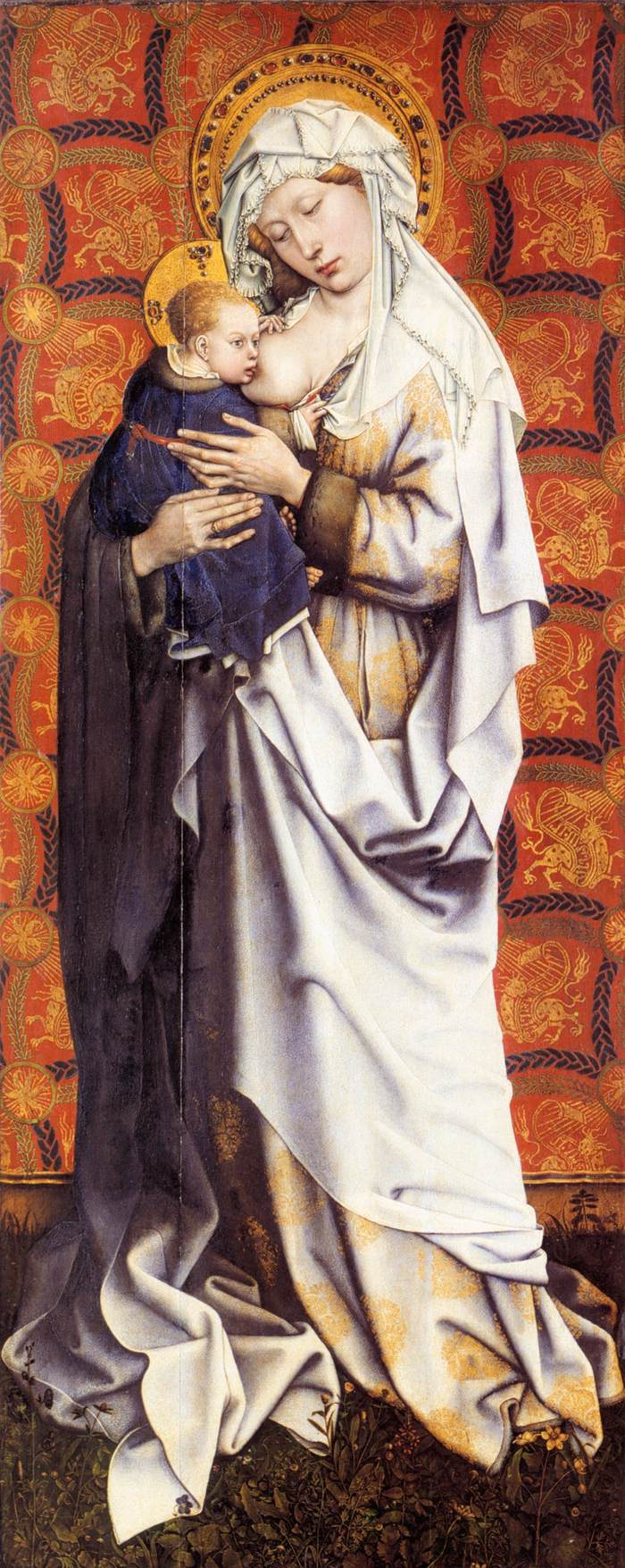
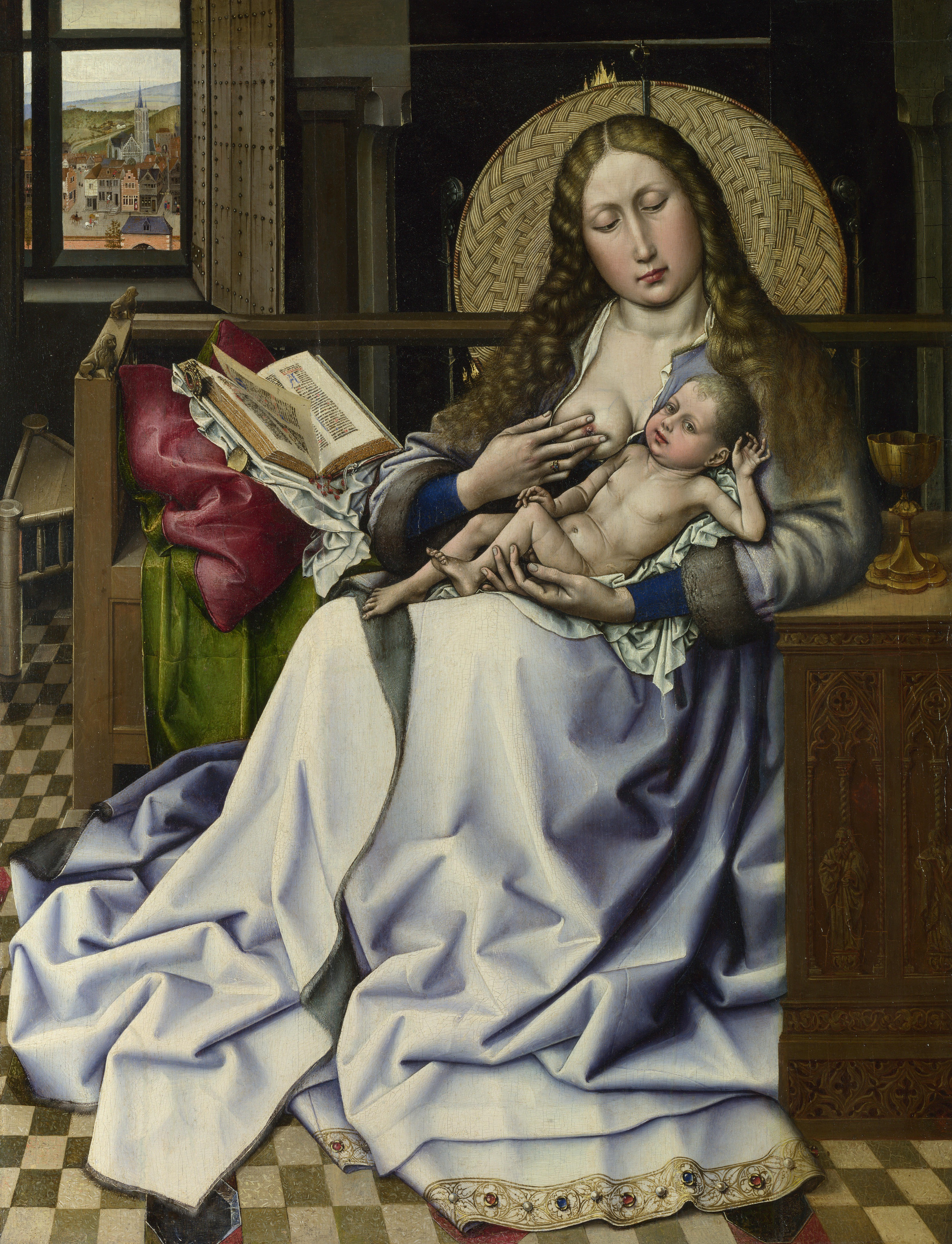
Virgen de la pantalla, 1425-1430.
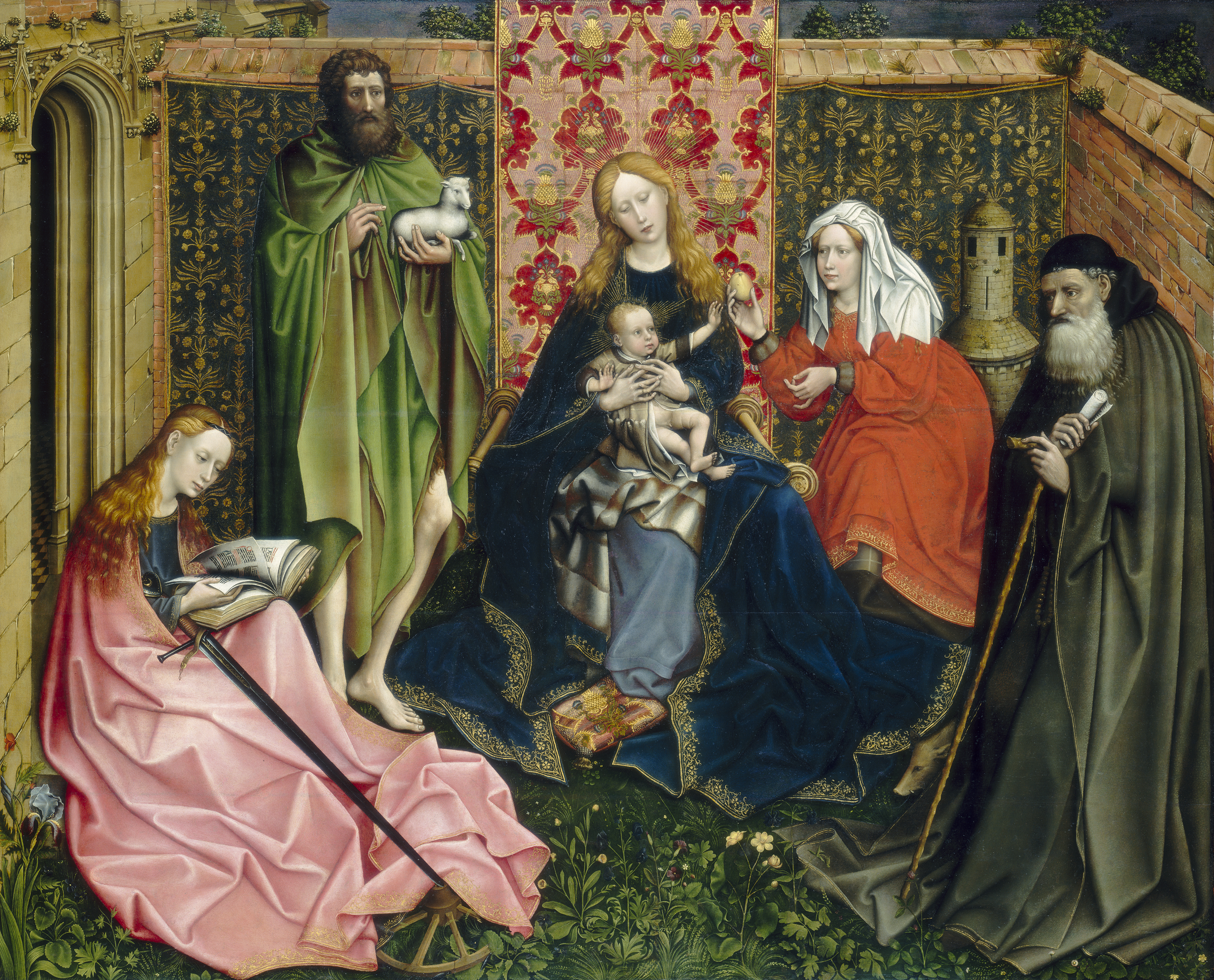

o Rogier van der Weyden.

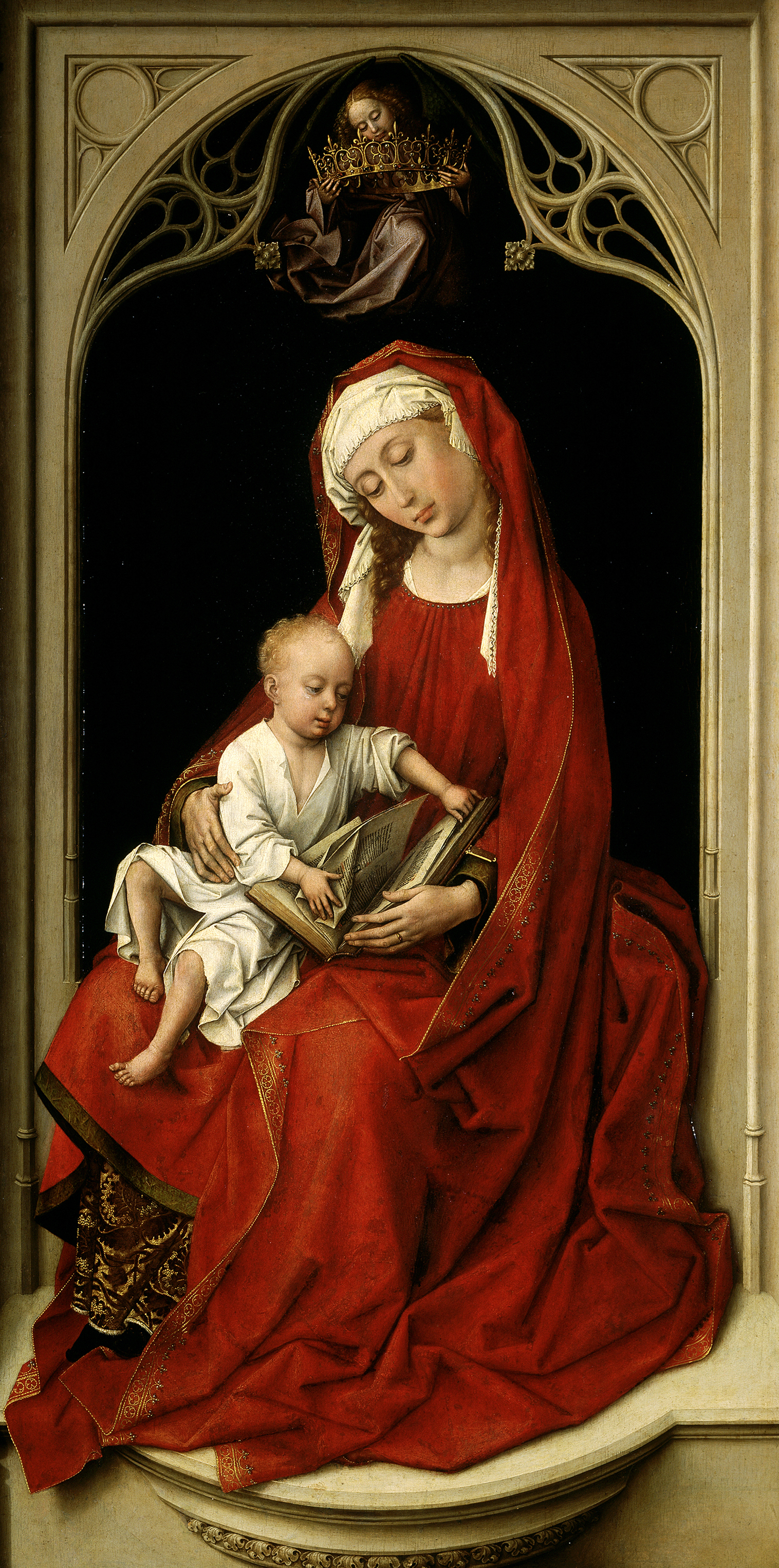
La llamada Madonna Durán.
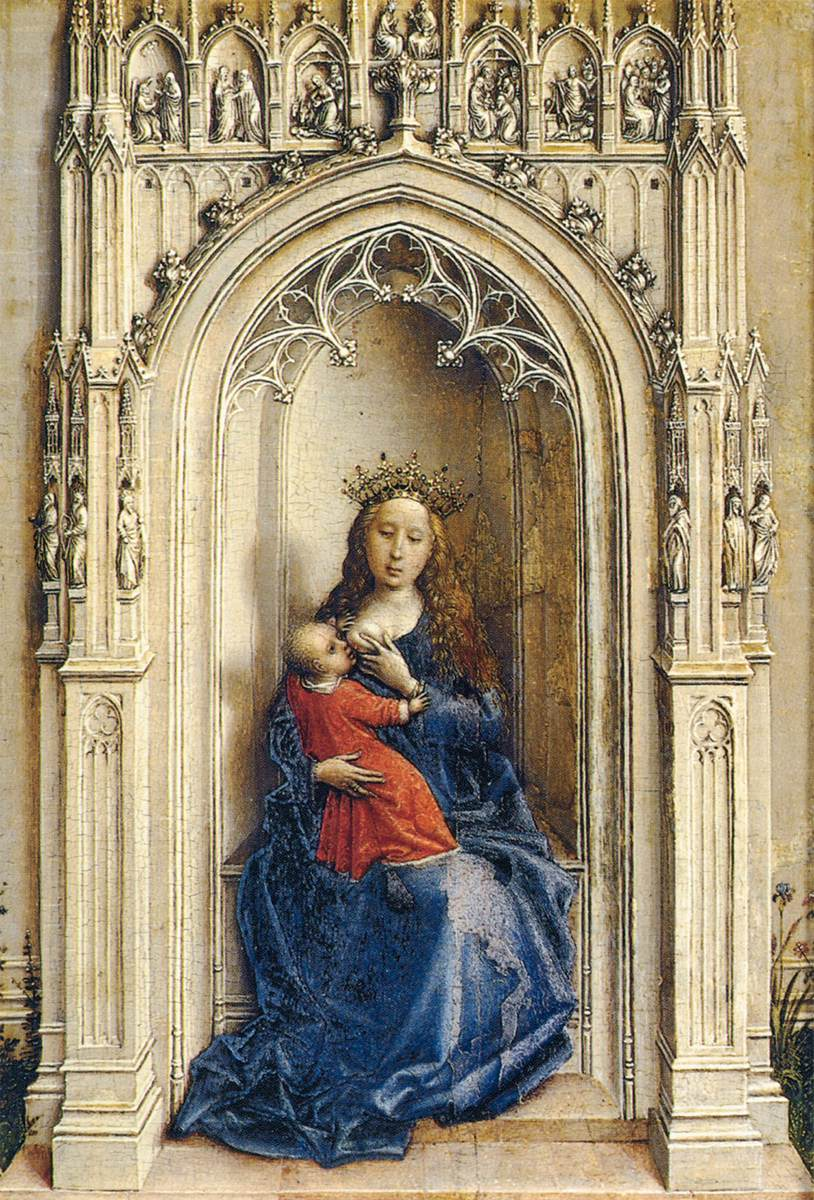
Virgen con el Niño (van der Weyden, Madrid, Tyssen)
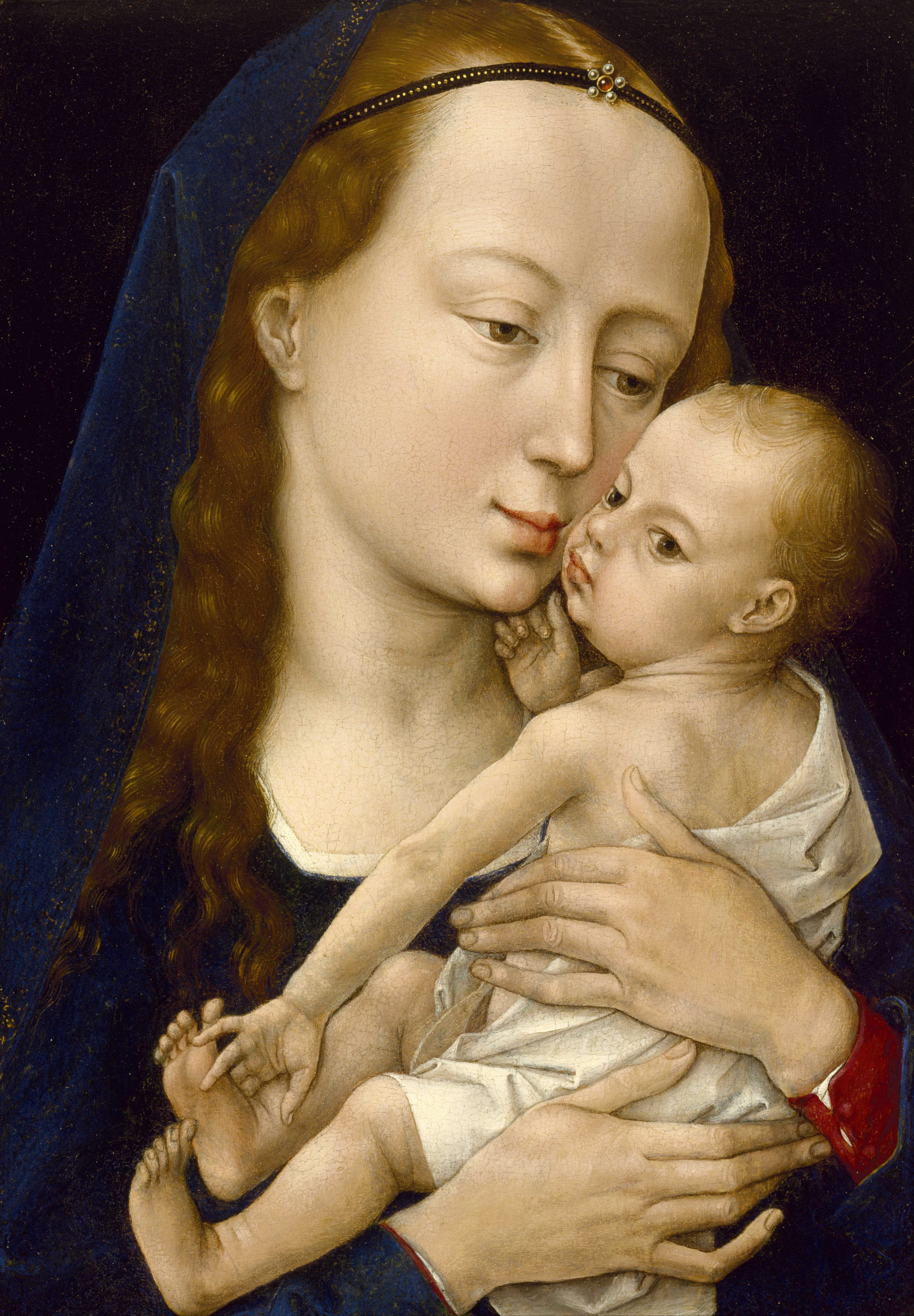
Virgen con el Niño (van der Weyden, Houston)
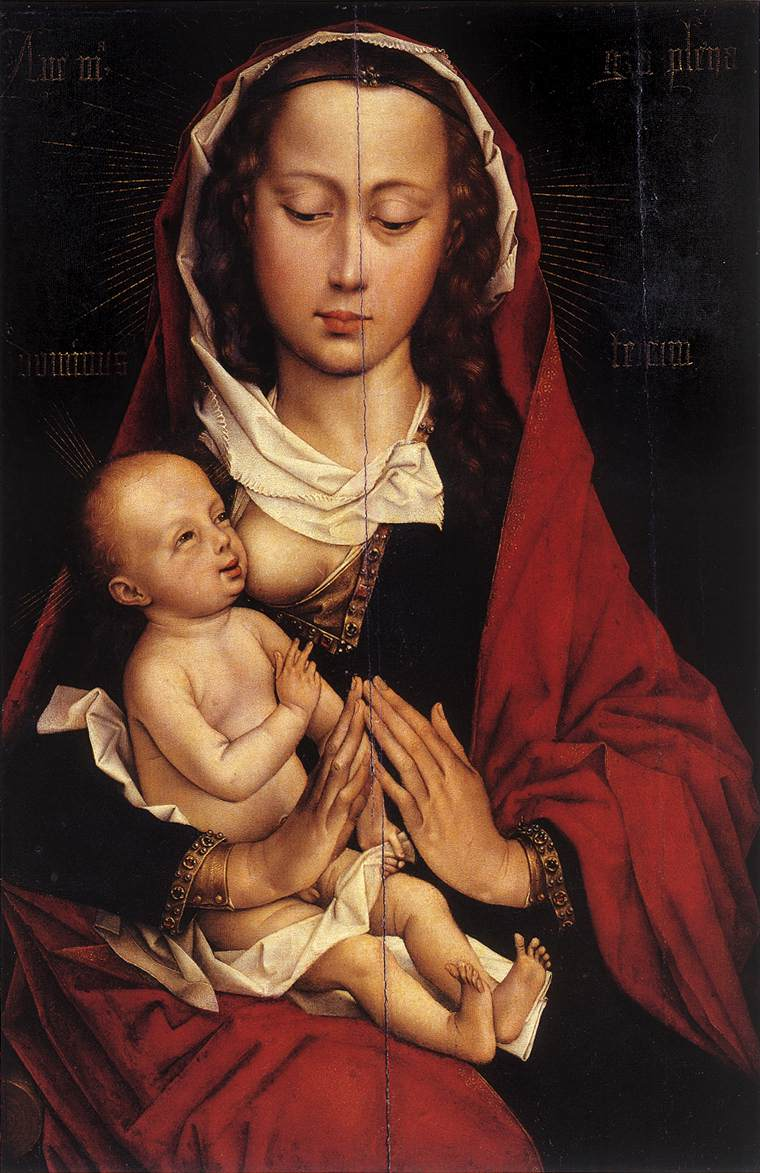
Díptico Froimont.
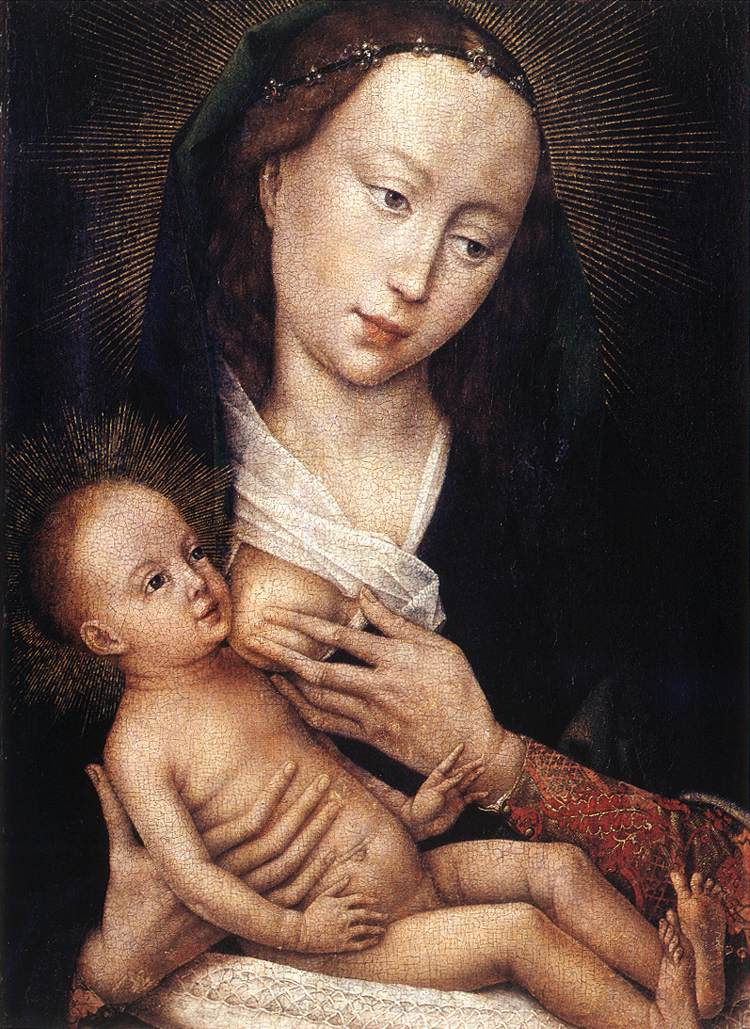
Díptico Gros.

- Jean Fouquet realizó Madonnas tanto en retablos de gran formato como en la iluminación de manuscritos.

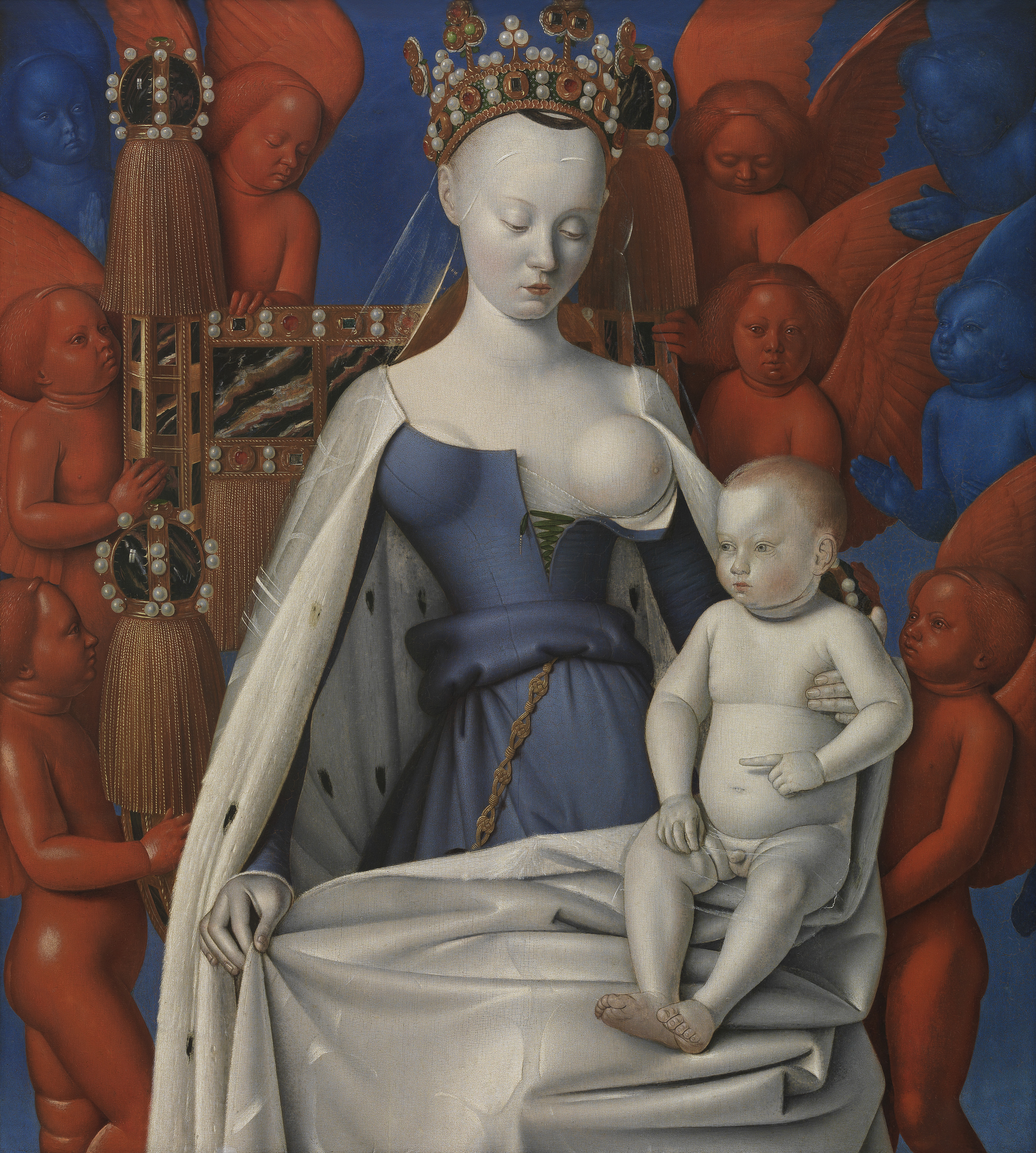
Díptico de Melun.
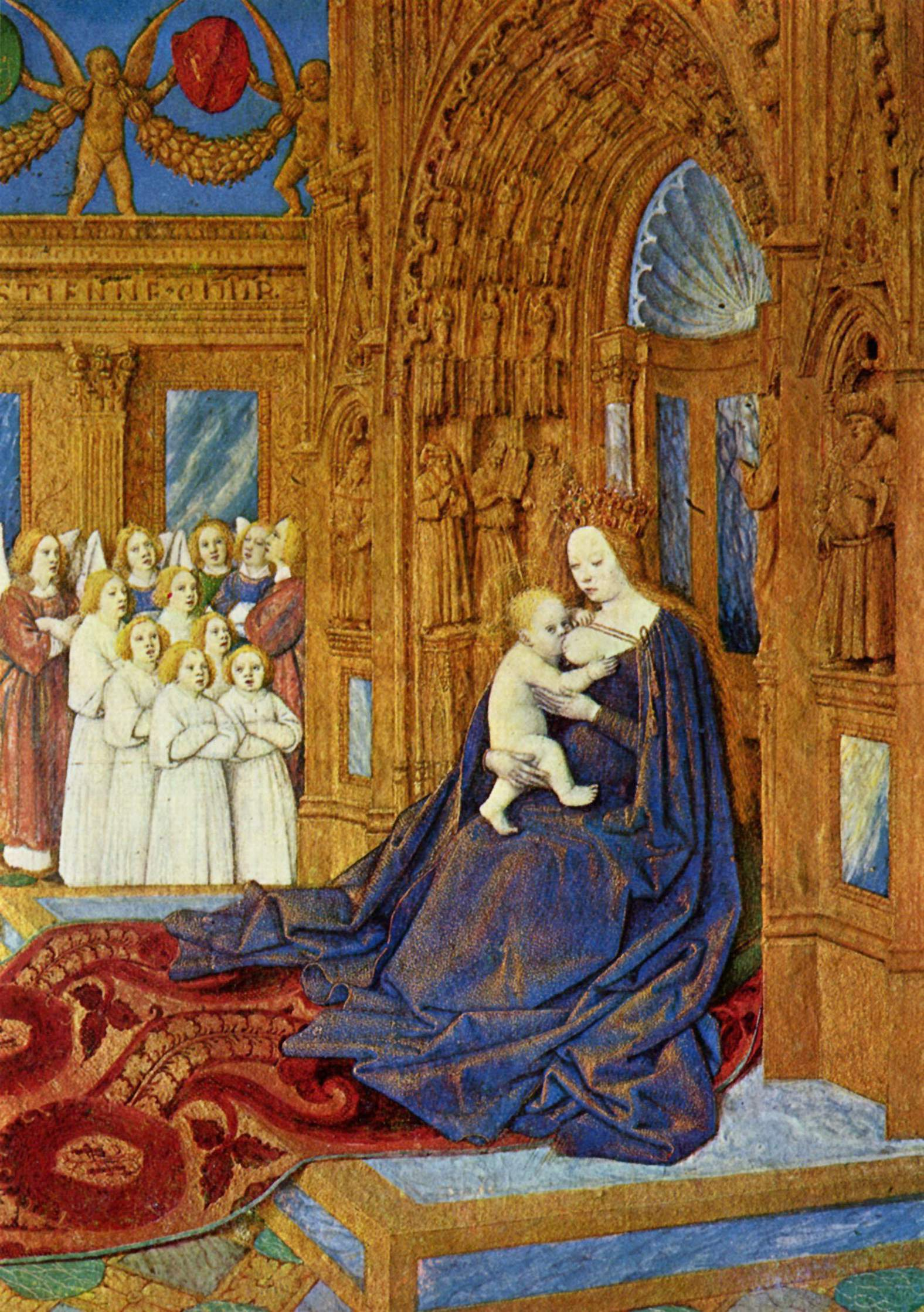
Libro de Horas de Étienne Chevalier.
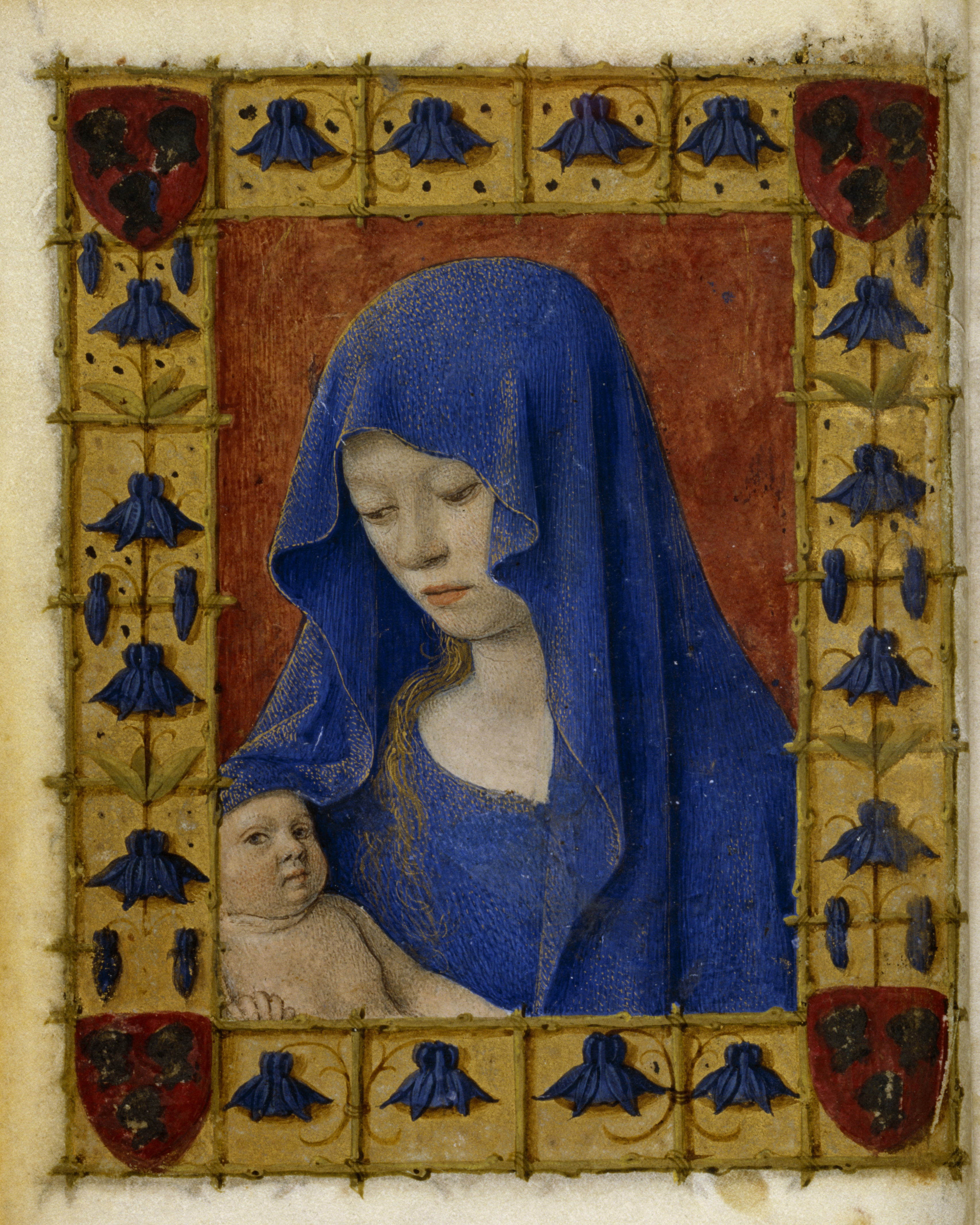
Libro de Horas de Simone de Varie.

También se trata el tema por la escuela hispano-flamenca.

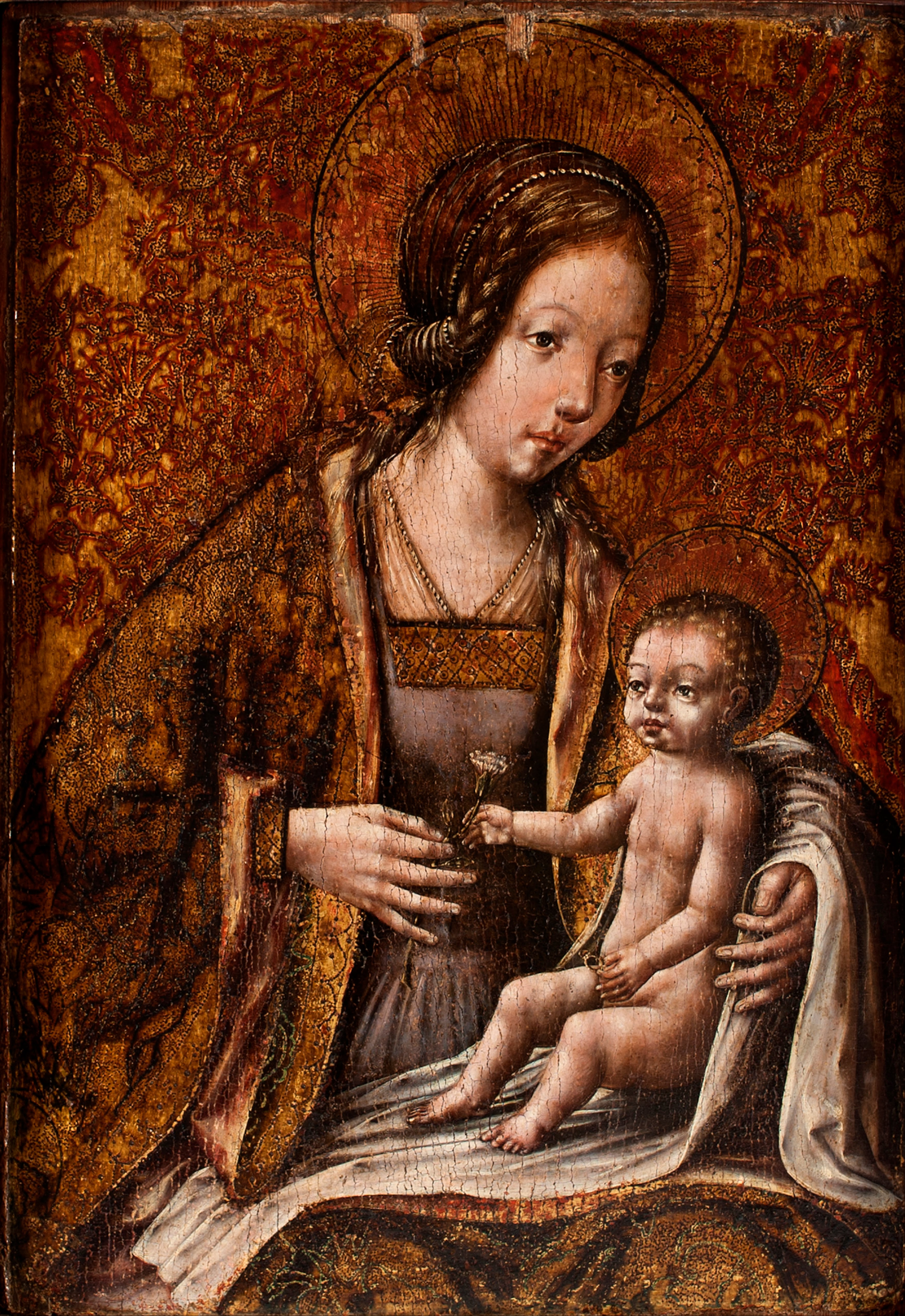
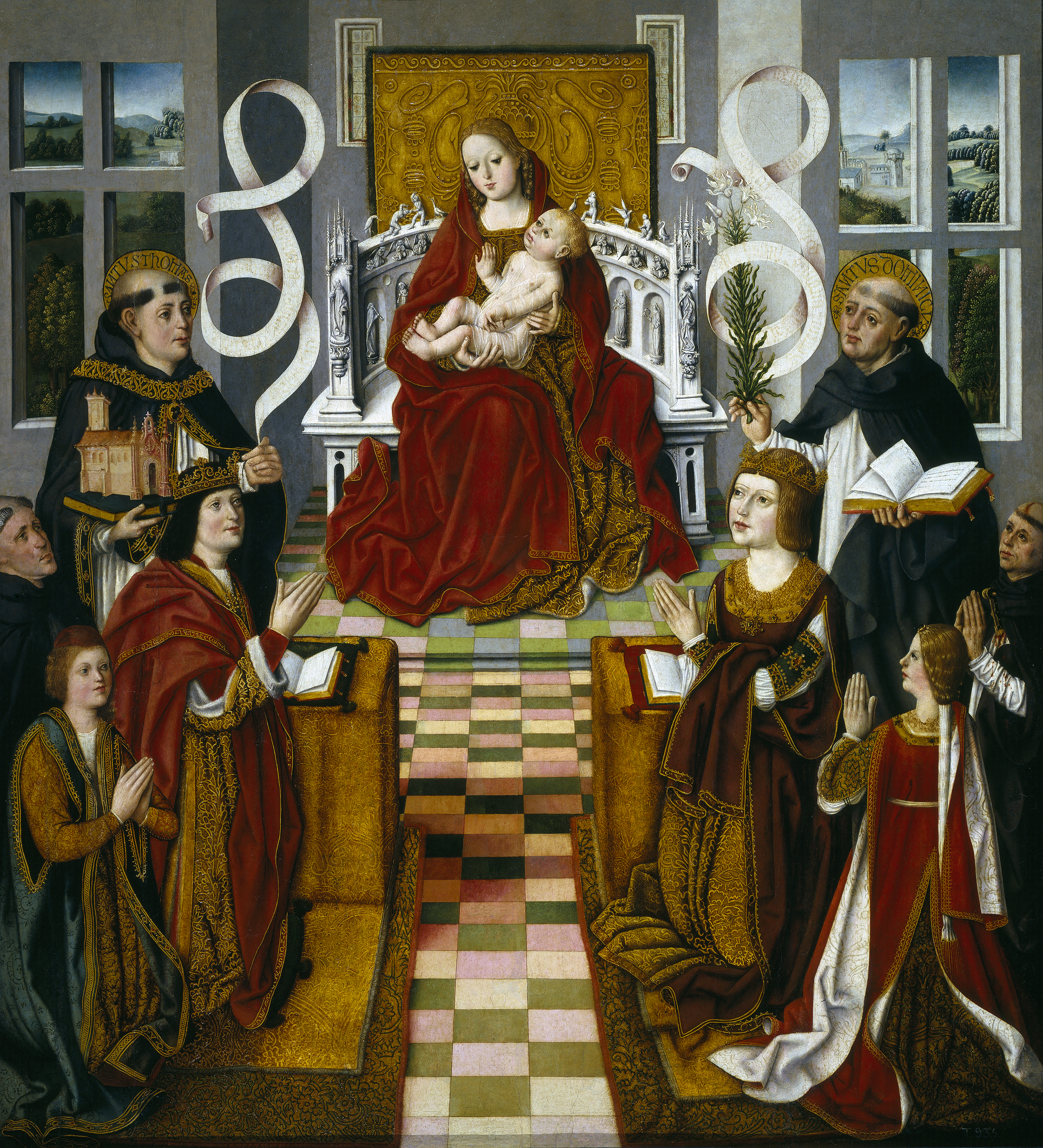
Virgen de los Reyes Católicos

### Edad Moderna
- En el contexto del llamado Renacimiento nórdico, Alberto Durero realizó el tema tanto al óleo

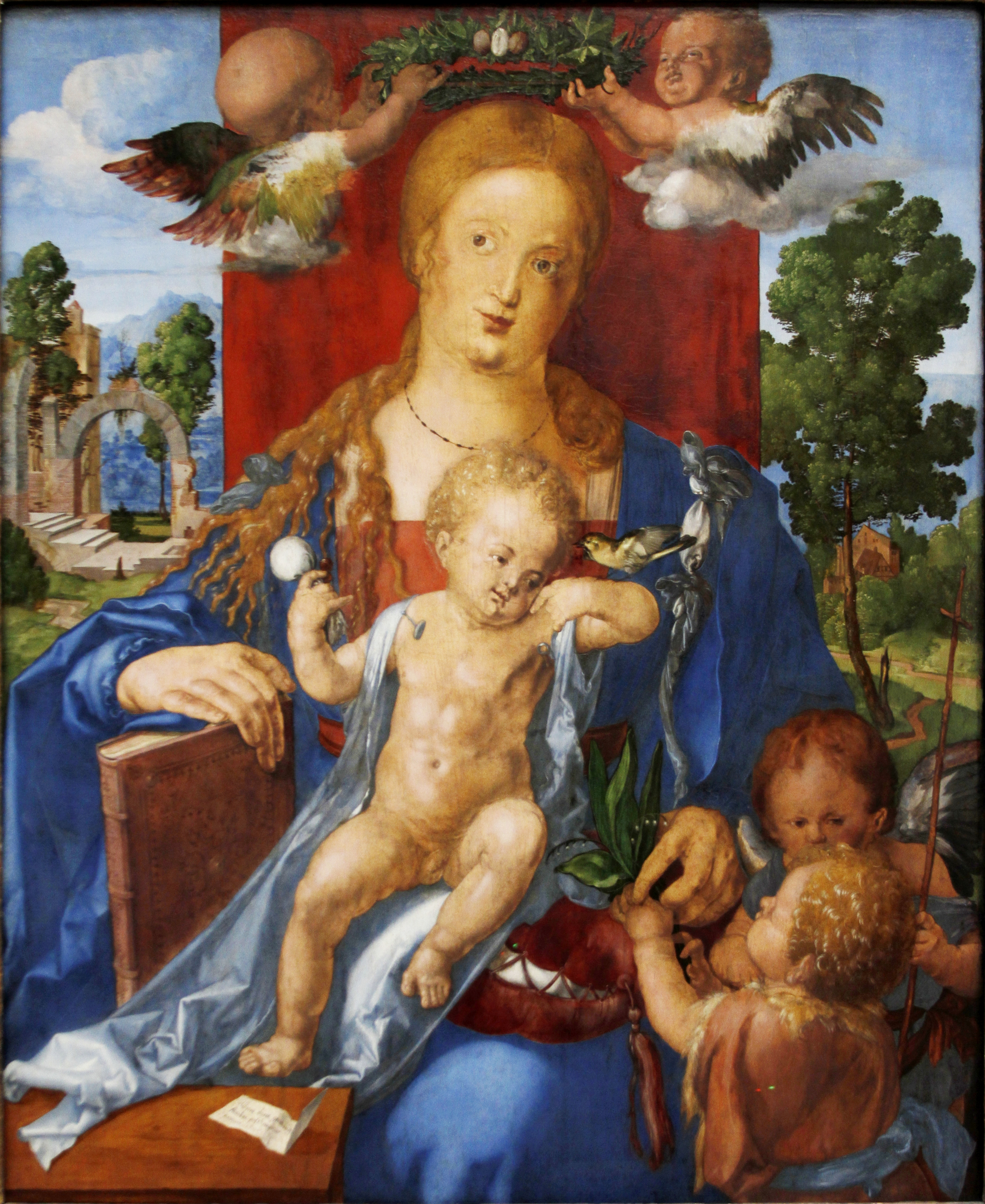
La llamada Madonna del jilguero.
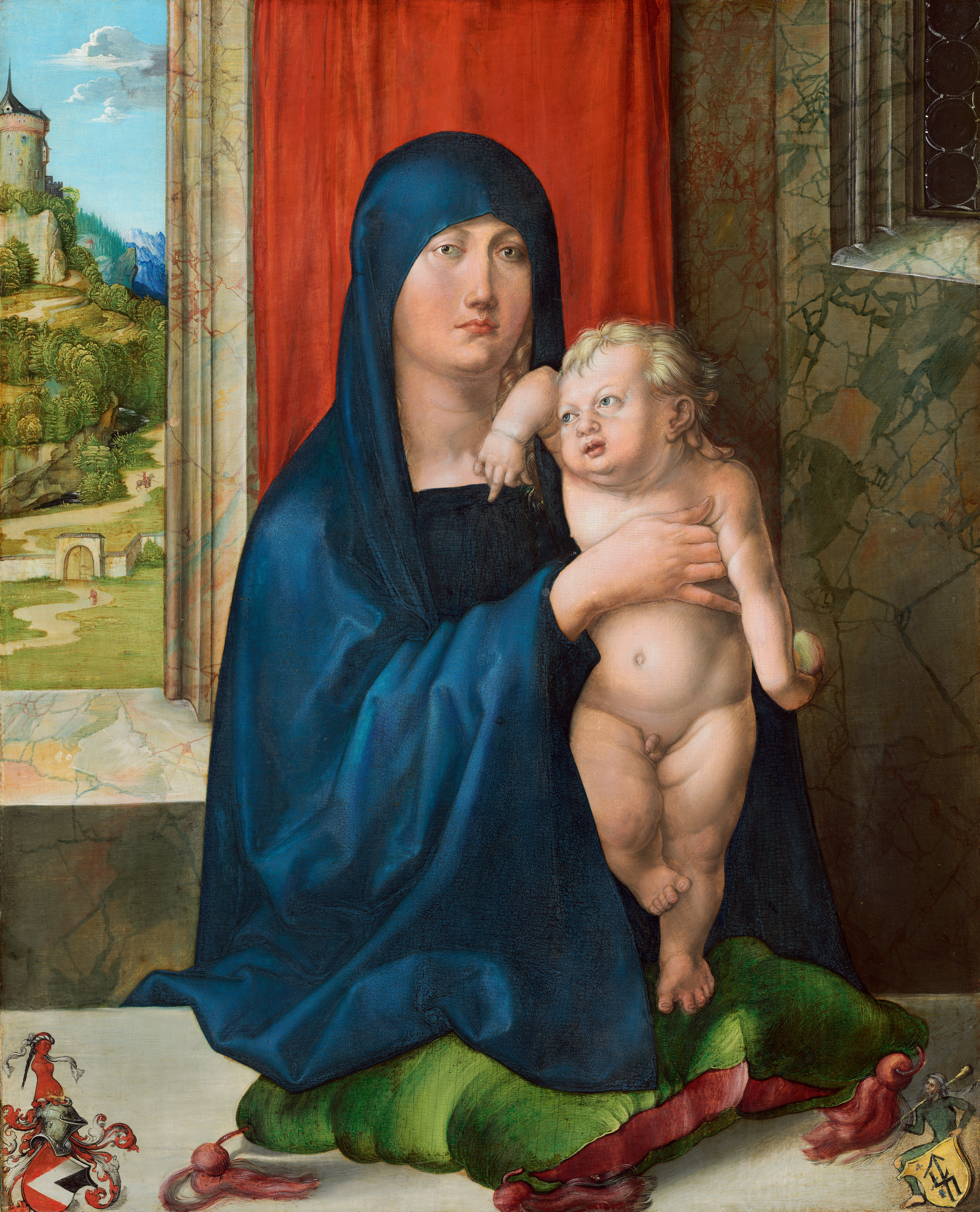
La llamada Madonna Haller.
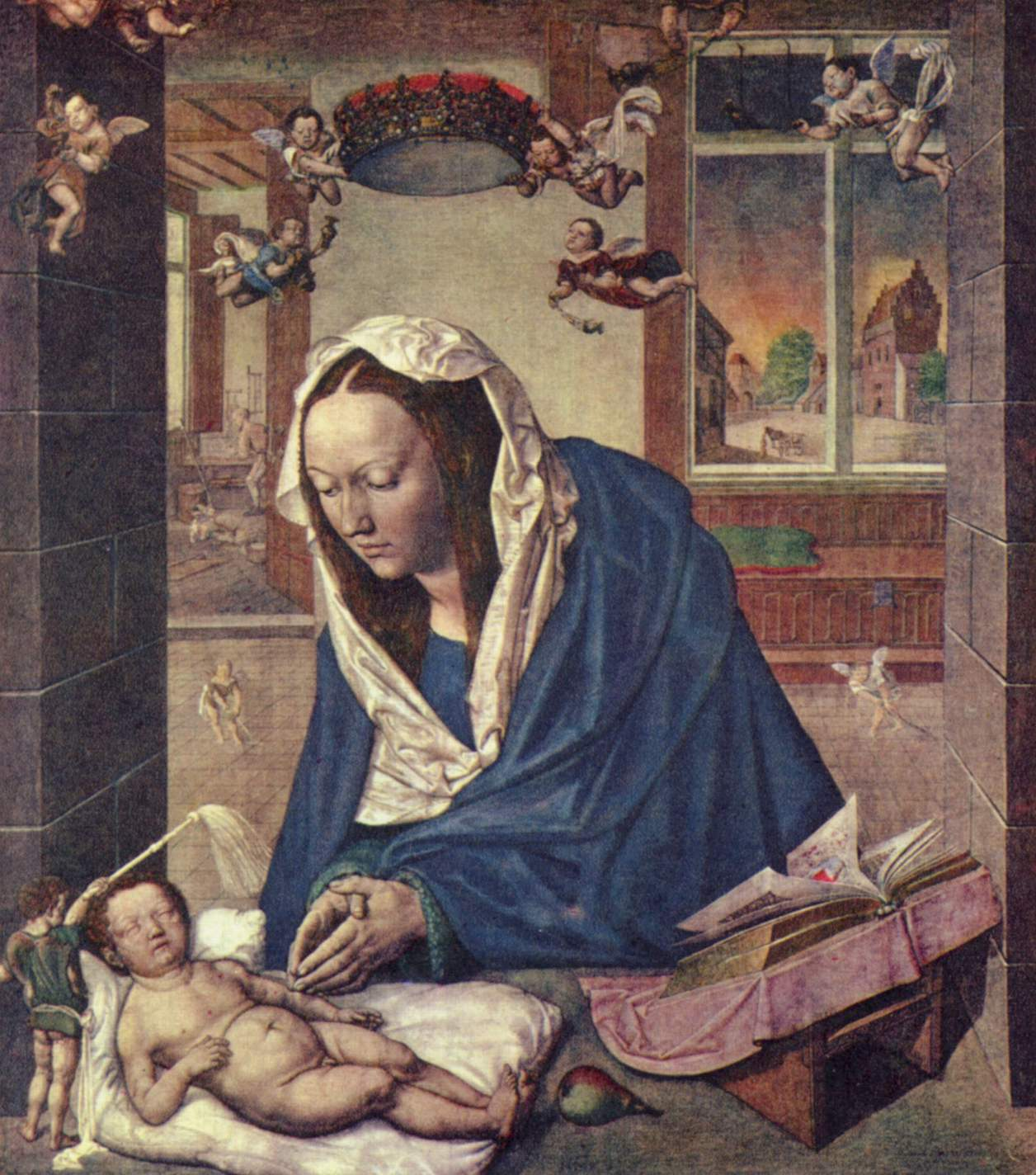
Tabla central del llamado Tríptico, Retablo o Altar de Dresde.

como en grabados

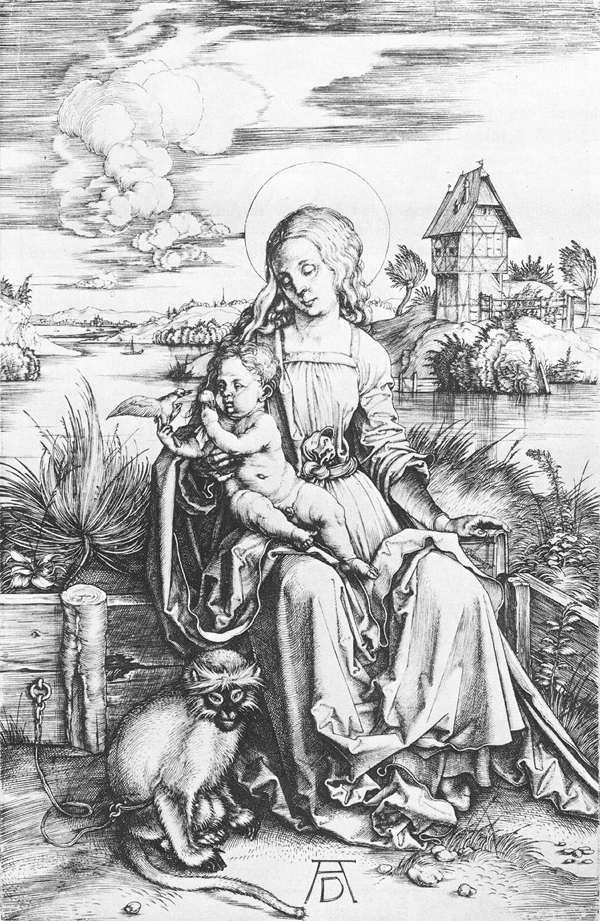
La Virgen y el Niño con mono
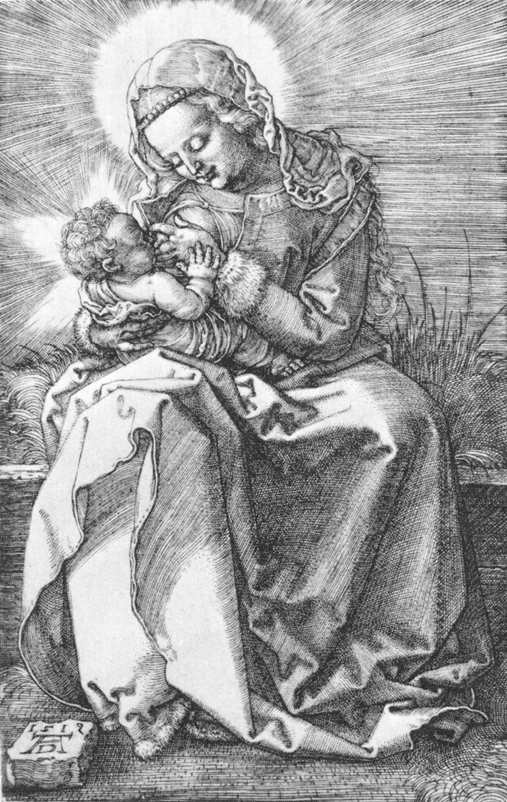
Virgen de la Leche
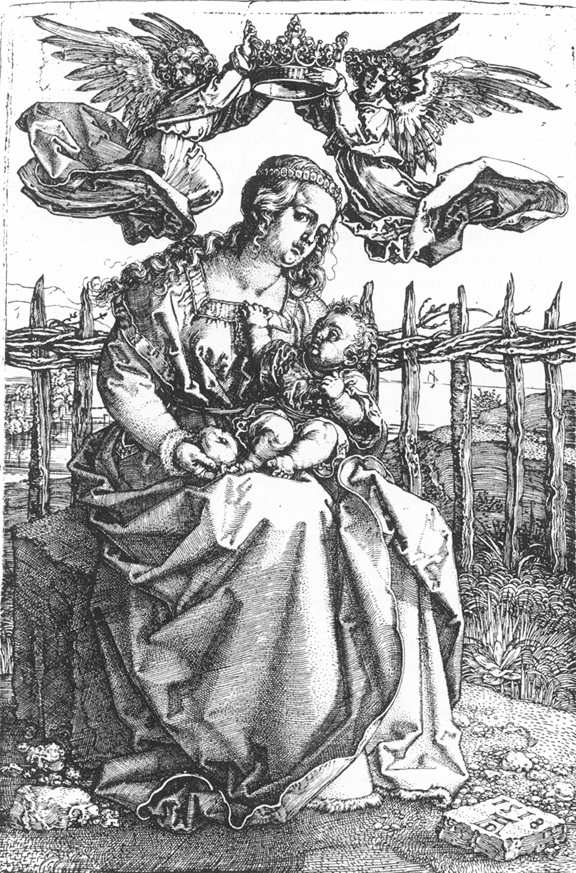
La Virgen coronada por dos ángeles
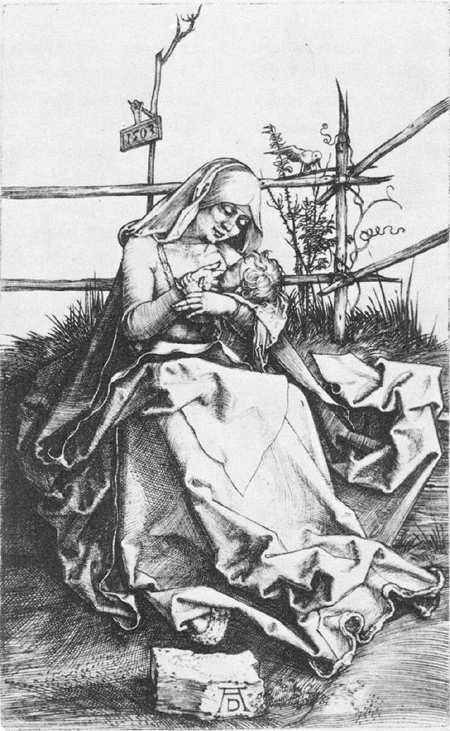
La Virgen en un banco de hierba

Durante su viaje a Italia, Durero se comparaba con los artistas locales, y estaba tan orgulloso de su arte que llegó a afirmar: "no hay mejor pintura de la Madonna en la Tierra que la mía".
También fue muy tratado el tema por otros pintores de las escuelas alemanas y flamencas de la época, como Altdorfer, Grünewald, Joaquín Patinir, Jan Gossaert (llamado "Mabuse"), Gerard David, Lucas Cranach el Viejo y Lucas Cranach el Joven o Joos van Cleve.

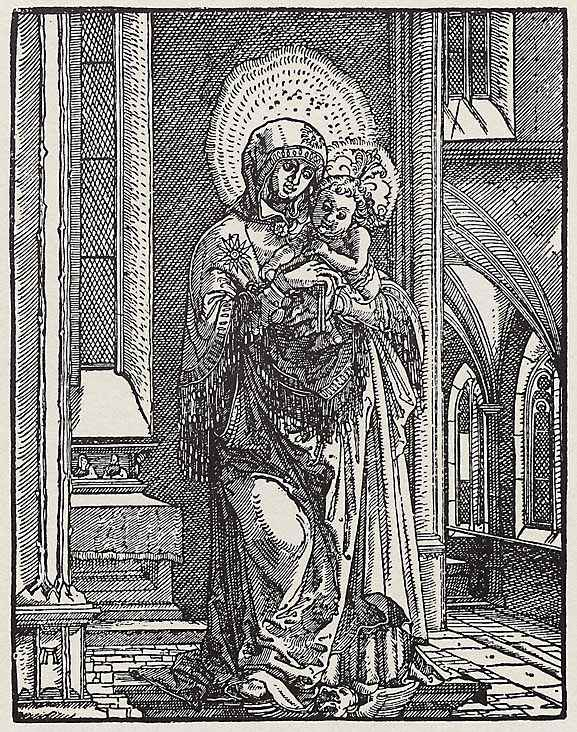
Grabado de Altdorfer.
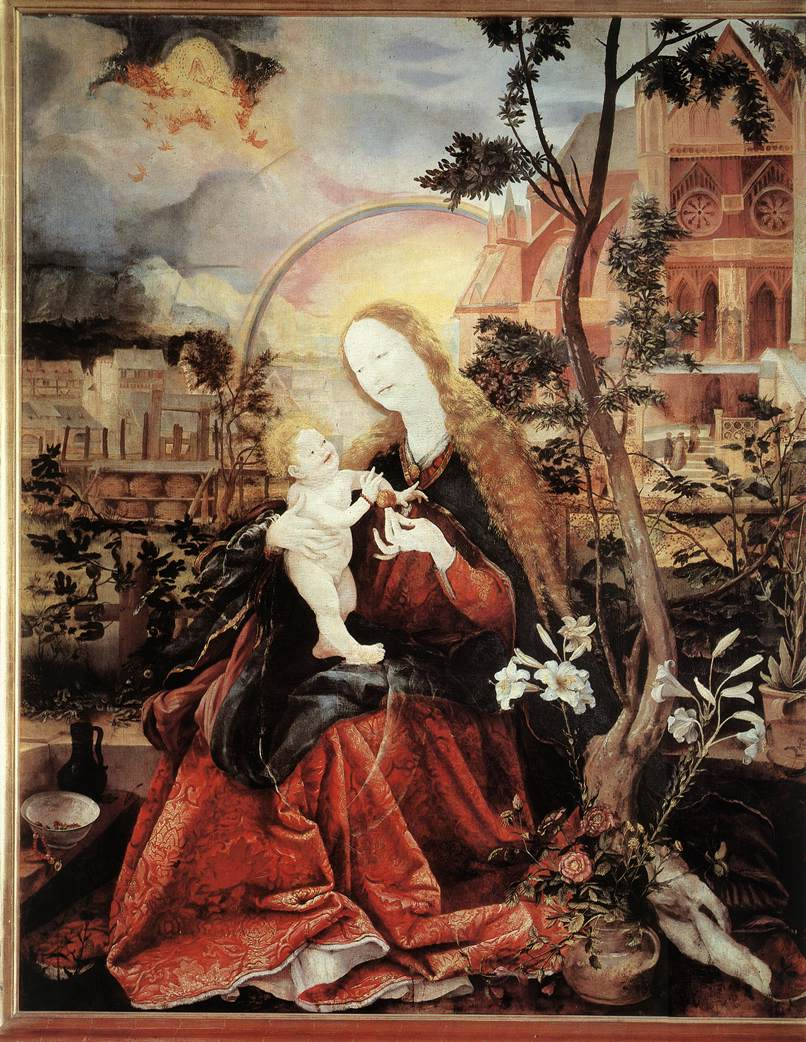
Madonna de Stuppach, de Grünewald.
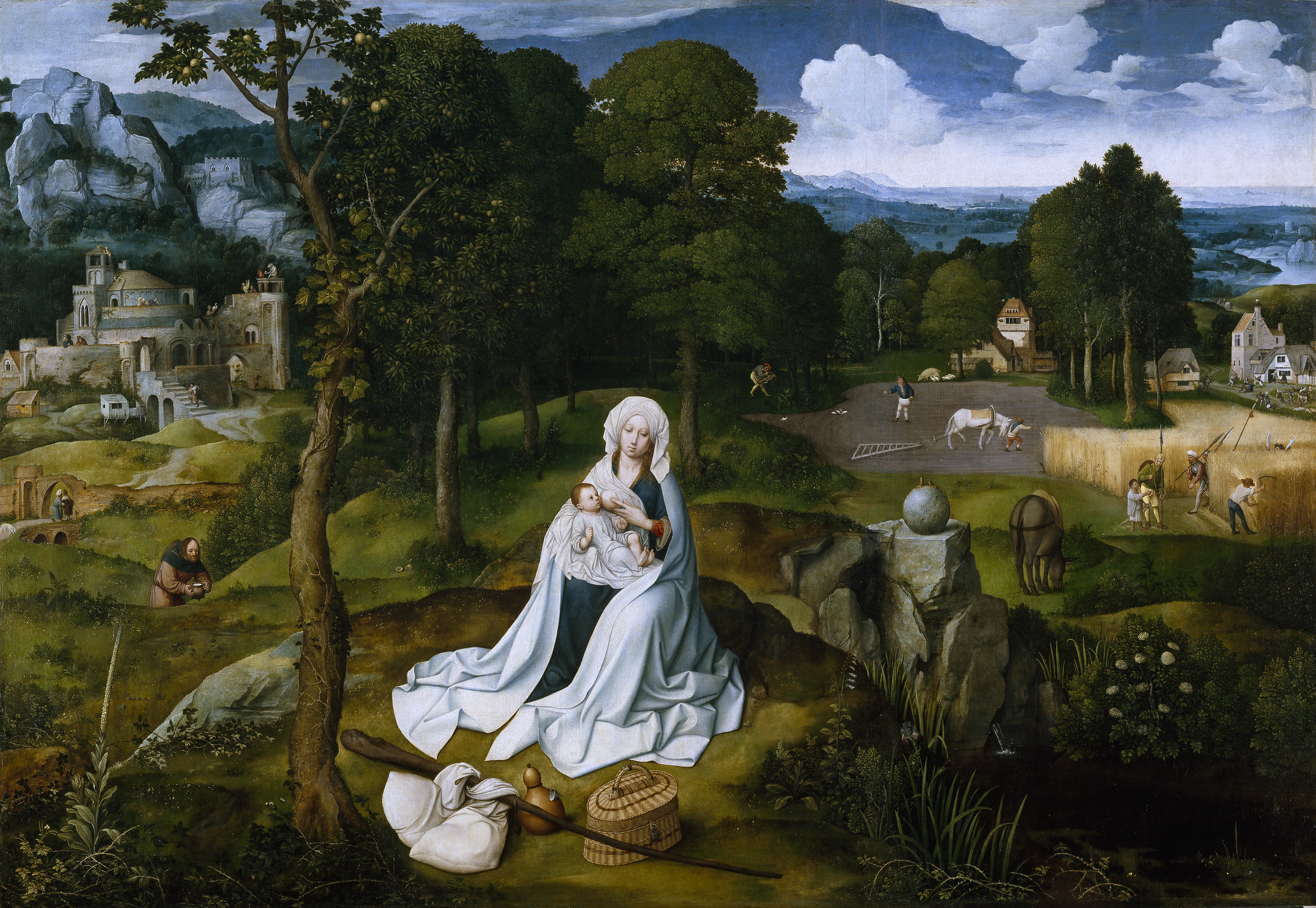
Una de las versiones del Descanso en la huida a Egipto, de Patinir.
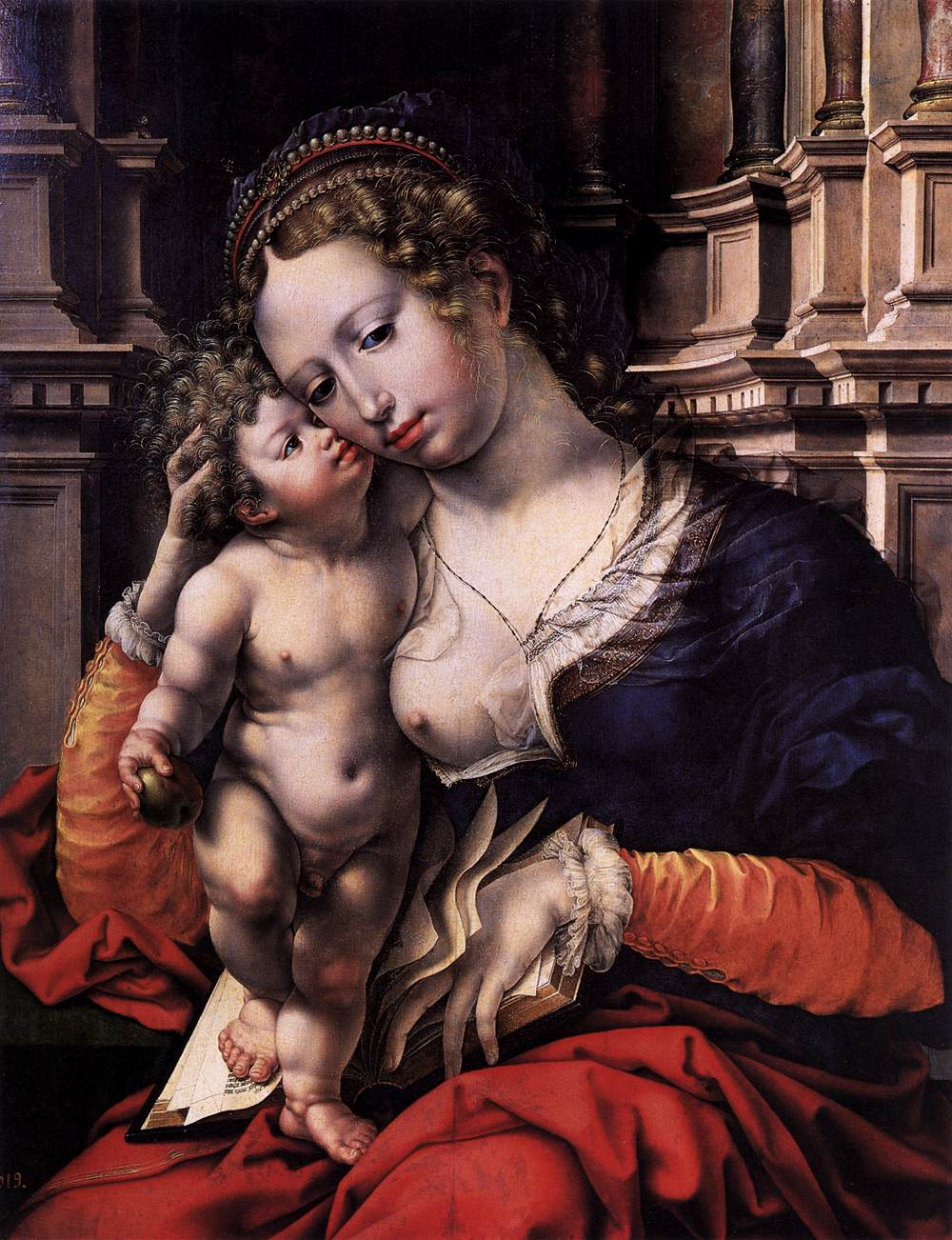
La Virgen con el Niño de Mabuse.
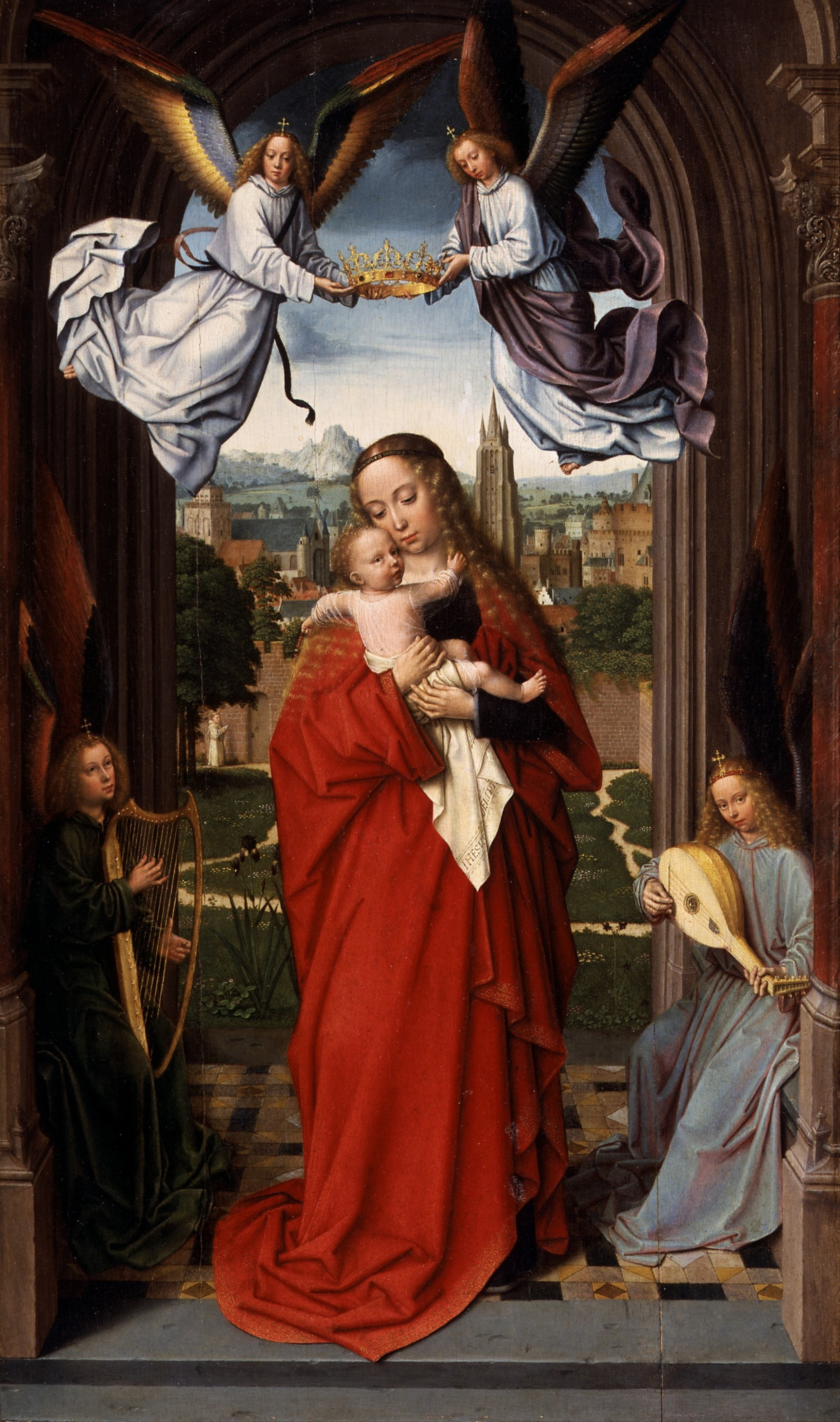
Virgen con el Niño y cuatro ángeles,[85] de Gerard David.
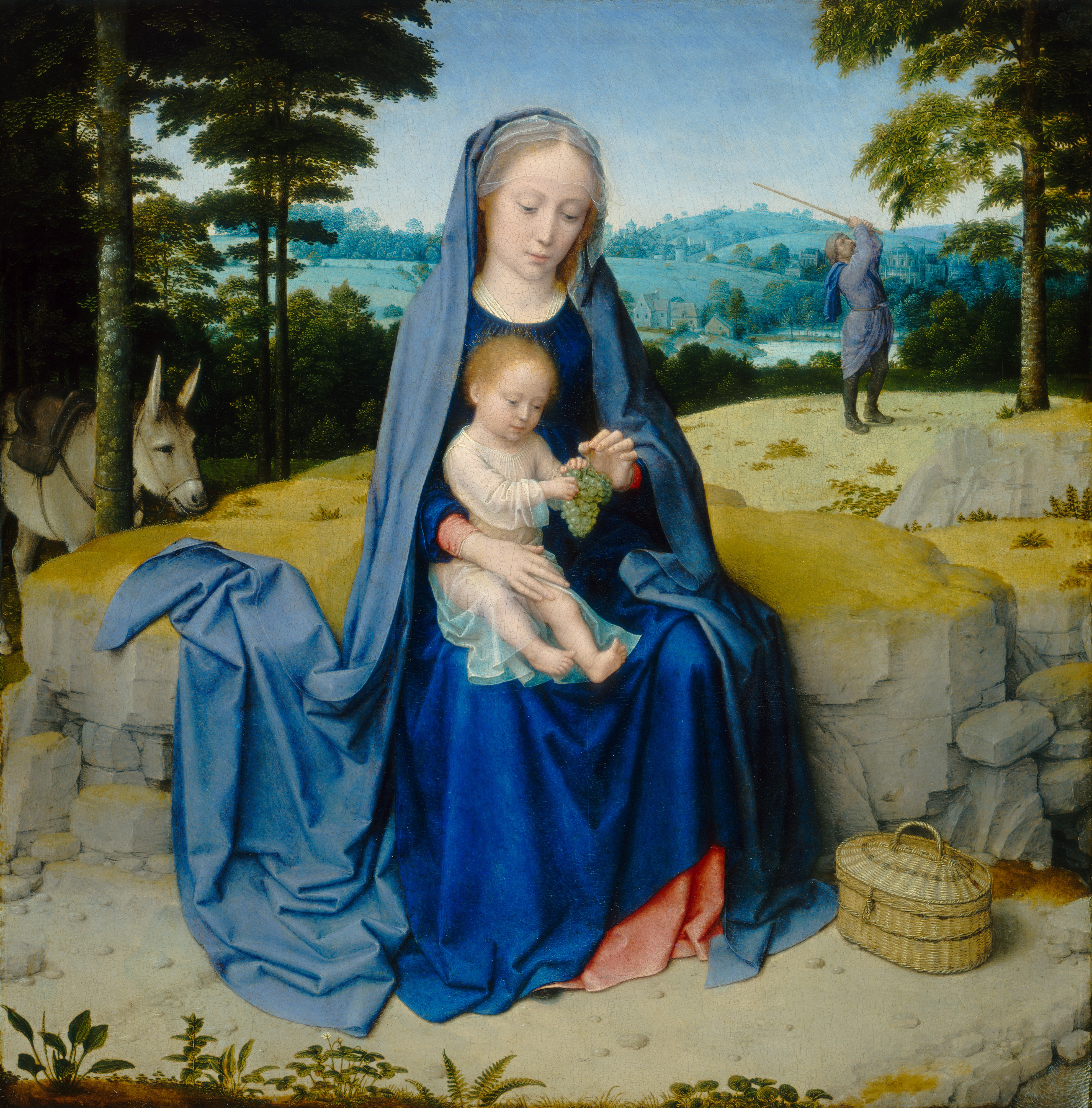
Una de las versiones del Descanso en la huida a Egipto, de Gerard David.
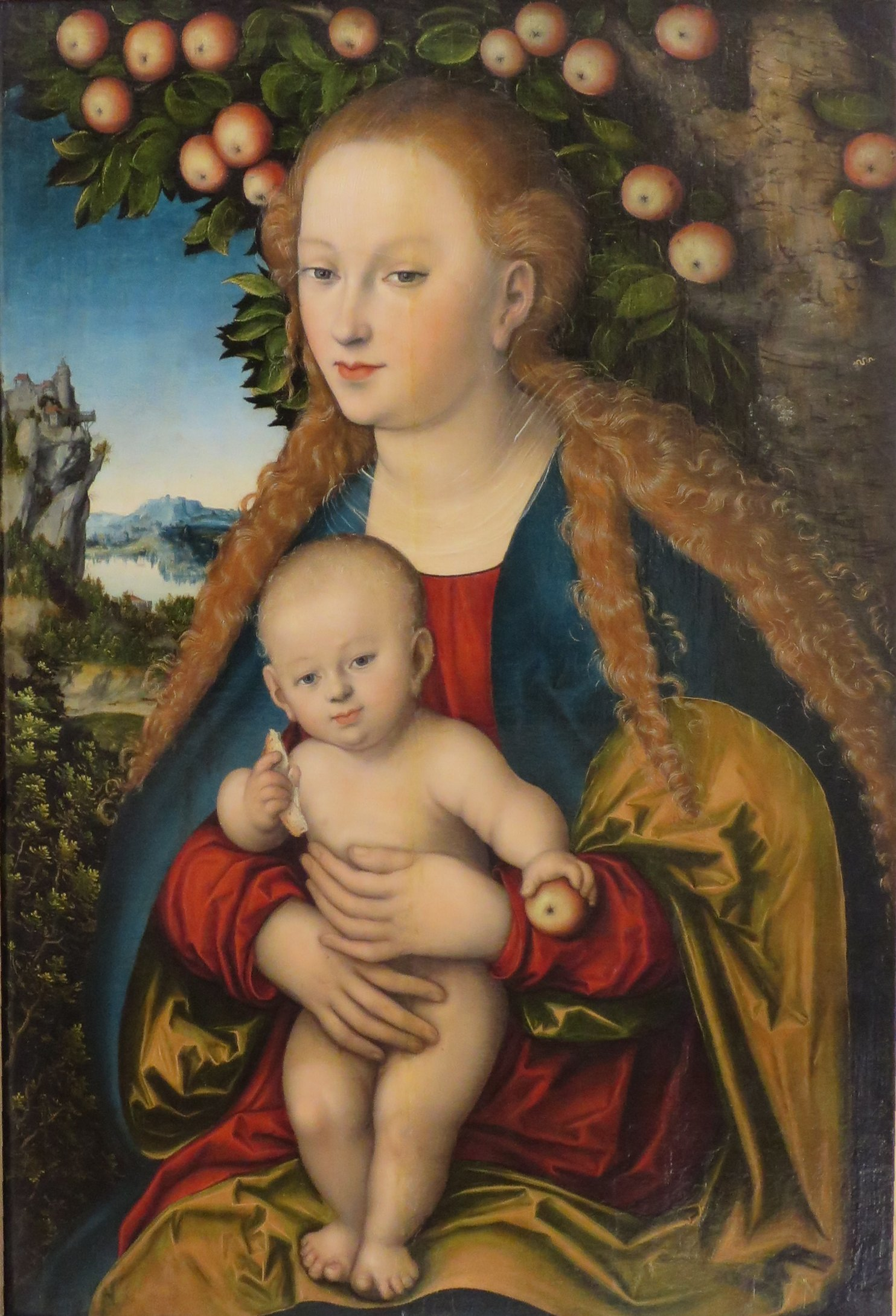
La Virgen y el Niño bajo un manzano, de Cranach el Viejo.
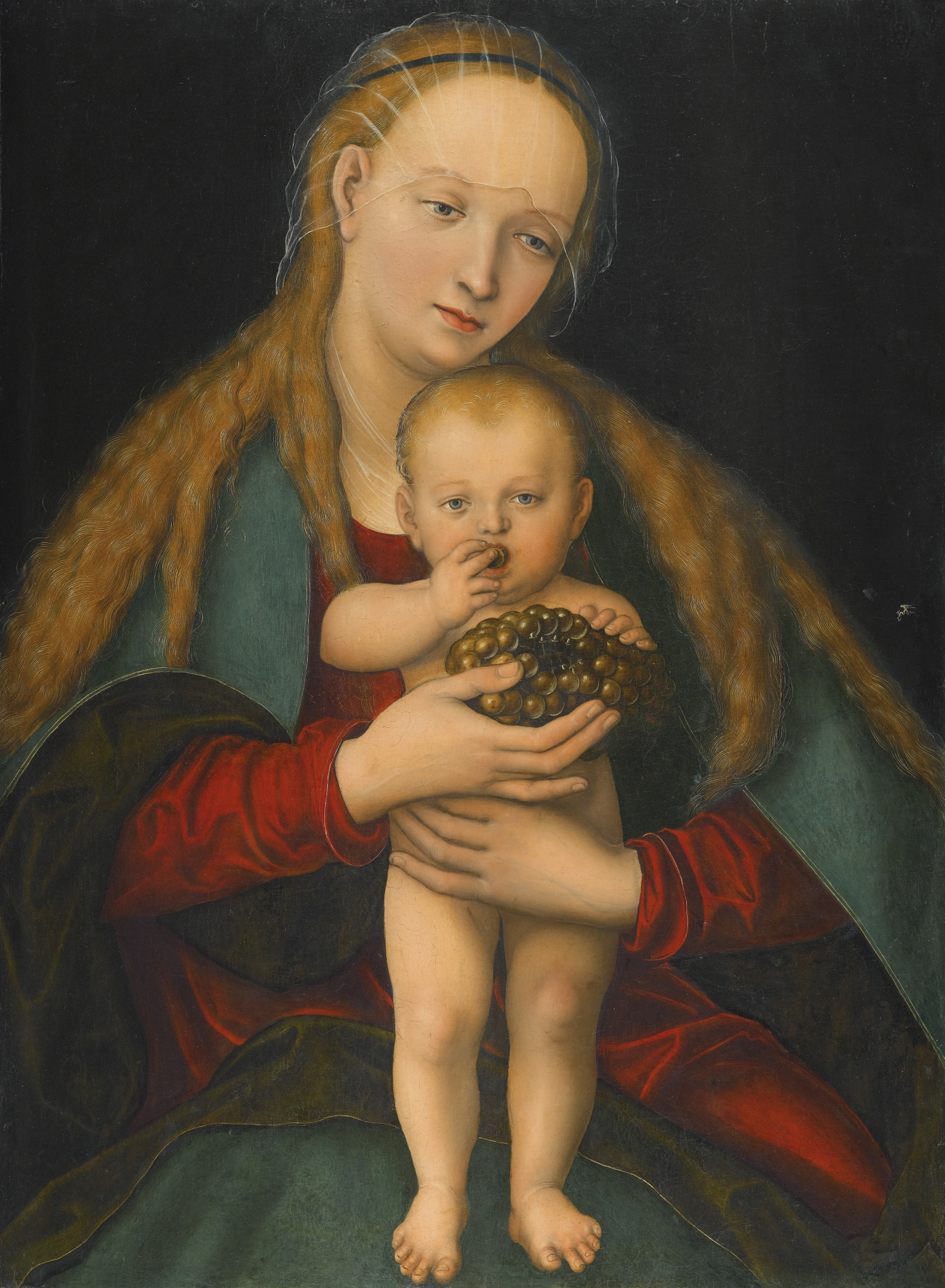
La Virgen y el Niño comiendo uvas, de Cranach el Joven.
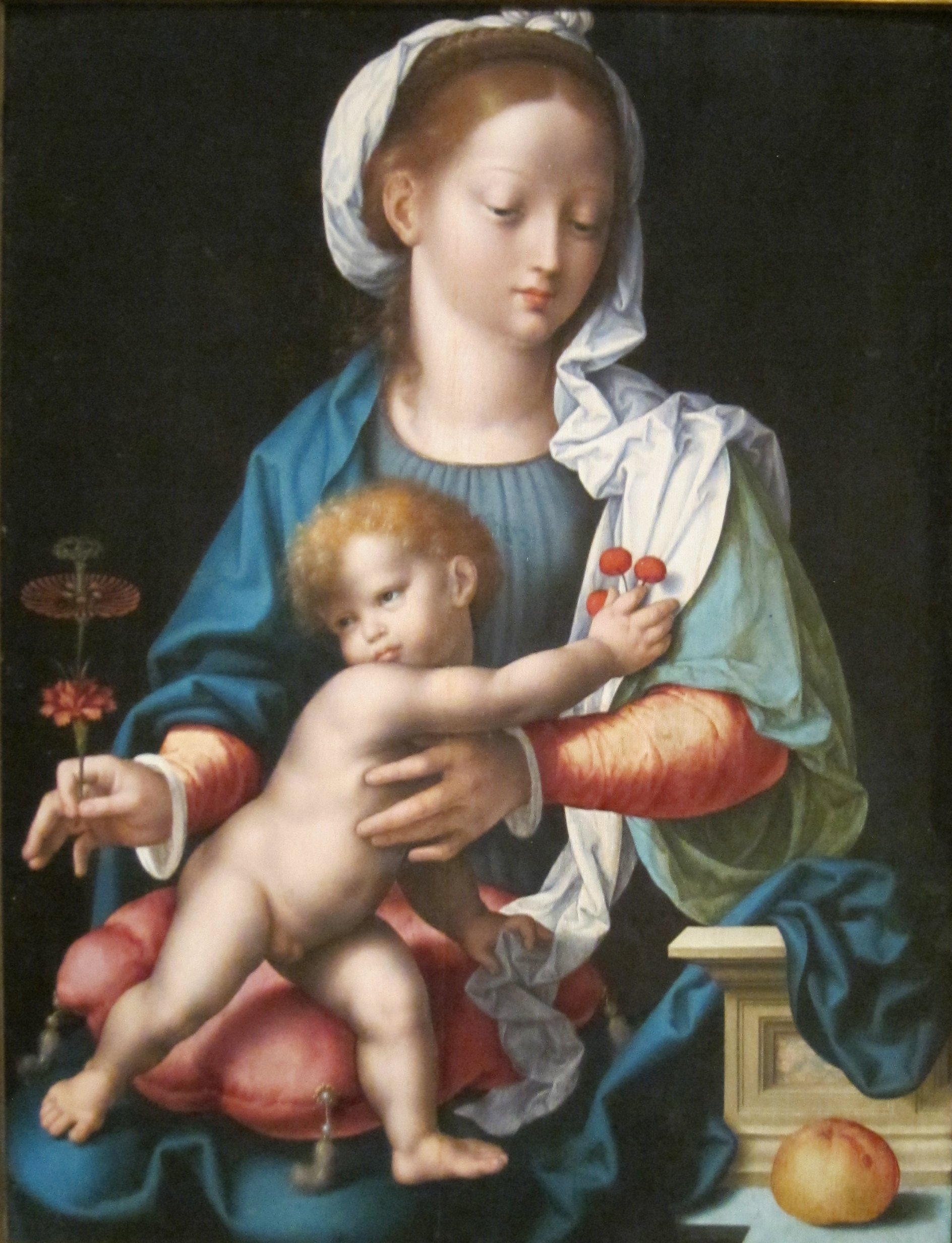
Madonna, de Cleve.

- El Manierismo supone la extensión por toda Europa occidental de las formas italianizantes; y en los países católicos, en último tercio del siglo XVI, la imposición de los cánones del Concilio de Trento relativos a la representación de temas religiosos. El resultado fue una mayor complejidad iconográfica.

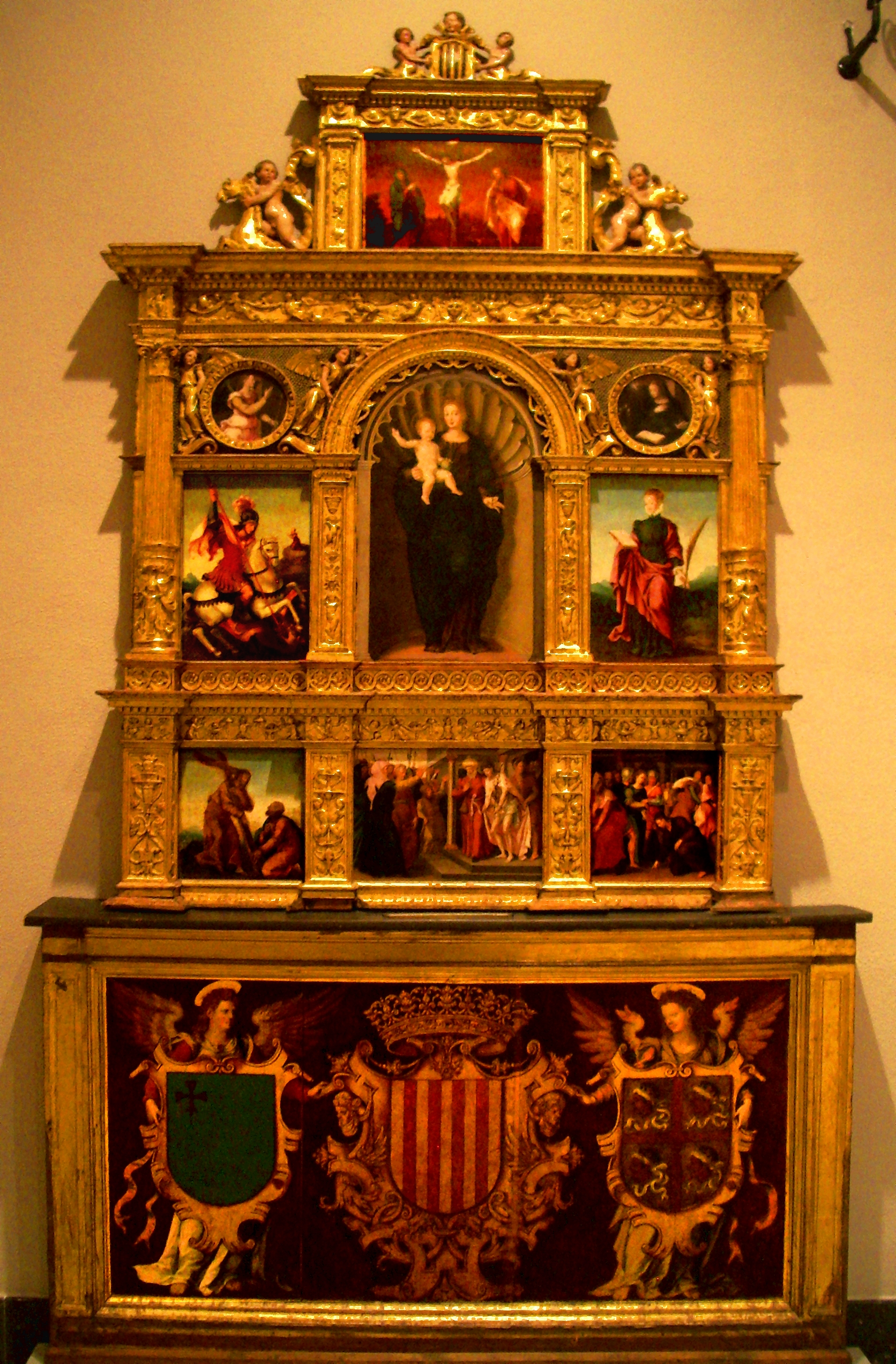
Retablo de la Virgen con el Niño, de Jerónimo Cosida (1569-1572).
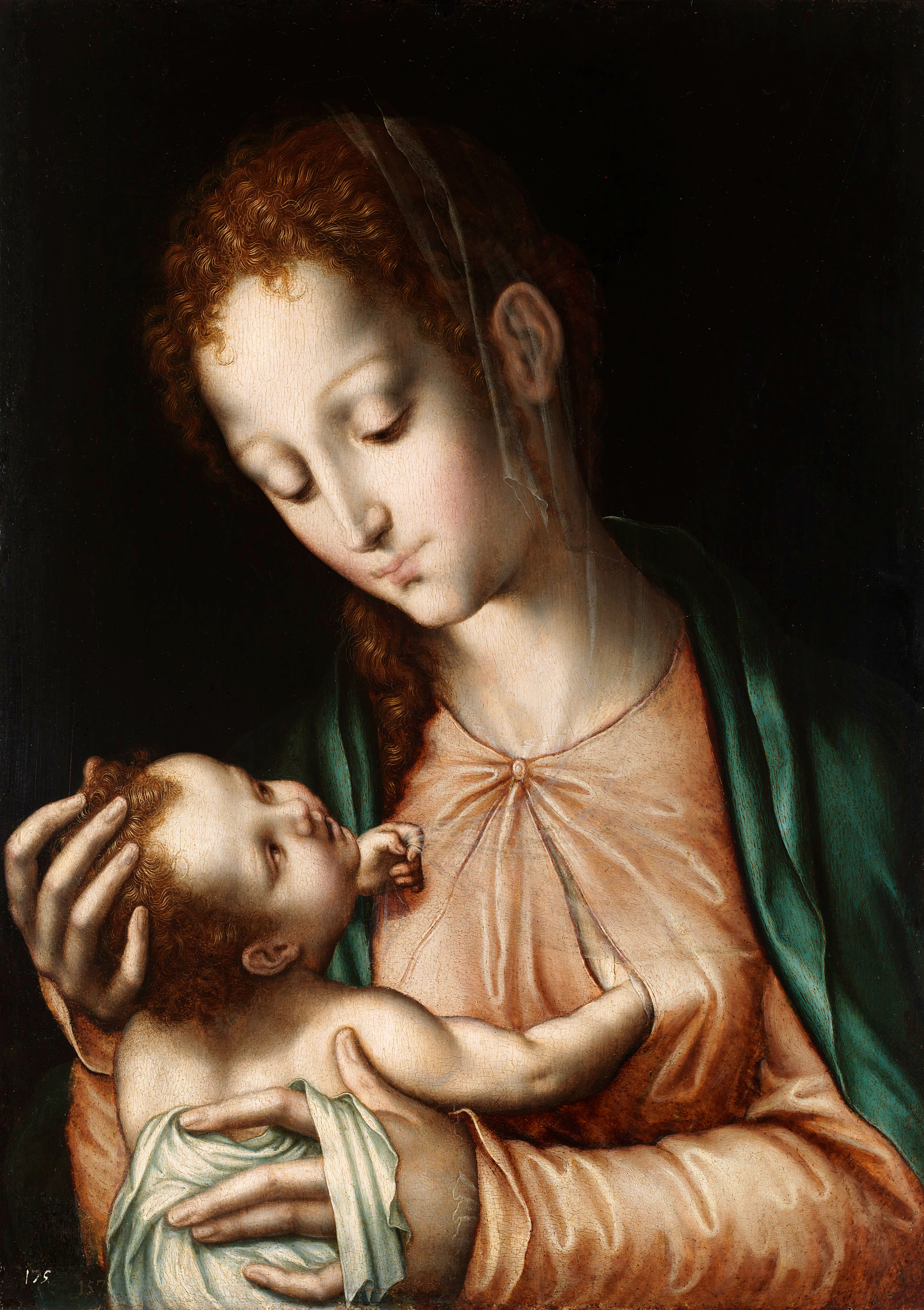
Una de las versiones de la Virgen de la leche, de Luis de Morales.
La Virgen y el Niño con dos santas, de El Greco (una "Virgen en Gloria").
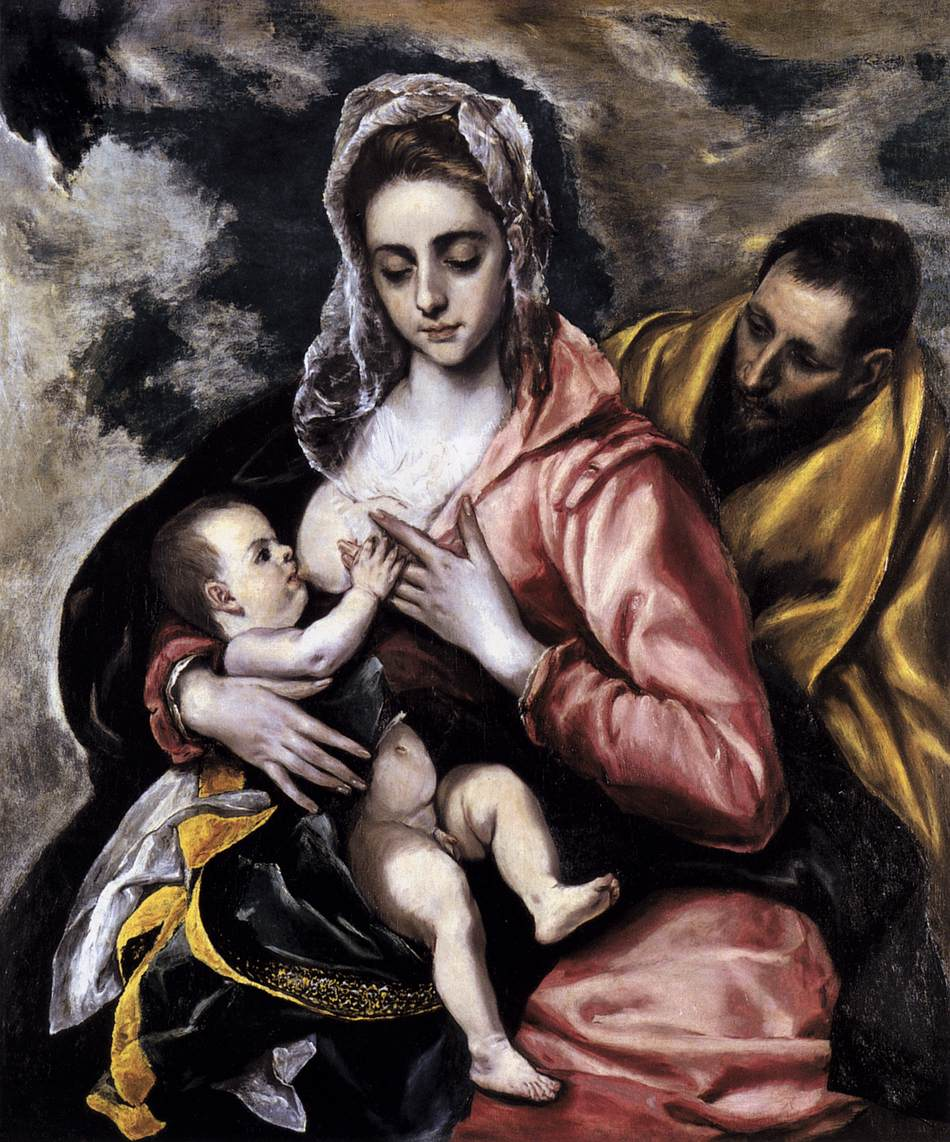
Otro "greco", en este caso, una Sagrada Familia.

- El Barroco en los países católicos tendrá en las Madonnas uno de los recursos más adecuados para suscitar la religiosidad popular; como puede verse en las numerosas versiones del tema que produjo el prolífico taller de Rubens,

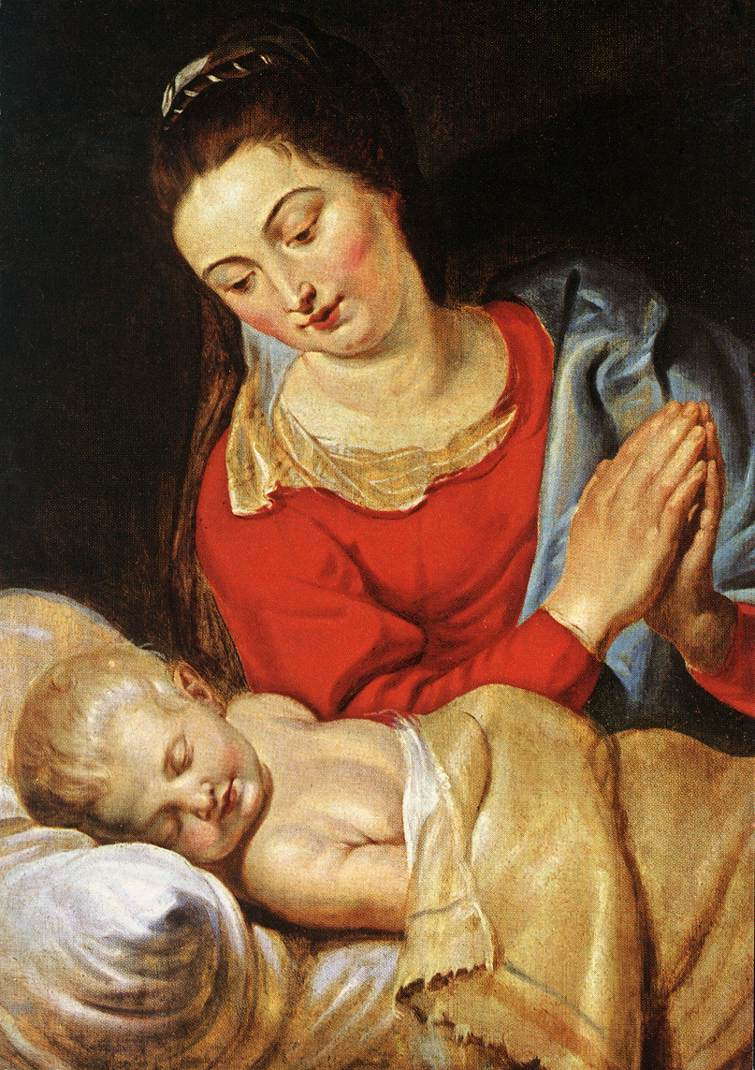
Virgen en adoración junto al Niño dormido, del taller de Rubens.
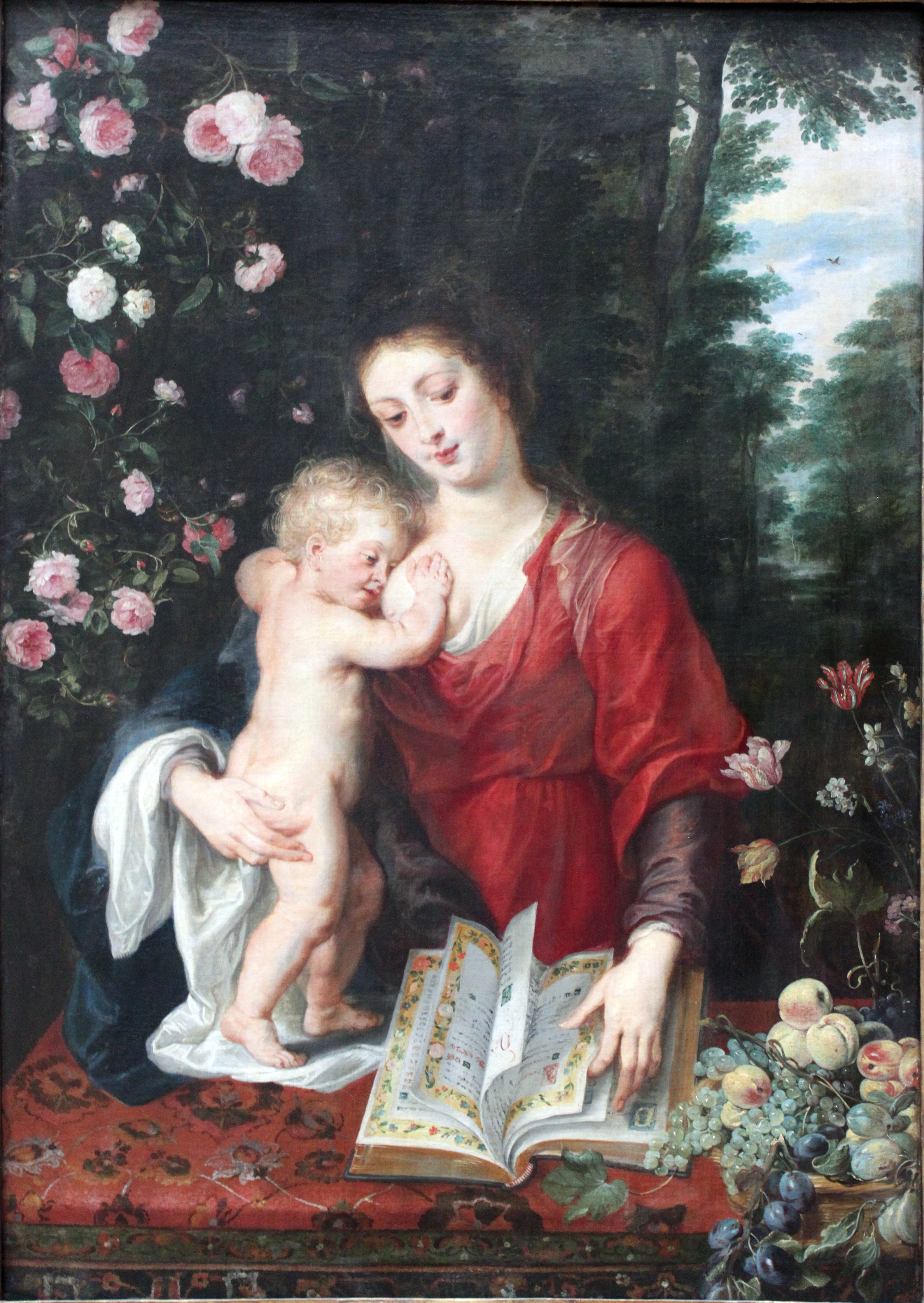
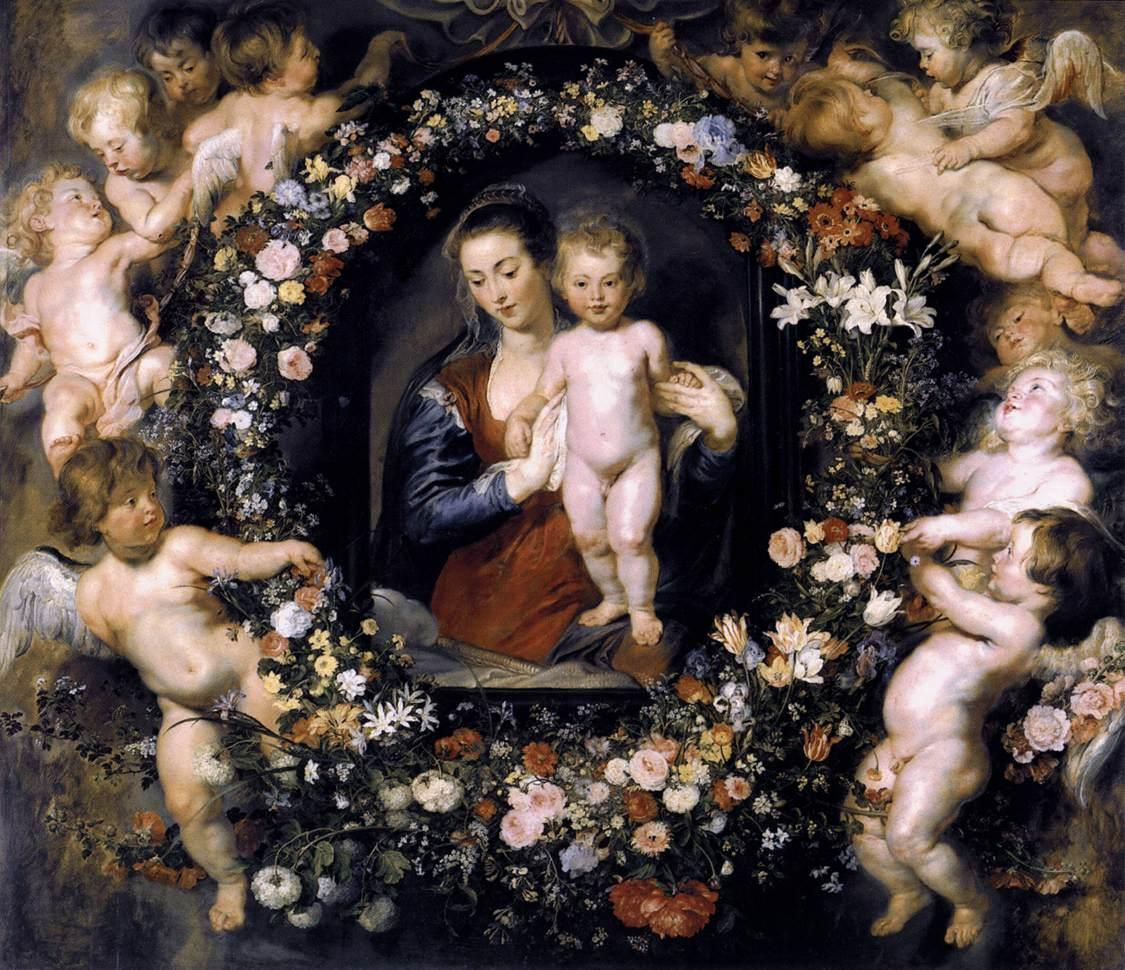
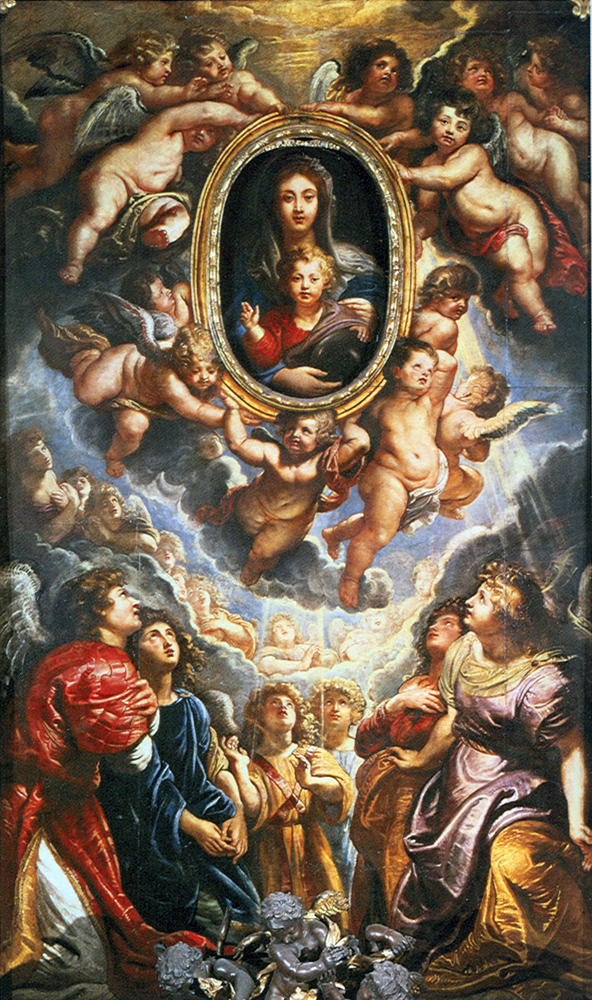
Madonna della Vallicella,[86] 1605-1608.

las de Nicolás Poussin, caracterizadas por su clasicismo,

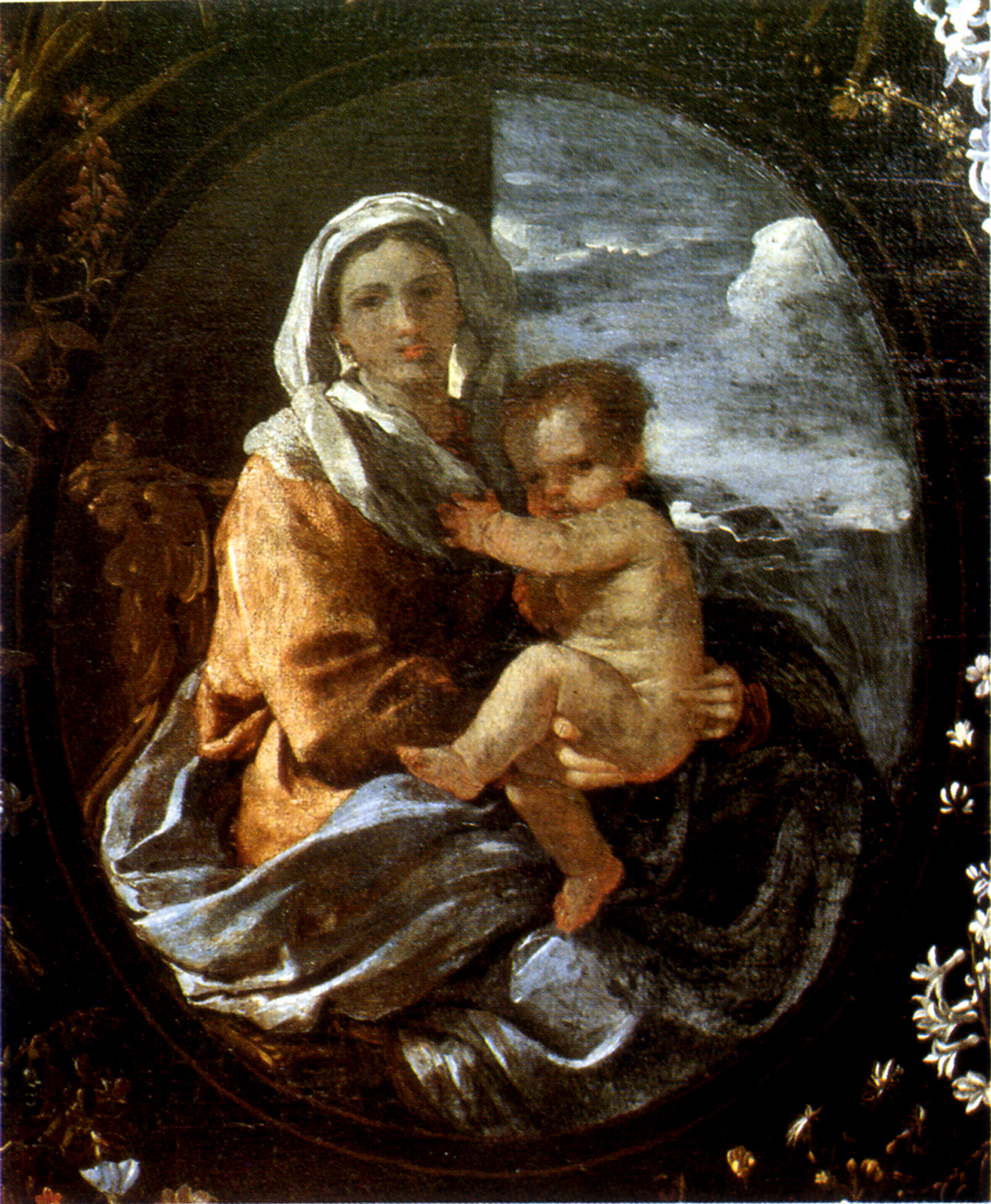
Boceto al óleo, ca. 1626.
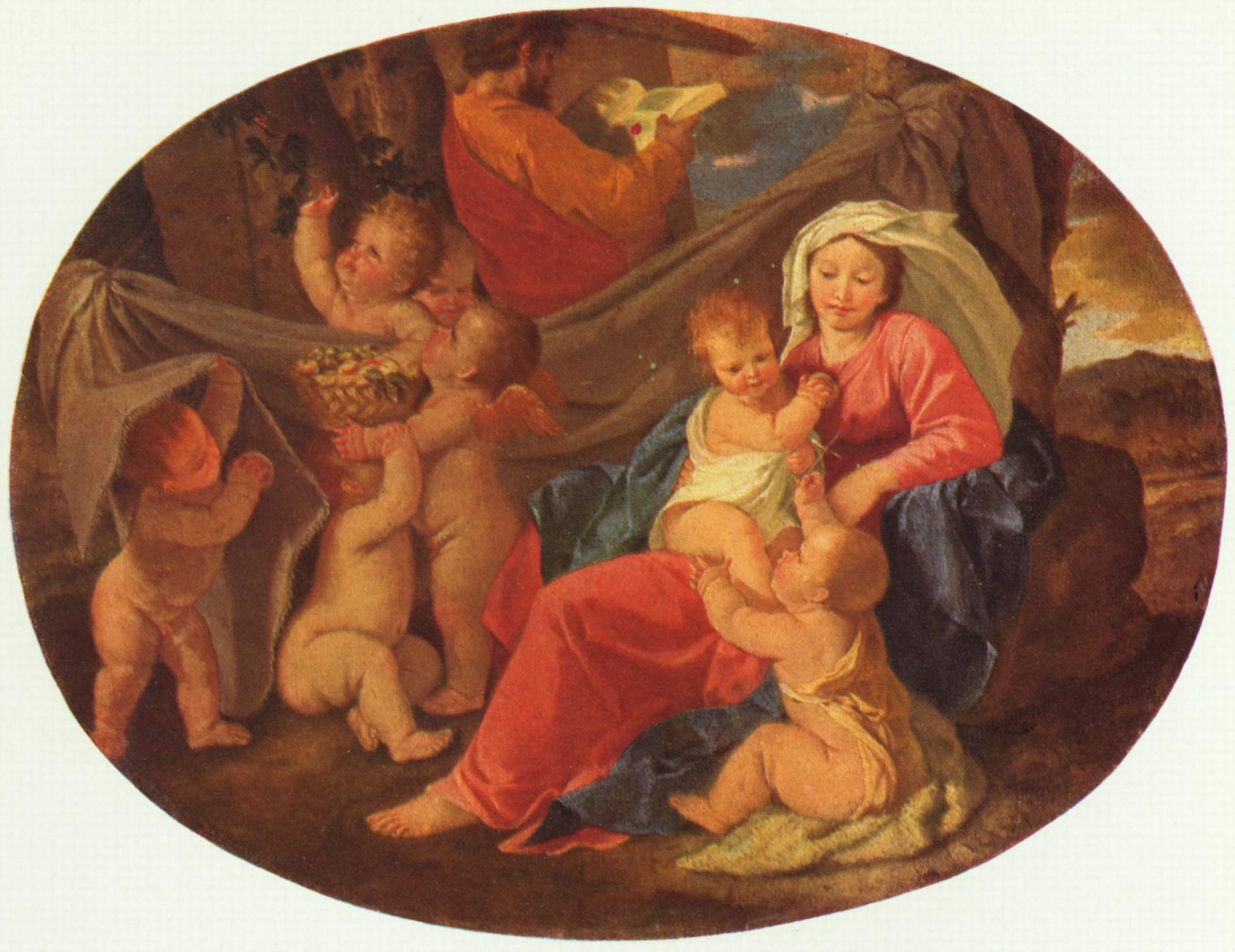
Sagrada Familia con ángeles, ca. 1625-1630.
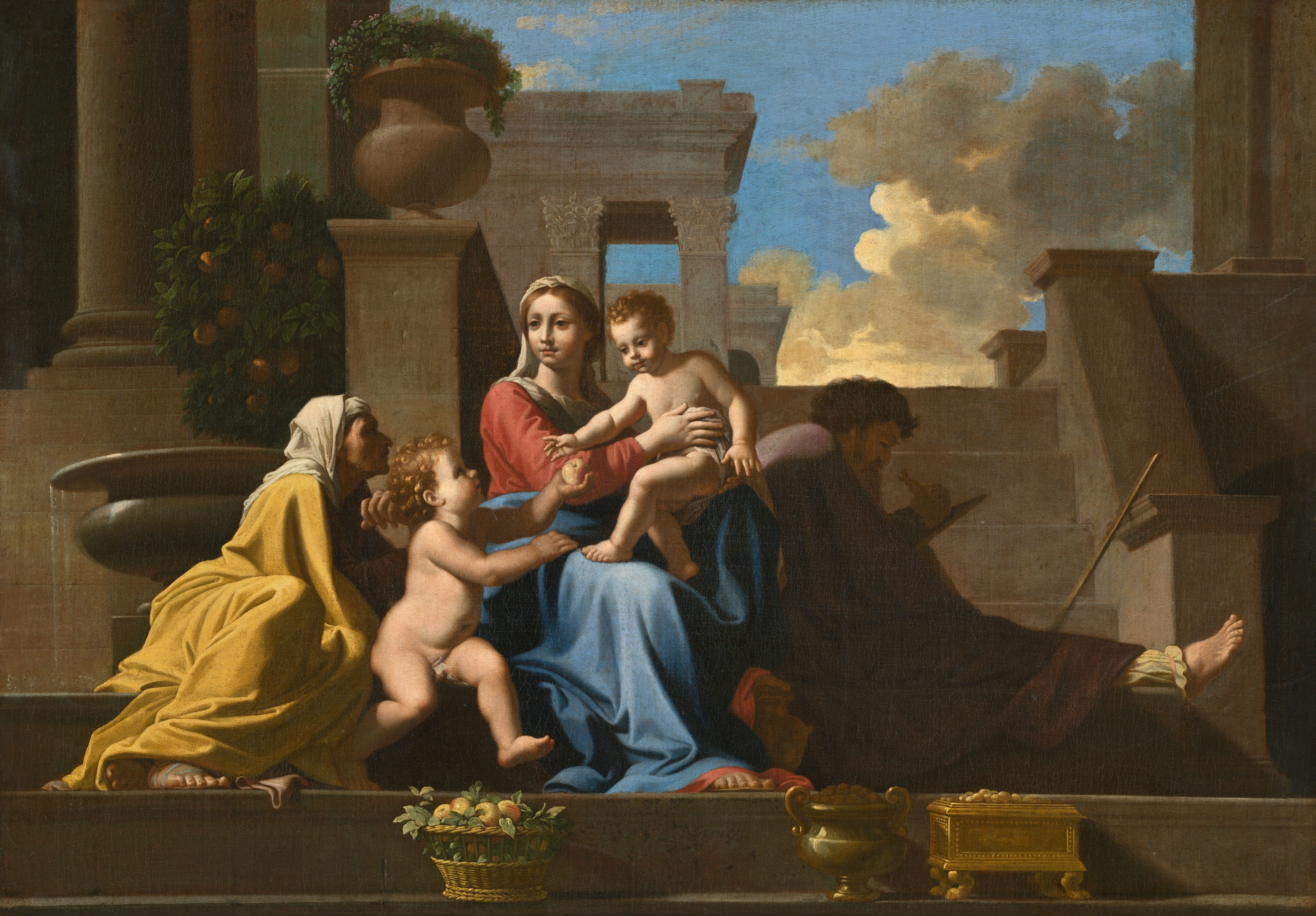
Sagrada Familia de la escalera, ca. 1633-1665.

o en las numerosas versiones del tema que realizó Murillo (al que se conoce como "el pintor de las Inmaculadas").

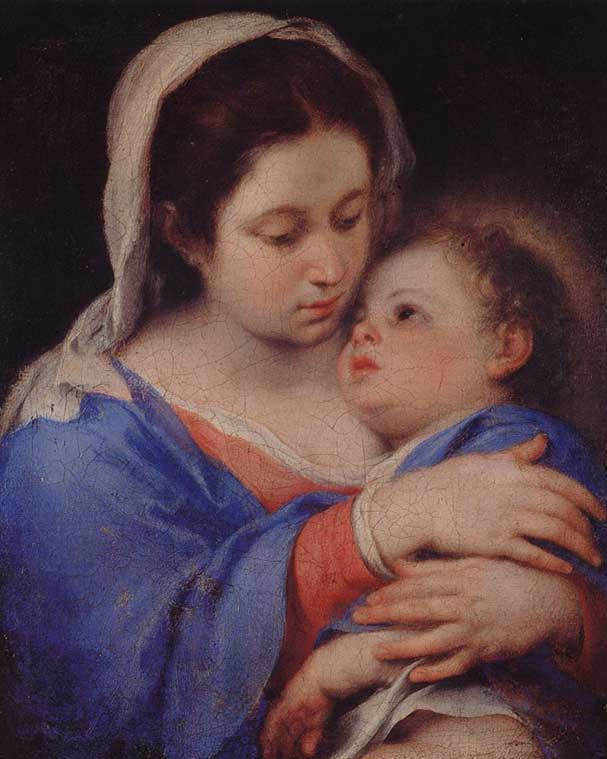
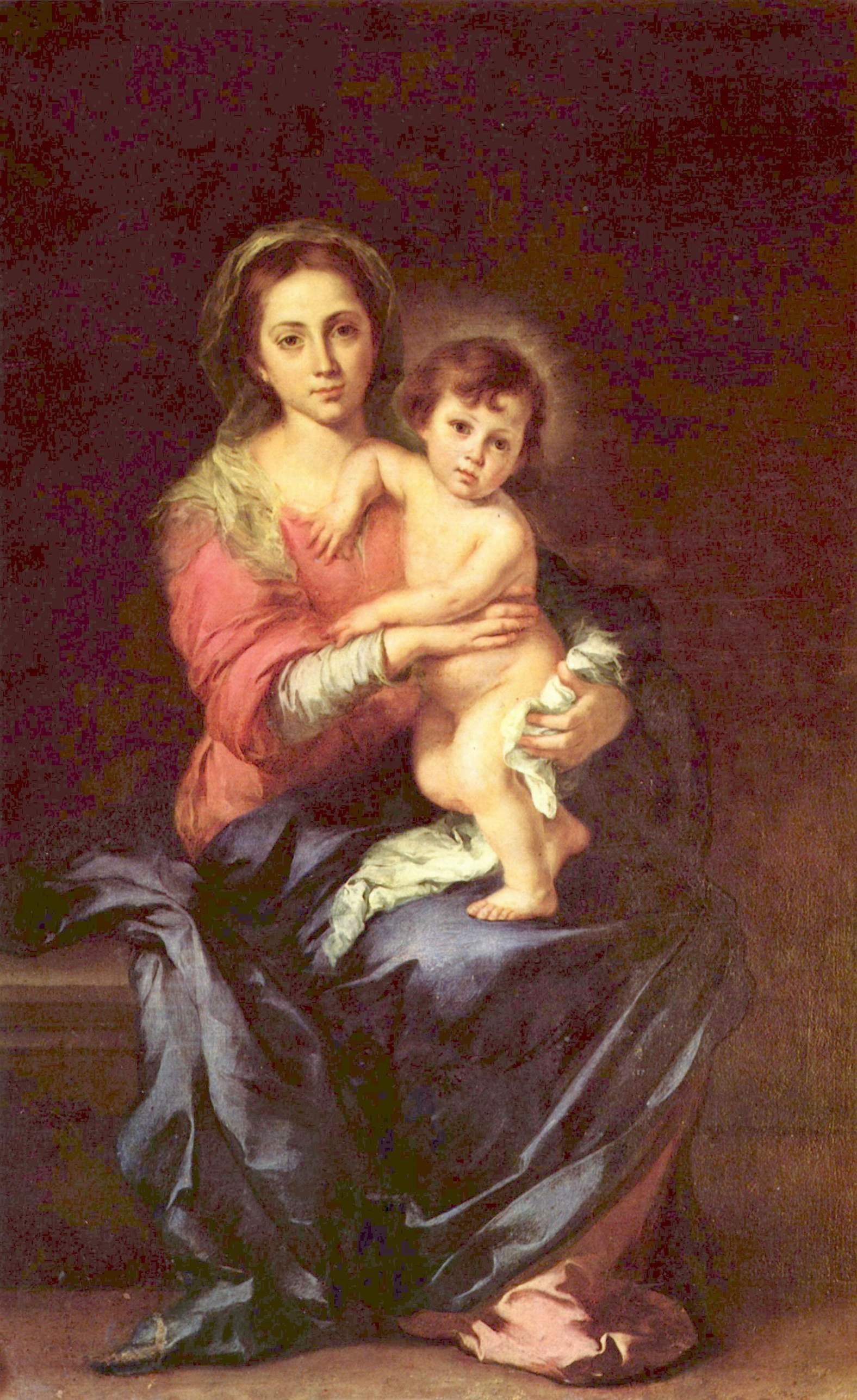
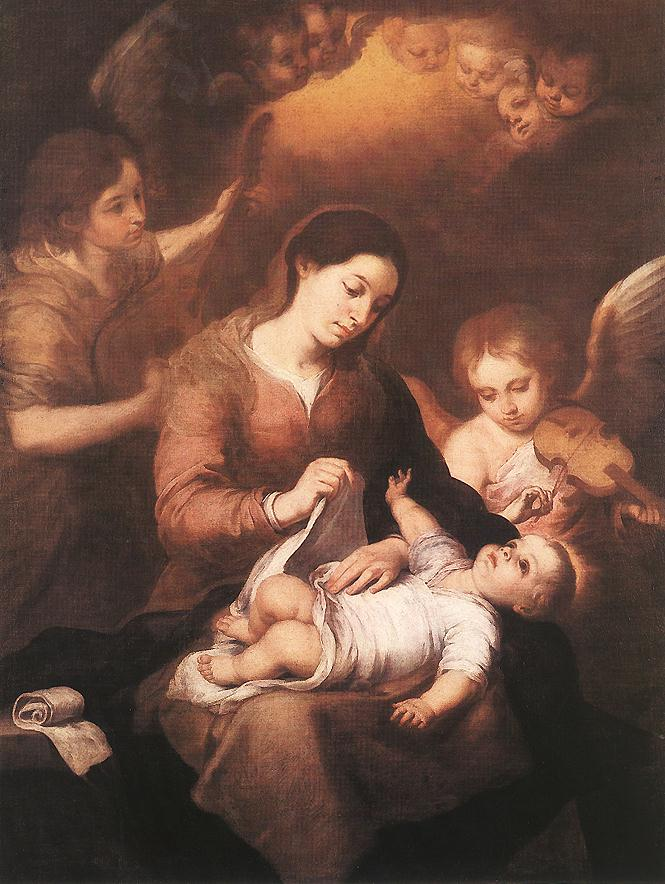
Virgen con el Niño y ángeles músicos
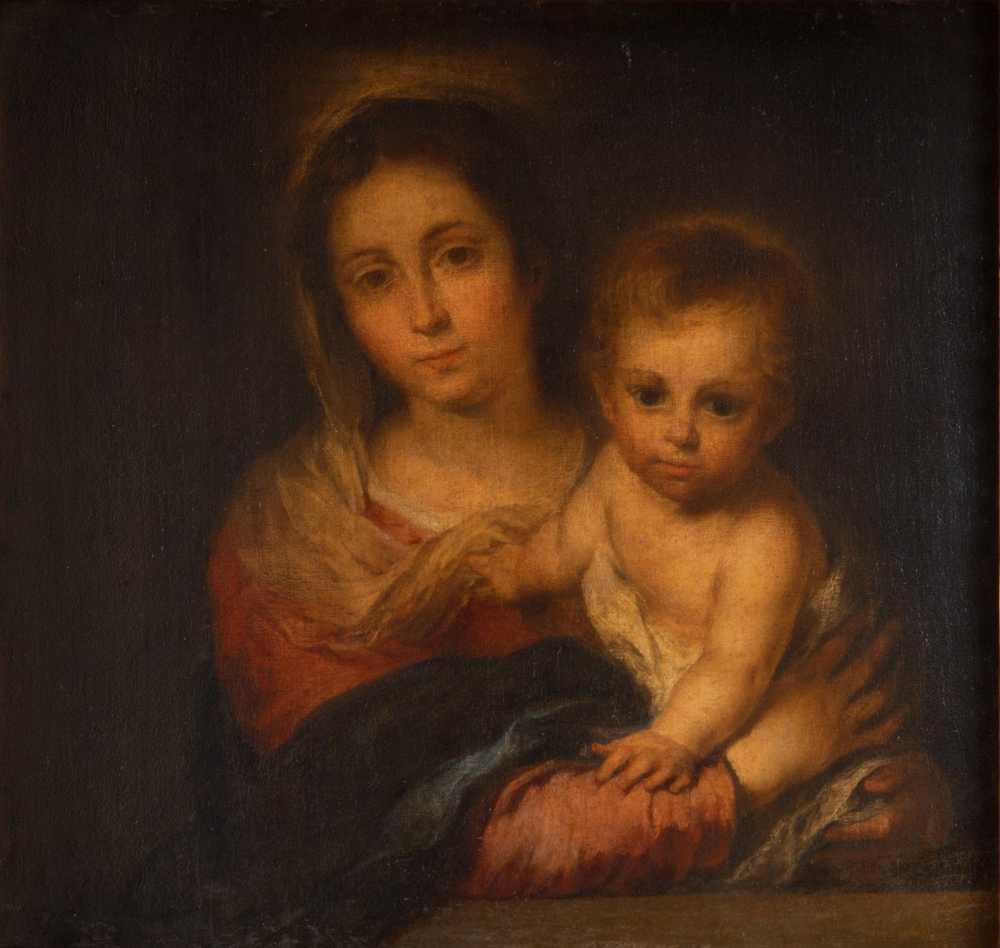
La llamada Virgen de la servilleta.
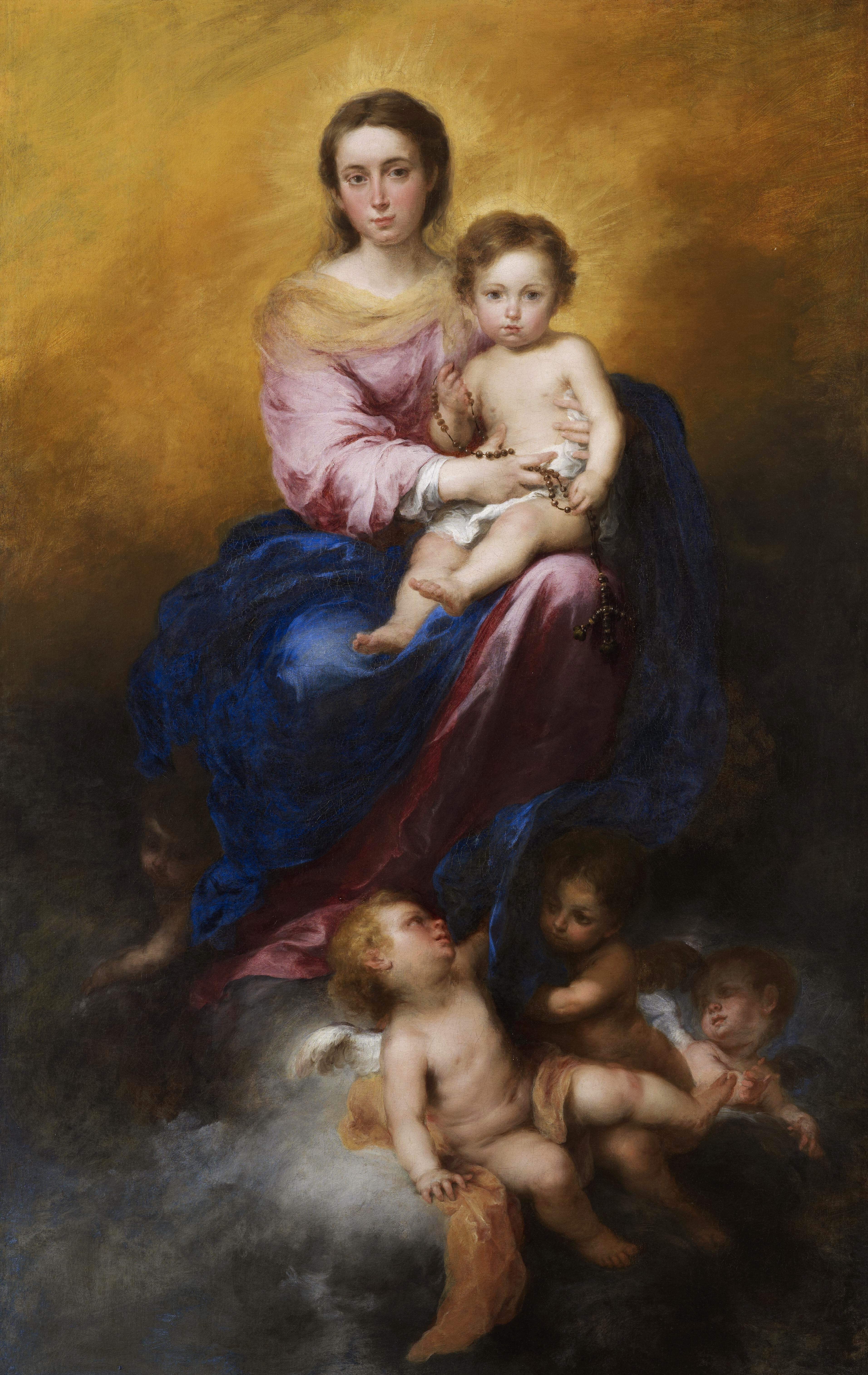
Una de las versiones de la Virgen del Rosario

- La frialdad academicista de la pintura neoclásica no impide que el tema siga tratándose, como en la Madonna, de Anton Rafael Mengs (1770-1773).

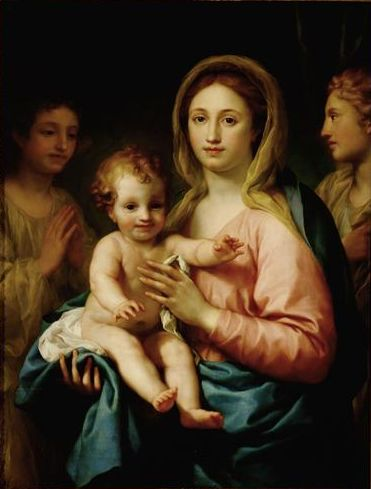

### Edad Contemporánea
La significativa disminución de los encargos eclesiásticos y privados con tema religioso hizo que el tema pasara a ser relativamente escaso en la obra de los pintores de la Edad Contemporánea.
- Ingres realizó varias versiones del tema.

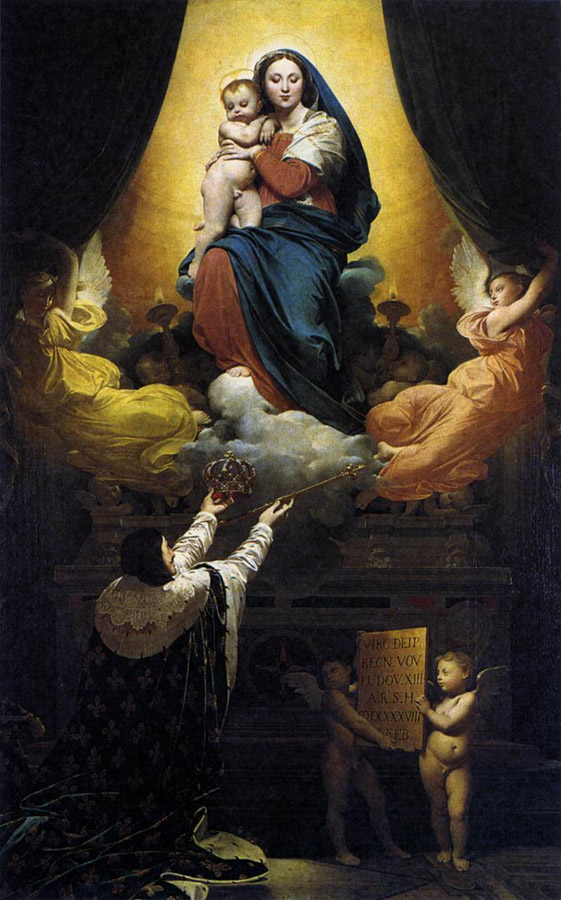
El voto de Luis XIII.
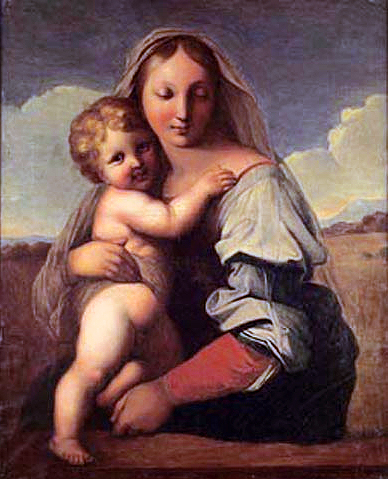

- El movimiento nazareno visitó el tema en alguna ocasión

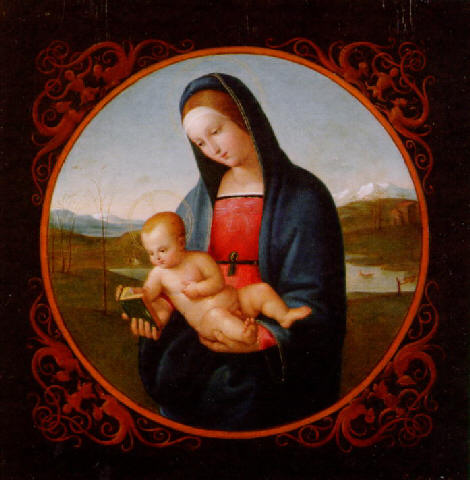
Joseph Anton Settegast, 1839.
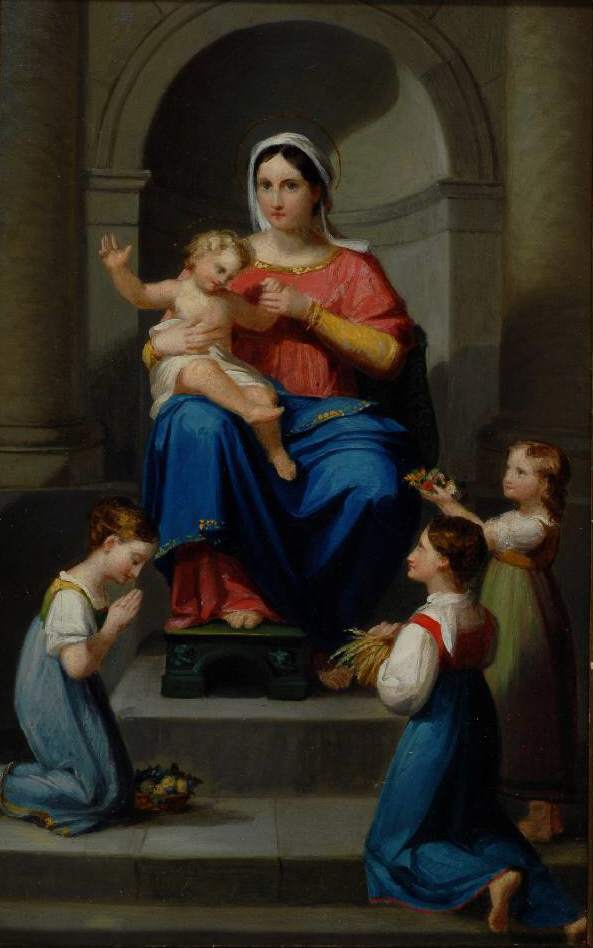
Marie Ellenrieder,[88] 1822.

- Madonna, una pintura de Edvard Munch, confeccionada en cinco versiones entre 1894 y 1895.
- Madonna de Stalingrado, pintura realizada durante la batalla de Stalingrado por Kurt Reuber.
- La Madonna de Port Lligat, el nombre de dos pinturas de Salvador Dalí hechas entre 1949 y 1950.